# 2011年のワールドシリーズ
2011年の野球において、メジャーリーグベースボール（MLB）優勝決定戦の第107回ワールドシリーズ（英語: 107th World Series）は、10月19日から28日にかけて計7試合が開催された。その結果、セントルイス・カージナルス（ナショナルリーグ）がテキサス・レンジャーズ（アメリカンリーグ）を4勝3敗で下し、5年ぶり11回目の優勝を果たした。

## 概要
| カージナルス監督のトニー・ラルーサ（写真は2007年4月1日撮影） |  | レンジャーズ監督のロン・ワシントン（写真は2012年5月10日撮影） |
| カージナルス監督のトニー・ラルーサ（写真は2007年4月1日撮影） |  | レンジャーズ監督のロン・ワシントン（写真は2012年5月10日撮影） |

10月15日にまずアメリカンリーグでテキサス・レンジャーズ（西地区）が、そして翌日にはナショナルリーグでセントルイス・カージナルス（中地区）が、それぞれリーグ優勝を決めてワールドシリーズへ駒を進めた。レンジャーズは厚い選手層を武器にこの年のレギュラーシーズンを進めていき、5月中旬以降はずっと地区首位の座を譲らぬまま、2年連続のポストシーズン進出を球団史上最高勝率で飾った。地区シリーズではタンパベイ・レイズを、リーグ優勝決定戦ではデトロイト・タイガースを下して、2年連続2度目のワールドシリーズ進出となった。一方、この年のカージナルスは故障者や不振に陥る選手が多く、8月下旬の時点ではポストシーズン進出圏から大きく離されていたが、残り1か月で逆転してワイルドカードを獲得した。地区シリーズではフィラデルフィア・フィリーズを、リーグ優勝決定戦ではミルウォーキー・ブルワーズを破って、5年ぶり18度目のワールドシリーズ進出を果たした。
レンジャーズは球団創設51年目で初めての優勝を、カージナルスは前回出場の2006年以来11度目の優勝を、それぞれ目指して今シリーズに臨んだ。カージナルスの本拠地ブッシュ・スタジアムで行われた第1戦と第2戦は、ともに1点差の接戦となった。いずれの試合でも好機に代打として打席に立ったアレン・クレイグが、先発投手に代わって登板したアレクシー・オガンドから適時打を放ち、カージナルスが1点を先行する展開になった。第1戦はそのままカージナルスが継投でリードを守って逃げ切り、第2戦はレンジャーズが9回に2点を奪い逆転勝ちした。続く3試合はレンジャーズの本拠地レンジャーズ・ボールパーク・イン・アーリントンへ移動して行われた。第3戦はカージナルスが、アルバート・プホルスがシリーズ史上3人目・4度目となる1試合3本塁打を記録するなど、16得点を挙げる大勝を収めた。だがレンジャーズも連敗は許さず、第4戦はデレク・ホランドが相手打線を8.1回2安打無失点に抑える好投を見せて勝利し、対戦成績を2勝2敗のタイに戻した。レンジャーズは第5戦も相手の継投ミスに乗じて制し、連勝でワールドシリーズ初優勝に王手をかけた。
ブッシュ・スタジアムに戻っての第6戦は、中盤までは両チームともミスを連発し、6回を終えた時点では4－4の同点だった。そこからレンジャーズがエイドリアン・ベルトレの本塁打などで勝ち越し、2点リードで迎えた9回裏も塁上に2走者を背負いながら、あとストライク1球で勝利というところまで迫った。しかしデビッド・フリースが三塁打を放って2走者を還し、カージナルスが敗退の瀬戸際から同点に追いついた。レンジャーズは延長10回表にジョシュ・ハミルトンの本塁打で再びリードを得て、その裏にあとストライク1球で優勝という場面をもう一度作った。ところがカージナルスはランス・バークマンの適時打でまたも同点にした。そして11回裏にフリースのサヨナラ本塁打が飛び出し、カージナルスがシリーズの行方を最終第7戦に持ち込んだ。ワールドシリーズでは9年ぶりとなる第7戦は、初回にレンジャーズが先制したものの、カージナルスがフリースの適時打ですぐさま追いつくと、3回にはクレイグの本塁打で逆転した。これが決勝点となってカージナルスがレンジャーズに勝利し、4勝3敗で5年ぶり11度目のシリーズ制覇を成し遂げた。シリーズMVPにはフリースが選ばれた。
シリーズ終了後、カージナルスの中心人物ふたりが相次いで球団を去った。ひとりは監督のトニー・ラルーサで、今シリーズ限りで監督業を引退した。もうひとりは中心打者のプホルスで、他球団へFA移籍した。これにより、カージナルスの球団史にひとつの区切りがつけられることとなった。そのプホルスの移籍先はレンジャーズと同じアメリカンリーグ西地区のロサンゼルス・エンゼルスで、エンゼルスはさらにレンジャーズからFAとなったC.J.ウィルソンも獲得した。同地区球団の大型補強に対し、レンジャーズも巨費を投じて日本プロ野球からダルビッシュ有を獲得するなど戦力強化を進め、2012年のシーズンに臨む態勢を整えていった。
アメリカ合衆国内におけるテレビ中継はFOXが行い、全7試合の平均視聴率は10.0%だった。最終第7戦の平均視聴者数は2540万人で、2004年のシリーズ第4戦以来の多さだった。2011年のワールドシリーズは複数のメディアによって、シリーズ史上屈指の名勝負のひとつとして評価されている。

## ワールドシリーズまでの道のり

### テキサス・レンジャーズの2011年
まず先にワールドシリーズ進出を決めたのはテキサス・レンジャーズだった。10月15日、デトロイト・タイガースとのアメリカンリーグ優勝決定戦を4勝2敗で制し、2年連続2回目のワールドシリーズ進出となった。

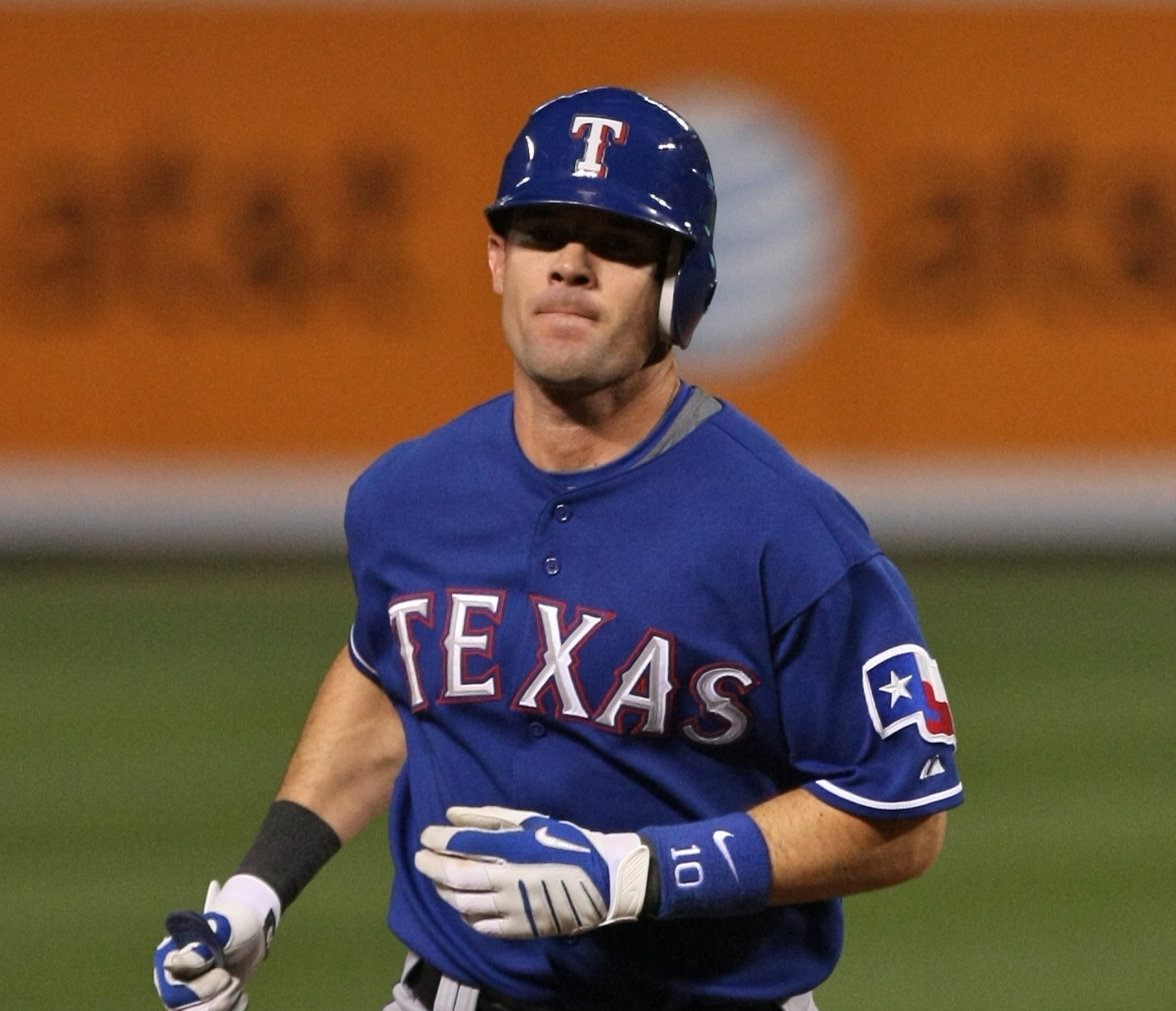
マイケル・ヤングはのシーズン開幕前にも、球団のエルビス・アンドラス抜擢に伴う遊撃から三塁へのコンバート要請を不服とし、トレードを申し立てたが結局は残留している（写真は2009年4月27日撮影）

この前年の2010年、レンジャーズは90勝72敗でアメリカンリーグ西地区を11年ぶりに制し、ポストシーズンも勝ち進んで球団創設50年目で初のリーグ優勝を成し遂げる。しかしナショナルリーグ王者サンフランシスコ・ジャイアンツと対戦したワールドシリーズには1勝4敗で敗れた。シーズン終了後には、エース左腕クリフ・リーや指名打者ブラディミール・ゲレーロ、正捕手ベンジー・モリーナらがFAに。チームは、このうちリーの残留を目指していたが、リーは最終的にフィラデルフィア・フィリーズへの移籍を選んだ。彼が抜けた先発ローテーションの穴を埋めようと、マット・ガーザやザック・グレインキーなどをトレードで獲得しようとするも交渉はまとまらず、最終的にはエース級投手の獲得を諦めて三塁手のエイドリアン・ベルトレと契約し、内野守備と打線を強化した。この補強により三塁のポジションを奪われて指名打者兼ユーティリティーとなったマイケル・ヤングが、チームに対しトレードを要求する一幕もあったが、最終的に彼はこの起用法を受け入れ残留している。リー残留に熱心だったのとは対照的に、ゲレーロやB・モリーナら他のFA選手は引き止めず、ヨービット・トレアルバとマイク・ナポリの2捕手を獲得。捕手のポジションはインサイドワークに優れたトレアルバを中心に起用し、打撃のいいナポリは捕手以外に一塁手や指名打者としても出場させる構想を描いた。リーがいなくなった先発陣はスプリングトレーニングを経て、救援右腕アレクシー・オガンドを先発へ転向させることに決めた。
2011年、レンジャーズは4月1日の開幕戦から6連勝と好スタートを切ることに成功するが、その後は野手と救援投手に故障者が相次ぐ。野手陣ではまず同月13日にジョシュ・ハミルトンが、前日の試合で三塁から本塁へ突入した際に右上腕を骨折して故障者リスト入り。続いて5月4日には、ネルソン・クルーズも右大腿四頭筋痛で故障者リスト入りとなった。ハミルトン離脱から彼らふたりが5月23日に揃って復帰するまでの間、チームは15勝21敗と負けが先行した。救援投手陣では、抑え投手ネフタリ・フェリスが4月21日に右肩炎症で、同月27日にはセットアップのダレン・オデイが左股関節唇損傷で、それぞれ故障者リスト入りし離脱する。フェリスは5月6日に復帰するも奪三振率が前年から低下するなど投球の質が落ち、オデイは手術を受けたため7月2日まで復帰できない長期欠場となった。ただ、このような離脱者続出の状況でもレンジャーズは、5月16日以降は地区首位の座を維持したままシーズンを進めていく。前半戦92試合を終えた7月10日の時点でも、2位のロサンゼルス・エンゼルスとはわずか1.0ゲーム差ながら首位のまま。この時点でのチームの1試合平均得点は4.97で、ハミルトンらが一時的に抜けてもなおリーグ3位の高水準だった。1番打者イアン・キンズラーと2番打者エルビス・アンドラスはともに盗塁と得点の両部門でリーグ11位以内と、ふたりが足で好機を作って中軸が還す流れができていた。チーム最多打点は新加入のベルトレで71打点、その次が彼にポジションを奪われたヤングの59打点で、このふたりは練習ではキャッチボールのペアを組むなど、開幕前に起こったトレード騒動の影響も感じさせていない。投手陣は、救援防御率が4.57でリーグ12位と低迷したのに対して、先発ローテーションはクオリティ・スタート達成数が57でリーグ3位と安定。自身初の開幕投手を務めたC.J.ウィルソンは制球力が向上し9勝3敗・防御率3.20、先発転向のオガンドは初先発初勝利からの7連勝を含む9勝3敗・防御率2.92という成績を残した。

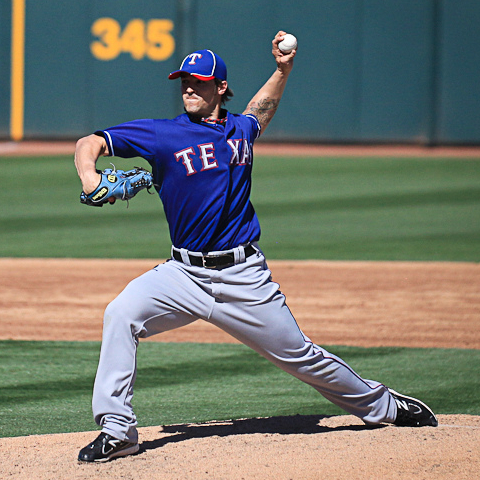
C.J.ウィルソンはにはリーグ最多の四球を相手打者に与えており、与四球率は4.10だったが、前半戦は2.86まで改善された（写真は2011年3月4日撮影）

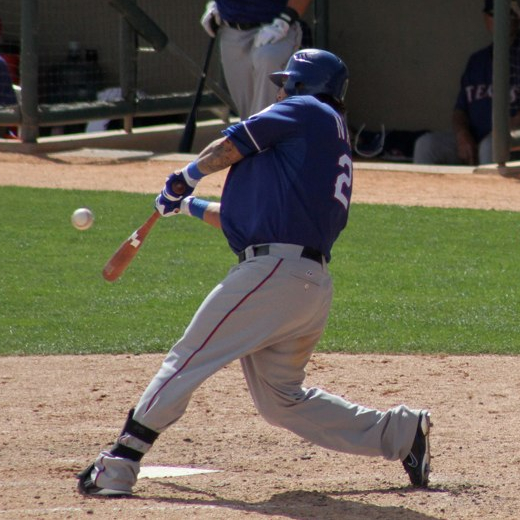
マイク・ナポリは規定打席未満ながら打率.320・30本塁打・75打点・OPS 1.046と、メジャー6年目でいずれも自己最高の打撃成績を残した（写真は2011年3月15日撮影）

7月14日から後半戦が始まり8試合を消化したところで、今度はベルトレが左ハムストリング痛によって故障者リスト入りとなる。彼が欠場している間は、主にヤングが三塁手として出場した。ヤングはシーズンを通して、内野の各ポジションで欠場者が出たときなどは代役として守備に就きつつ、打撃でも打率.330前後の順調なペースで安打と打点を積み重ねていき、その存在は試合に臨む姿勢も含めてチームメイトから高く評価された。加えてナポリが後半戦に入って調子を上げ、OPS 1.000超と強打を発揮する。このように野手陣には故障者が出ても穴埋めできる層の厚さがあったことから、チームは7月31日のトレード締切日を前に、弱点の救援投手陣を補強すべく他球団との交渉を進めていった。その結果、ボルチモア・オリオールズから上原浩治を、サンディエゴ・パドレスからマイク・アダムスを、それぞれ獲得する。8月以降、上原は被本塁打の増加に苦しみ成績を落としたが、アダムスはオデイに代わる新セットアップに定着して好投を続け、またこの頃から抑えのフェリスも復調するなど、補強後は全体的に状況が改善された。救援防御率は前半戦の4.57から後半戦は3.53と1点以上良くなり、救援敗戦数も前半戦は92試合中17試合あったのが後半戦は70試合中9試合に減っている。戦力強化に成功したレンジャーズの勝率はさらに上がり、2位エンゼルスとのゲーム差は8月17日時点で7.0まで開く。エンゼルスもそこから食い下がって9月10日時点で1.5ゲーム差まで縮めたものの、最後は再びレンジャーズが突き放して、同月23日に2年連続の地区優勝を決めた。この年、打線が1試合平均5.28得点を奪ったのに対して投手陣はチーム防御率を3.79に抑え、得失点差+178はリーグ2位の高さ。ヤングがチーム最多の106打点を挙げ移籍1年目のベルトレとナポリがともに30本塁打に到達、一方で球団史上初めて先発投手5人が二桁勝利を記録するなど、投打に豊富な戦力を擁して96勝66敗・勝率.593と球団の最高勝率記録を更新するシーズンを送った。
|  | 地区シリーズ （5試合制） | 地区シリーズ （5試合制） |  |              | リーグ優勝決定戦 （7試合制） | リーグ優勝決定戦 （7試合制） |
|  |                          |                          |  |              |                              |                              |
|  |                          |                          |  |              |                              |                              |
|  | ヤンキース               | 2                        |  |              |                              |                              |
|  | タイガース               | 3                        |  | タイガース   | 2                            |                              |
|  |                          |                          |  | レンジャーズ | 4                            |                              |
|  | レンジャーズ             | 3                        |  |              |                              |                              |
|  | レイズ                   | 1                        |  |              |                              |                              |

ポストシーズンでは日程上、先発ローテーションをレギュラーシーズンよりひとり少ない人数で回せるため、レンジャーズはオガンドを先発から救援へ再転向させる。オガンドは後半戦の成績が4勝5敗・防御率4.48と、前半戦と比べて調子を落としていた。地区シリーズは、前年に引き続き2年連続でタンパベイ・レイズとの対戦に。レイズはレギュラーシーズン最終戦でのサヨナラ勝利によって、逆転で東地区2位となってワイルドカードを決めるという劇的な形で勝ち上がってきた。シリーズ初戦、レンジャーズは投手陣が9失点と打ち込まれる一方で打線は2安打零封という完敗を喫する。しかし第2戦・第3戦と相手に先制を許しながらも逆転勝ちで連勝すると、第4戦ではベルトレが3打席連続のソロ本塁打を放って1点差の接戦を制し、3勝1敗でレイズを下した。リーグ優勝決定戦では中地区優勝のタイガースと戦う。タイガースは野手に故障者を多く抱えていて代走を出す余裕すらなく、また信頼が置ける投手の数も限られており、シリーズは選手層の厚さで上回るレンジャーズ優位の展開で進んでいく。このシリーズではクルーズが好調で、初戦では相手エースのジャスティン・バーランダーからソロ本塁打、第2戦では延長11回にポストシーズン史上初のサヨナラ満塁本塁打、第4戦では外野守備で相手の勝ち越し点を防ぐ補殺、など攻守に活躍を見せた。レンジャーズは3勝1敗とワールドシリーズ進出に王手をかけ、迎えた第5戦こそバーランダーを打ち崩せず敗れたものの、第6戦に17安打15得点の猛攻で勝利を収め、4勝2敗でタイガースを破った。この2シリーズを通して、オガンドは10試合中7試合に登板。10.1イニングを投げ2勝0敗3ホールド・防御率0.87・奪三振率10.5と相手打者を抑え込み、ワールドシリーズへ向けてレンジャーズ救援投手陣の切り札的存在となった。

### セントルイス・カージナルスの2011年
レンジャーズに続いて10月16日には、セントルイス・カージナルスもワールドシリーズ進出を決めた。ミルウォーキー・ブルワーズとのナショナルリーグ優勝決定戦に4勝2敗で勝利し、ワールドシリーズ進出はこれで5年ぶり18回目である。

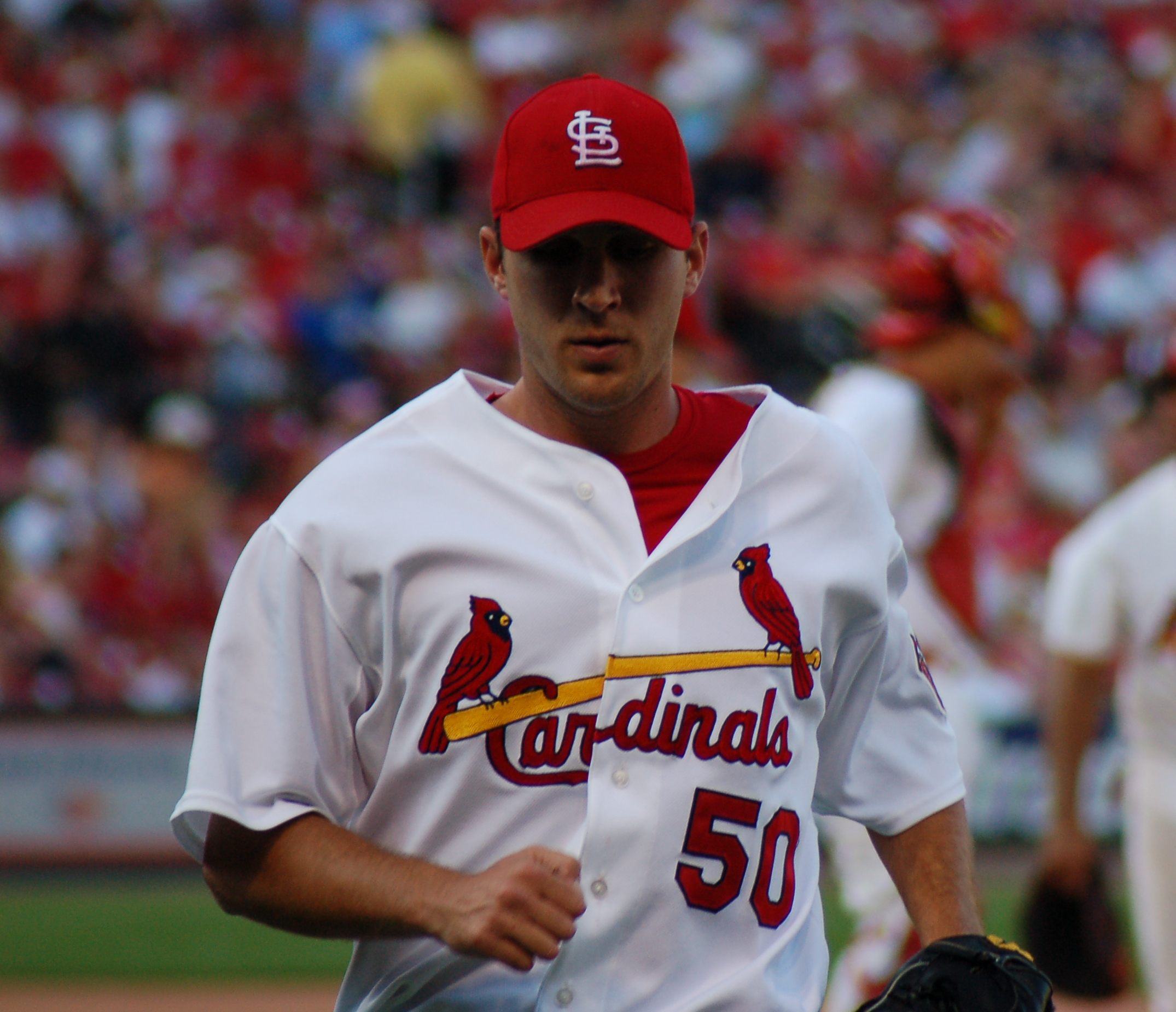
アダム・ウェインライトはからの2年間で67試合に先発して463.1回を投げ、39勝19敗・防御率2.53の好成績を残しており、サイ・ヤング賞投票でも2年連続で3位以内だった（写真は2006年9月16日撮影）

カージナルスは2010年、86勝76敗でナショナルリーグ中地区2位となり、ワイルドカード争いで東地区2位のアトランタ・ブレーブスを上回れずポストシーズン進出を逃した。7月終了時点では地区首位に立っていたが8月以降を28勝30敗と負け越し、シンシナティ・レッズに逆転を許した。9月上旬には、若手外野手のコルビー・ラスムスが起用法への不満からトレードを要求したと報じられ、これに対し主砲アルバート・プホルスが「彼が来年ここにいたくないと言うのなら出て行ってもらって、代わりの人材を探すしかない」と批判する騒動が起こっている。シーズン終了後、チームはまずプホルスとの契約オプションを行使して彼を残留させ、続いて監督のトニー・ラルーサとも契約を1年延長。一方でラルーサとの確執が伝えられたラスムスも放出せずにチームに残した。その他のオフの動きとして、遊撃のポジションにはブレンダン・ライアンに代わってライアン・テリオを入れ、二塁・三塁・遊撃の3ポジションをこなせる両打ちのニック・プントを控えとして獲得。またランス・バークマンとも1年契約を交わし、2008年以降3年間は一塁でしか守備に就いていなかった彼を外野にコンバートすることで打線の強化を図った。こうして2011年のシーズンに向け補強を進めていったカージナルスだったが、クリス・カーペンターと並ぶ先発ローテーションの柱のアダム・ウェインライトが2月下旬に右肘痛を訴え、トミー・ジョン手術を受けたことによってシーズンの全休が決まるというアクシデントに見舞われる。

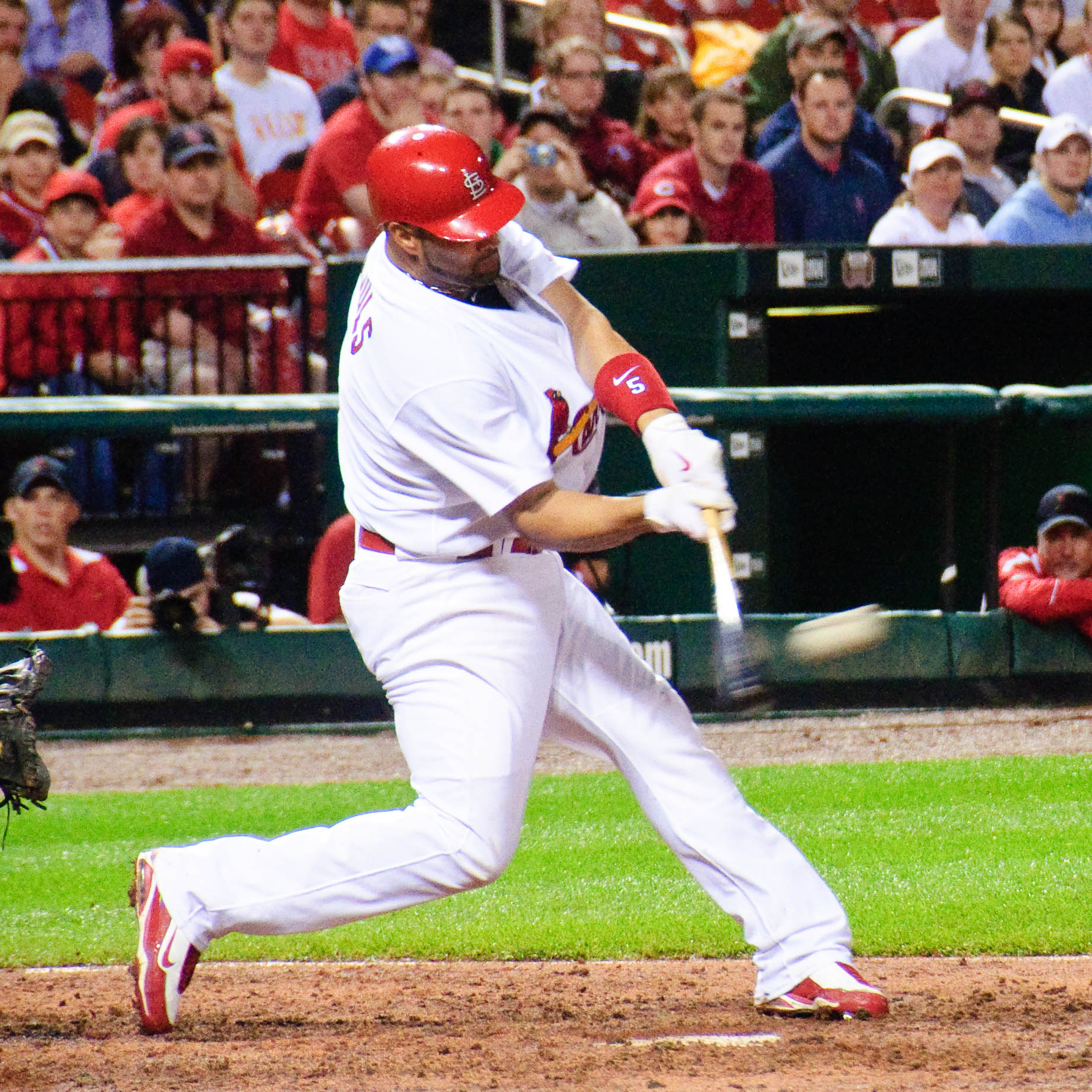
アルバート・プホルスはのデビューからまで10年間の平均成績が、打率.331・OPS 1.050・41本塁打・20併殺打である（写真は2010年4月30日撮影）

誤算はシーズン開幕後も続いた。3月31日のシーズン開幕戦では、9回に登板した抑え投手ライアン・フランクリンが1点リードを守りきれずに追いつかれ、延長戦の末に逆転負けを喫する。この試合を含めて5度のセーブ機会中4度の失敗と乱調から立ち直ることができなかったフランクリンは、4月19日に抑えの役割を剥奪された。それからおよそ10日間で4人がセーブを挙げるという一時的な抑え不在の状態になり、5月下旬にフェルナンド・サラスが定着するまではミッチェル・ボッグスやエドゥアルド・サンチェスらが数試合ずつ起用された。フランクリンは6月29日に解雇されている。野手ではマット・ホリデイをはじめ、デビッド・フリースやプントら故障者リスト入りする選手が続出し、加えてプホルスは長期間のスランプに陥った。開幕戦で5打数無安打3併殺打と完璧に抑えられ、そこから5月終了までの2か月間は全試合に出場していながら、打率.267・OPS.755で年間26本塁打・46併殺打ペースと、成績が軒並み自己最低レベルに落ち込む。さらに6月に入ると、3日から7日までの4試合で5本塁打を放つなど復調の兆しがみられたが、それも束の間、19日の試合で一塁守備中に相手走者と交錯して負傷交代することに。診断結果は左手首の骨折で全治6週間というもので、故障者リスト入りを余儀なくされた。この主砲の不振を補ったのは新加入のバークマンで、7月10日の前半戦92試合終了時点でリーグトップの24本塁打・OPS 1.006という打撃成績を残しただけでなく、プホルス欠場時には代わりに一塁守備にも就いている。この結果、ウェインライトが抜けた投手陣は防御率が3.97でリーグ10位と平凡だったが、バークマンを中心とした打線は1試合平均得点がリーグ2位の4.71と高く、これを原動力としたチームはブルワーズとの地区首位争いを展開し、前半戦を49勝43敗の同率首位で終えた。そして長期離脱が見込まれていたプホルスは、前半戦終了直前にわずか15日間で故障者リストからの復帰を果たして、後半戦に臨んだ。

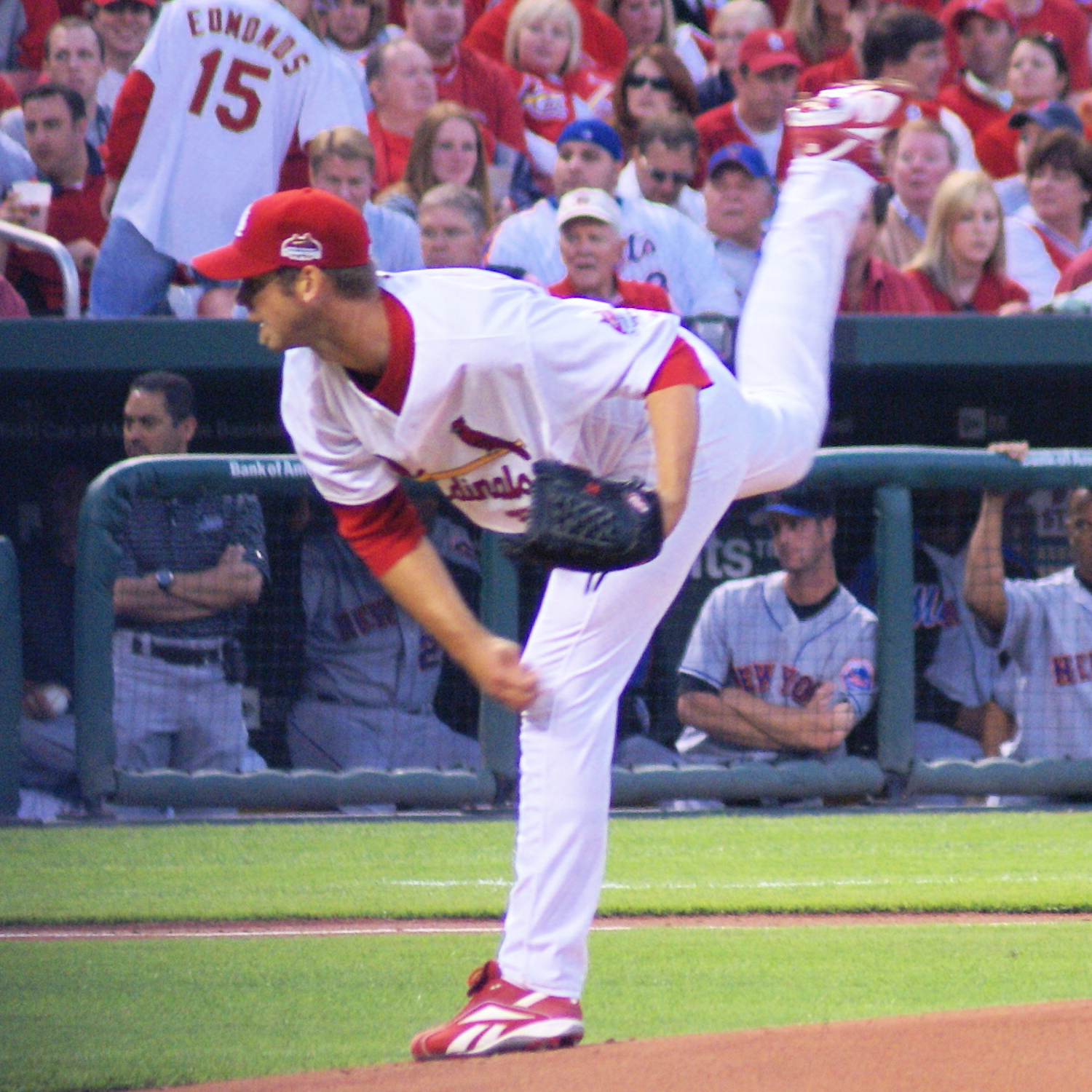
クリス・カーペンターは勝敗こそ11勝9敗とあまり伸びなかったものの、投球回は237.1回でリーグ最多と、先発ローテーションを支えた（写真は2007年4月1日撮影）

両チームの並走状態は、その後半戦が7月14日から始まっても2週間ほど続く。カージナルスは31日のトレード締切日へ向けて投手陣を中心に補強に動き、まずトロント・ブルージェイズと4対4のトレードを成立させた。このトレードでは球団首脳との対立が表面化していたラスムスの放出に踏み切り、交換相手として先発投手のエドウィン・ジャクソンのほか、救援投手のオクタビオ・ドーテルやマーク・ゼプチンスキーらを獲得している。またテリオが後半戦開始直後に打撃不振となると、ロサンゼルス・ドジャースからラファエル・ファーカルを手に入れた。しかし8月に入って、ブルワーズが月間21勝7敗と大きく勝ち越す一方で、カージナルスは15勝13敗と足踏み。同月終了時点で両チームのゲーム差は8.5まで広がる。この月8試合あった直接対決は4勝4敗の五分であり、他の試合での取りこぼしが響いた。22日のドジャース戦ではサラスがシーズン5度目のセーブ失敗を記録して逆転負けし、抑えの役割が今度はジェイソン・モットに移った。ワイルドカード争いでも首位ブレーブスとのゲーム差が25日には10.5まで開く厳しい状況となり、ラルーサはのちに「8月末には来シーズンに向けて若手の使い方などを協議していたほどだ」と明かしている。ただこの年のカージナルスは、シーズン終盤に負け越した前年とは異なり、残り31試合となったここから追い上げを見せる。これにブレーブスの投打の低迷による失速も重なって、両チームのゲーム差は徐々に縮まっていき、シーズンが残り1試合となった9月27日にはとうとう89勝72敗で並んだ。そして翌28日のレギュラーシーズン最終戦、まずカージナルスがヒューストン・アストロズに勝ち、そのおよそ75分後にブレーブスがフィラデルフィア・フィリーズに敗れたことで、カージナルスのワイルドカード獲得と2年ぶりのポストシーズン進出が決まった。9月は、プホルスが打率.355・5本塁打・20打点・OPS.954、カーペンターが最終戦での完封を含む3勝0敗・防御率2.15と、投打の中心選手がチームを牽引した。
|  | 地区シリーズ （5試合制） | 地区シリーズ （5試合制） |  |              | リーグ優勝決定戦 （7試合制） | リーグ優勝決定戦 （7試合制） |
|  |                          |                          |  |              |                              |                              |
|  |                          |                          |  |              |                              |                              |
|  | フィリーズ               | 2                        |  |              |                              |                              |
|  | カージナルス             | 3                        |  | カージナルス | 4                            |                              |
|  |                          |                          |  | ブルワーズ   | 2                            |                              |
|  | ブルワーズ               | 3                        |  |              |                              |                              |
|  | Dバックス                | 2                        |  |              |                              |                              |

勢いに乗るカージナルスは、ポストシーズンでも下馬評を覆して勝ち進んでいく。地区シリーズでは、レギュラーシーズンで30球団最高の102勝60敗・勝率.630という成績を残した東地区優勝のフィリーズと対戦。初戦に敗れるが翌日の第2戦には勝ち、第3戦に敗れるが翌日の第4戦には勝ち、と先行を許しながらも連敗はせずに追いつき、勝負の行方を最終第5戦に持ち込む。そして第5戦では、相手エースのロイ・ハラデイから打線が初回表に1点を先制すると、カーペンターがそれを9イニング守りきって完封勝利を挙げ、3勝2敗でフィリーズを破り地区シリーズを突破した。このシリーズでは、カージナルスの地元ブッシュ・スタジアムでの試合中にフィールド上をリスが駆け回ったことも話題を集め、"Rally Squirrel" としてグッズが販売されるなどファンの間で人気となった。続くリーグ優勝決定戦は、中地区で優勝を争ったブルワーズとの顔合わせに。レギュラーシーズンのチームOPSはカージナルスがリーグ最高の.766、ブルワーズがそれに次いで2位の.750という強打のチームどうしの対戦で、このシリーズも打ち合い主体となる。両チームとも先発投手のシリーズ防御率が7点台を記録するなか、カージナルスは救援投手を惜しみなく投入してはピンチを凌いでいった。シリーズを通しての投手交代は28度にのぼっており、これは歴代2位の多さである。2勝2敗で迎えた第5戦でも中盤、打席のライアン・ブラウンに本塁打を許せば3点リードを追いつかれるという場面となると、先発のハイメ・ガルシアからドーテルに継投してブラウンを三振に打ち取りピンチを脱出、以降は救援陣が無失点に抑えて試合をものにした。カージナルスはこの勝利でワールドシリーズ進出まであと1勝に迫ると、第6戦でも打線が14安打12得点を奪って連勝、4勝2敗でブルワーズとのシリーズを制した。

### ホームフィールド・アドバンテージ

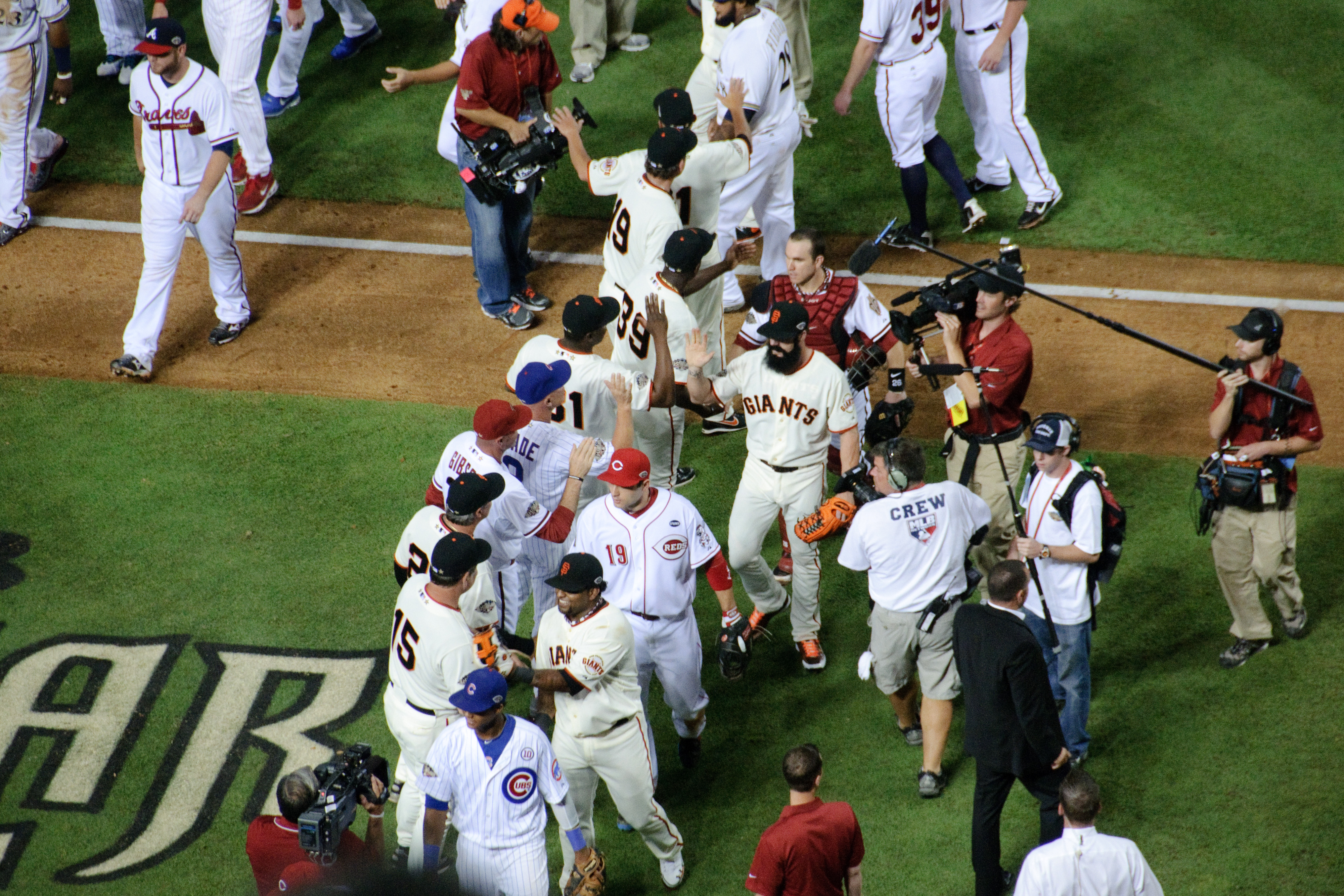
オールスターゲームで勝利を収め、クラブハウスへ引き揚げていくナショナルリーグの選手たち

7月12日にアリゾナ州フェニックスのチェイス・フィールドで開催されたオールスターゲームは、ナショナルリーグがアメリカンリーグに5－1で勝利した。この結果、ワールドシリーズの第1・2・6・7戦を本拠地で開催できる "ホームフィールド・アドバンテージ" は、ナショナルリーグ優勝チームに与えられることになった。このオールスターには、レンジャーズからはアレクシー・オガンドとC.J.ウィルソンの投手ふたりに、野手がエイドリアン・ベルトレとジョシュ・ハミルトン、そしてマイケル・ヤングの3人と、計5選手が選出された。また前年のリーグ優勝監督がオールスターで指揮を執るため、アメリカンリーグの監督はロン・ワシントンが務めている。カージナルスからは投手は選出されず、ランス・バークマンとマット・ホリデイ、そしてヤディアー・モリーナの野手3人が名を連ねた。試合では、レンジャーズの投手とカージナルスの打者の対戦はなかった。
この試合では、アメリカンリーグの1点リードで迎えた4回裏にプリンス・フィルダーがC・ウィルソンから逆転の3点本塁打を放ち、これが決勝点となってナショナルリーグが勝利したため、C・ウィルソンが敗戦投手となりフィルダーはオールスターMVPを受賞した。フィルダーが所属するミルウォーキー・ブルワーズは前半戦終了時点で、カージナルスと並んで中地区首位とポストシーズン進出を狙える位置につけており、特に本拠地ミラー・パークでは勝率.702と強かった。ワールドシリーズに進出できれば本拠地でシリーズ開幕を迎えられることになり、フィルダーは「間違いなくうちにとって大きなプラスになると思う」と喜んだ。しかしその後、ブルワーズはリーグ優勝決定戦でカージナルスに敗れ、あと一歩のところでワールドシリーズ進出を逃した。

### バークマンとC・ウィルソンの舌戦

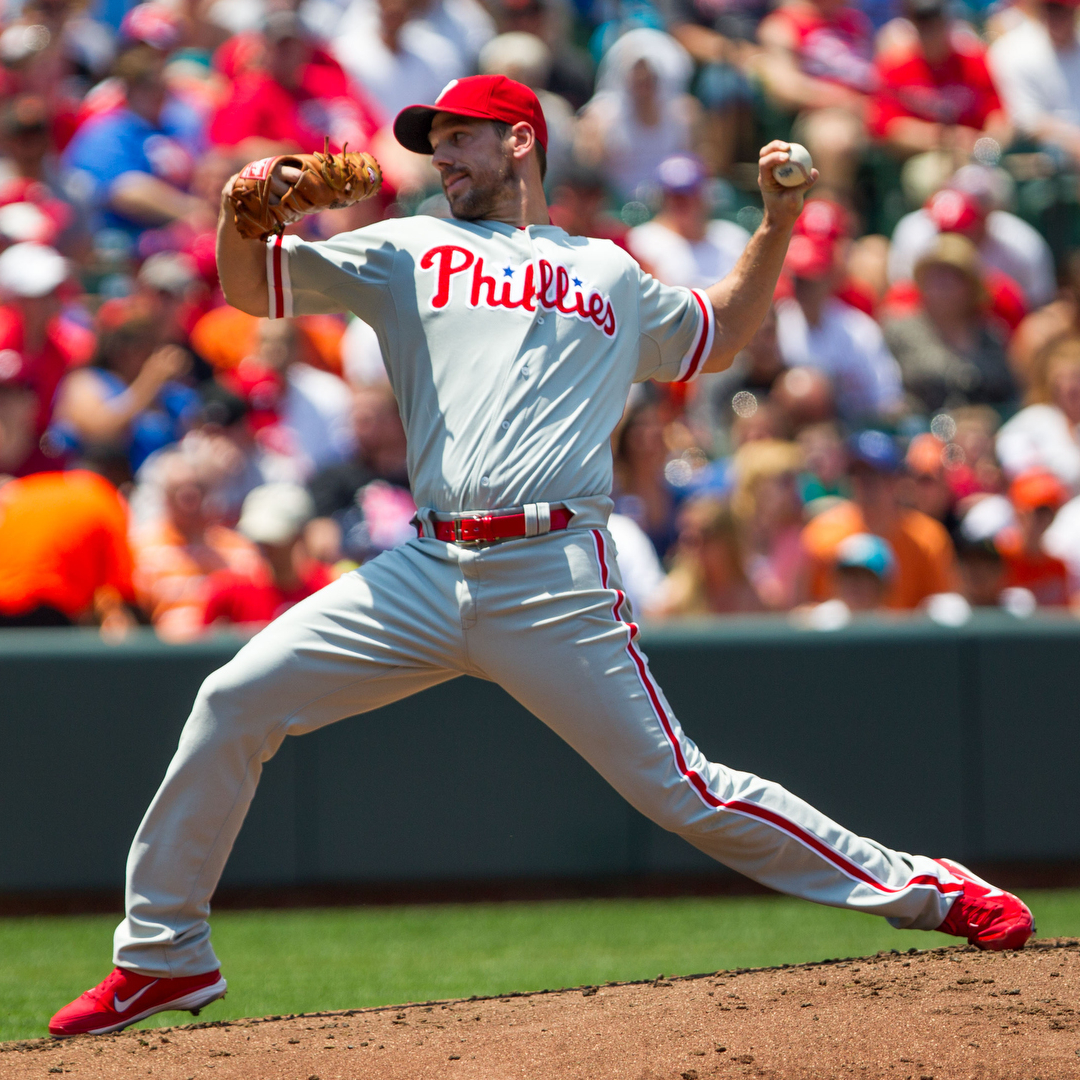
フィラデルフィア・フィリーズの一員として投げるクリフ・リー。ランス・バークマンは、リーに逃げられたレンジャーズの優勝はないと考えていた（写真は2012年6月10日撮影）

ランス・バークマンはカージナルス入団決定後の1月下旬、テキサス州ヒューストンで地元のラジオ番組に出演した。そのなかで彼は、レンジャーズと契約する可能性もあったと明かしたうえで「クリフ・リーがいなくなったあそこは平凡なチーム」「本来の実力に比べて成績が良すぎる投手が何人かいる」と罵った。レンジャーズのC.J.ウィルソンは、一連の発言を伝え聞くと「面白いことを言うね。（カージナルス入りを決める前には）引退しようかって迷ってた人の言うことなんか、まともに相手する必要もないよ」とやり返した。
2011年シーズンのレンジャーズは、5月中旬以降は地区首位の座を譲らぬまま前半戦を終えた。オールスターゲームの際に、バークマンはアメリカンリーグのクラブハウスを訪ね、C・ウィルソンのロッカーに置き手紙を残していった。そこには「おめでとう、君のチームは好調だし君自身も素晴らしい投球をしている。僕が何かしらの間違いを犯すのは今に始まったことじゃないが、悪く思わないでほしい。ポストシーズンで会おう」と記されており、これがきっかけで両者は和解に至った。
置き手紙の最後にあった言葉が現実となり、ワールドシリーズでの両チームの対戦が決まると、1月の出来事が再び注目を集めた。バークマンは「想像以上に騒ぎが大きくなってしまった。レンジャーズのことを悪く言うつもりはなかった」と釈明し、自らの誤りを認めた。レンジャーズGMのジョン・ダニエルズは「今季の彼の活躍は目覚ましく、カージナルスがワールドシリーズに進出する原動力になった。そして例の発言も撤回したんだ、それで構わないじゃないか」と述べ、話を蒸し返さない意向を示した。

## 両チームの過去の対戦
MLBでは1997年にインターリーグが導入され、アメリカンリーグ所属球団とナショナルリーグ所属球団の対戦がレギュラーシーズン中も行われるようになった。だがこの両チームによる対戦はこれまで、レンジャーズの本拠地アメリクエスト・フィールド・イン・アーリントン（球場名は当時）で2004年6月に3連戦が一度あったのみである。それはつまり、レンジャーズがミズーリ州セントルイスに遠征するのは今シリーズが球団史上初めて、ということを意味する。両チームとも他の28球団との対戦は最低でも6試合は経験しているのに、このカードだけは過去に3試合しかなかった。3試合というのはMLB全体でみても、ニューヨーク・メッツ対シカゴ・ホワイトソックスのカードと並んで最も少ない。
その3連戦は、11日の初戦が12－7でカージナルスの勝ち、12日の第2戦が7－2でレンジャーズの勝ち、13日の最終戦が13－2でカージナルスの勝ち、と2勝1敗でカージナルスが勝ち越した。当時のメンバーのうち今回のワールドシリーズにも臨む選手は、レンジャーズはマイケル・ヤングひとりのみ、カージナルスはアルバート・プホルスとヤディアー・モリーナ、そしてクリス・カーペンターの3人である。3連戦の第2戦ではカーペンターが先発登板したが、6回途中7失点と打ち込まれて敗戦投手になっており、彼と4打席対戦したヤングは3打数2安打1四球という成績を残した。それから7年が経った今シリーズを前に、この3連戦について訊かれたヤングは「えーっと、たしかカーペンターが3連戦のどこかで投げたんだっけ。それくらいしか覚えてないな、なにせ随分と前のことだからね」と答えた。

## ロースター
両チームの出場選手登録（ロースター）は以下の通り。
- 名前の横の★はこの年のオールスターゲームに選出された選手を、＃はレギュラーシーズン開幕後に入団した選手を、◎はリーグ優勝決定戦MVP受賞者を示す。
- 年齢は今シリーズ開幕時点でのもの。

| テキサス・レンジャーズ | テキサス・レンジャーズ | テキサス・レンジャーズ | テキサス・レンジャーズ  | テキサス・レンジャーズ | テキサス・レンジャーズ | テキサス・レンジャーズ | テキサス・レンジャーズ | テキサス・レンジャーズ | セントルイス・カージナルス | セントルイス・カージナルス | セントルイス・カージナルス | セントルイス・カージナルス | セントルイス・カージナルス | セントルイス・カージナルス | セントルイス・カージナルス | セントルイス・カージナルス | セントルイス・カージナルス |
| 守備位置               | 背番号                 | 出身                   | 選手                    | 投                     | 打                     | 年齢                   | ワールドシリーズ経験   | ワールドシリーズ経験   | 守備位置                   | 背番号                     | 出身                       | 選手                       | 投                         | 打                         | 年齢                       | ワールドシリーズ経験       | ワールドシリーズ経験       |
| 守備位置               | 背番号                 | 出身                   | 選手                    | 投                     | 打                     | 年齢                   | 出場                   | 優勝                   | 守備位置                   | 背番号                     | 出身                       | 選手                       | 投                         | 打                         | 年齢                       | 出場                       | 優勝                       |
| ---------------------- | ---------------------- | ---------------------- | ----------------------- | ---------------------- | ---------------------- | ---------------------- | ---------------------- | ---------------------- | -------------------------- | -------------------------- | -------------------------- | -------------------------- | -------------------------- | -------------------------- | -------------------------- | -------------------------- | -------------------------- |
| 投手                   | 37                     | アメリカ合衆国の旗     | マイク・アダムス＃      | 右                     | 右                     | 33                     | 初                     | なし                   | 投手                       | 41                         | アメリカ合衆国の旗         | ミッチェル・ボッグス       | 右                         | 右                         | 27                         | 初                         | なし                       |
| 投手                   | 39                     | アメリカ合衆国の旗     | スコット・フェルドマン  | 右                     | 左                     | 28                     | 初                     | なし                   | 投手                       | 29                         | アメリカ合衆国の旗         | クリス・カーペンター       | 右                         | 右                         | 36                         | 5年ぶり2回目               | 1回                        |
| 投手                   | 30                     | ドミニカ共和国の旗     | ネフタリ・フェリス      | 右                     | 右                     | 23                     | 2年連続2回目           | なし                   | 投手                       | 28                         | ドミニカ共和国の旗         | オクタビオ・ドーテル＃     | 右                         | 右                         | 37                         | 初                         | なし                       |
| 投手                   | 51                     | アメリカ合衆国の旗     | マイク・ゴンザレス＃    | 左                     | 右                     | 33                     | 初                     | なし                   | 投手                       | 54                         | メキシコの旗               | ハイメ・ガルシア           | 左                         | 左                         | 25                         | 初                         | なし                       |
| 投手                   | 54                     | アメリカ合衆国の旗     | マット・ハリソン        | 左                     | 左                     | 26                     | 初                     | なし                   | 投手                       | 22                         | ドイツの旗                 | エドウィン・ジャクソン＃   | 右                         | 右                         | 28                         | 3年ぶり2回目               | なし                       |
| 投手                   | 45                     | アメリカ合衆国の旗     | デレク・ホランド        | 左                     | 両                     | 25                     | 2年連続2回目           | なし                   | 投手                       | 26                         | アメリカ合衆国の旗         | カイル・ローシュ           | 右                         | 右                         | 33                         | 初                         | なし                       |
| 投手                   | 48                     | アメリカ合衆国の旗     | コルビー・ルイス        | 右                     | 右                     | 32                     | 2年連続2回目           | なし                   | 投手                       | 62                         | アメリカ合衆国の旗         | ランス・リン               | 右                         | 右                         | 24                         | 初                         | なし                       |
| 投手                   | 57                     | アメリカ合衆国の旗     | マーク・ロウ            | 右                     | 左                     | 28                     | 2年連続2回目           | なし                   | 投手                       | 30                         | アメリカ合衆国の旗         | ジェイソン・モット         | 右                         | 右                         | 29                         | 初                         | なし                       |
| 投手                   | 41                     | ドミニカ共和国の旗     | アレクシー・オガンド★   | 右                     | 右                     | 28                     | 2年連続2回目           | なし                   | 投手                       | 53                         | アメリカ合衆国の旗         | アーサー・ローズ＃         | 左                         | 左                         | 41                         | 初                         | なし                       |
| 投手                   | 28                     | アメリカ合衆国の旗     | ダレン・オリバー        | 左                     | 右                     | 41                     | 2年連続2回目           | なし                   | 投手                       | 34                         | アメリカ合衆国の旗         | マーク・ゼプチンスキー＃   | 左                         | 左                         | 26                         | 初                         | なし                       |
| 投手                   | 36                     | アメリカ合衆国の旗     | C.J.ウィルソン★         | 左                     | 左                     | 30                     | 2年連続2回目           | なし                   | 投手                       | 59                         | メキシコの旗               | フェルナンド・サラス       | 右                         | 右                         | 26                         | 初                         | なし                       |
| 捕手                   | 25                     | アメリカ合衆国の旗     | マイク・ナポリ          | 右                     | 右                     | 29                     | 初                     | なし                   | 投手                       | 35                         | アメリカ合衆国の旗         | ジェイク・ウェストブルック | 右                         | 右                         | 34                         | 初                         | なし                       |
| 捕手                   | 8                      | ベネズエラの旗         | ヨービット・トレアルバ  | 右                     | 右                     | 33                     | 4年ぶり2回目           | なし                   | 捕手                       | 13                         | アメリカ合衆国の旗         | ジェラルド・レアード       | 右                         | 右                         | 31                         | 初                         | なし                       |
| 捕手                   | 15                     | アメリカ合衆国の旗     | マット・トレーナー＃    | 右                     | 右                     | 35                     | 2年連続2回目           | なし                   | 捕手                       | 4                          | プエルトリコの旗           | ヤディアー・モリーナ★      | 右                         | 右                         | 29                         | 5年ぶり3回目               | 1回                        |
| 内野手                 | 1                      | ベネズエラの旗         | エルビス・アンドラス    | 右                     | 右                     | 23                     | 2年連続2回目           | なし                   | 内野手                     | 33                         | アメリカ合衆国の旗         | ダニエル・デスカルソ       | 右                         | 左                         | 25                         | 初                         | なし                       |
| 内野手                 | 29                     | ドミニカ共和国の旗     | エイドリアン・ベルトレ★ | 右                     | 右                     | 32                     | 初                     | なし                   | 内野手                     | 23                         | アメリカ合衆国の旗         | デビッド・フリース◎        | 右                         | 右                         | 28                         | 初                         | なし                       |
| 内野手                 | 6                      | ドミニカ共和国の旗     | エステバン・ヘルマン    | 右                     | 右                     | 33                     | 初                     | なし                   | 内野手                     | 15                         | ドミニカ共和国の旗         | ラファエル・ファーカル＃   | 右                         | 両                         | 33                         | 初                         | なし                       |
| 内野手                 | 5                      | アメリカ合衆国の旗     | イアン・キンズラー      | 右                     | 右                     | 29                     | 2年連続2回目           | なし                   | 内野手                     | 5                          | ドミニカ共和国の旗         | アルバート・プホルス       | 右                         | 右                         | 31                         | 5年ぶり3回目               | 1回                        |
| 内野手                 | 18                     | アメリカ合衆国の旗     | ミッチ・モアランド      | 左                     | 左                     | 26                     | 2年連続2回目           | なし                   | 内野手                     | 8                          | アメリカ合衆国の旗         | ニック・プント             | 右                         | 両                         | 33                         | 初                         | なし                       |
| 内野手                 | 10                     | アメリカ合衆国の旗     | マイケル・ヤング★       | 右                     | 右                     | 35                     | 2年連続2回目           | なし                   | 内野手                     | 55                         | アメリカ合衆国の旗         | スキップ・シューマッカー   | 右                         | 左                         | 31                         | 初                         | なし                       |
| 外野手                 | 9                      | ベネズエラの旗         | エンディ・チャベス      | 左                     | 左                     | 33                     | 初                     | なし                   | 内野手                     | 3                          | アメリカ合衆国の旗         | ライアン・テリオ           | 右                         | 右                         | 31                         | 初                         | なし                       |
| 外野手                 | 17                     | ドミニカ共和国の旗     | ネルソン・クルーズ◎     | 右                     | 右                     | 31                     | 2年連続2回目           | なし                   | 外野手                     | 12                         | アメリカ合衆国の旗         | ランス・バークマン★        | 左                         | 両                         | 35                         | 6年ぶり2回目               | なし                       |
| 外野手                 | 23                     | アメリカ合衆国の旗     | クレイグ・ジェントリー  | 右                     | 右                     | 27                     | 初                     | なし                   | 外野手                     | 56                         | アメリカ合衆国の旗         | アドロン・チェンバース[※]  | 左                         | 左                         | 25                         | 初                         | なし                       |
| 外野手                 | 32                     | アメリカ合衆国の旗     | ジョシュ・ハミルトン★   | 左                     | 左                     | 30                     | 2年連続2回目           | なし                   | 外野手                     | 21                         | アメリカ合衆国の旗         | アレン・クレイグ           | 右                         | 右                         | 27                         | 初                         | なし                       |
| 外野手                 | 7                      | アメリカ合衆国の旗     | デビッド・マーフィー    | 左                     | 左                     | 30                     | 2年連続2回目           | なし                   | 外野手                     | 7                          | アメリカ合衆国の旗         | マット・ホリデイ★[※]       | 右                         | 右                         | 31                         | 4年ぶり2回目               | なし                       |
|                        |                        |                        |                         |                        |                        |                        |                        |                        | 外野手                     | 19                         | アメリカ合衆国の旗         | ジョン・ジェイ             | 左                         | 左                         | 26                         | 初                         | なし                       |

※  第6戦終了後にホリデイが故障のためロースターを外れ、第7戦はチェンバースが代わりに登録された。

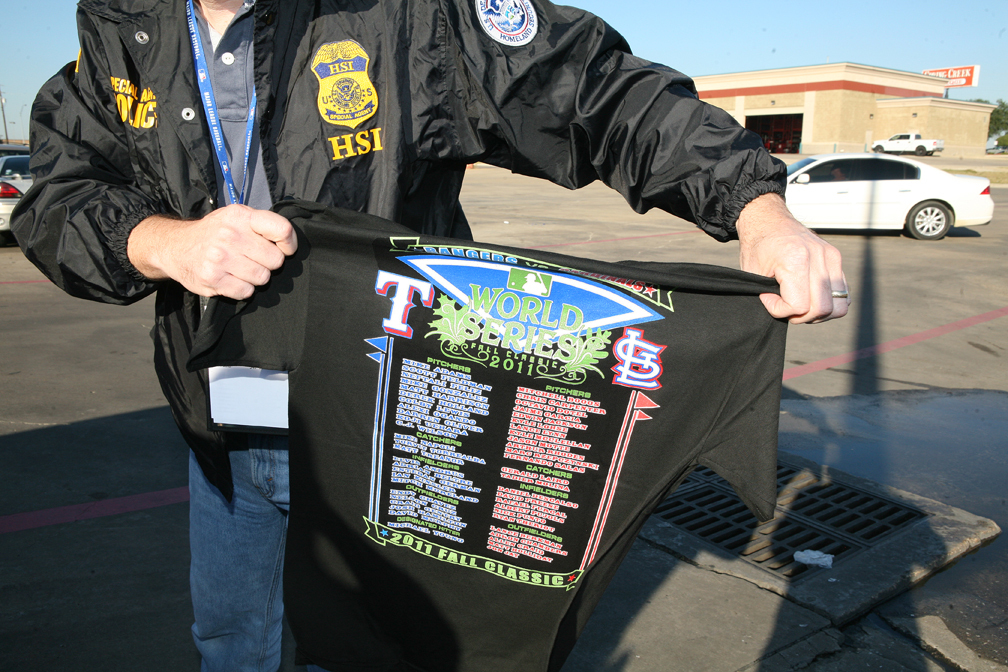
移民・関税執行局が押収した、いわゆる "海賊版" のシリーズ記念Tシャツ。両チームのロースター一覧がデザインされているが、よく見るとロースター漏れした上原浩治やカイル・マクレランの名前が入っている

レンジャーズはリーグ優勝決定戦のロースターから、救援投手の建山義紀と上原浩治に代えてマーク・ロウとマット・トレーナーを登録した。ポストシーズンを通して、建山はリーグ優勝決定戦・第3戦の1試合0.2イニングしか登板機会がなく、上原は地区シリーズとリーグ優勝決定戦で計3試合に登板したがいずれの試合でも本塁打を浴びていた。彼らとの入れ替わりで登録された2選手のうち、ロウは救援投手でレギュラーシーズンは52試合投げたものの、左ハムストリングを痛め9月20日の試合を最後に登板がなかった。トレーナーは捕手で、投手の枠をひとつ減らして彼を入れたことによって、指名打者制が採用されない敵地ブッシュ・スタジアムでの試合で投手に打順がまわってきたときなど、同じく捕手のヨービット・トレアルバを右の代打として出しやすくなる。
カージナルスはリーグ優勝決定戦から投手と野手をひとりずつ入れ替え、カイル・マクレランとアドロン・チェンバースを外してジェイク・ウェストブルックとスキップ・シューマッカーを登録した。ウェストブルックとシューマッカーはふたりとも地区シリーズではロースター入りしており、ウェストブルックは登板機会がなかったが、シューマッカーはシリーズ5試合全てに出場して10打数6安打3打点という成績を残していた。ただ、そのシリーズ最終戦の第2打席で右脇腹を痛めて裏の守備から交代し、リーグ優勝決定戦ではウェストブルックとともにロースターを外れた。ワールドシリーズを迎えるにあたって、シューマッカーは痛みが和らいだことで出場が可能になったため、ロングリリーフ等がこなせるウェストブルックとともに再登録されることになった。
カージナルスの救援左腕アーサー・ローズは、シーズン開幕から8月初頭まではレンジャーズに所属していた。しかし32試合24.1イニングで防御率4.81と結果を残せず、さらにマイク・アダムスが移籍してきたため、押し出される形で退団した。FAとなった彼はその後、カージナルスと契約した。彼のもとにはフィラデルフィア・フィリーズやボストン・レッドソックス、それにニューヨーク・ヤンキースなど当時ポストシーズン進出圏内にいた複数の球団から契約の申し出があったというが、それらを差し置いてカージナルスを選んだのは、監督のトニー・ラルーサによる高評価が決め手だったという。今回、両チームがシリーズ進出を決めた時点で、どちらのチームが勝利しても彼はその球団からチャンピオンリングを贈呈されることが決まった。

## 開幕前の予想

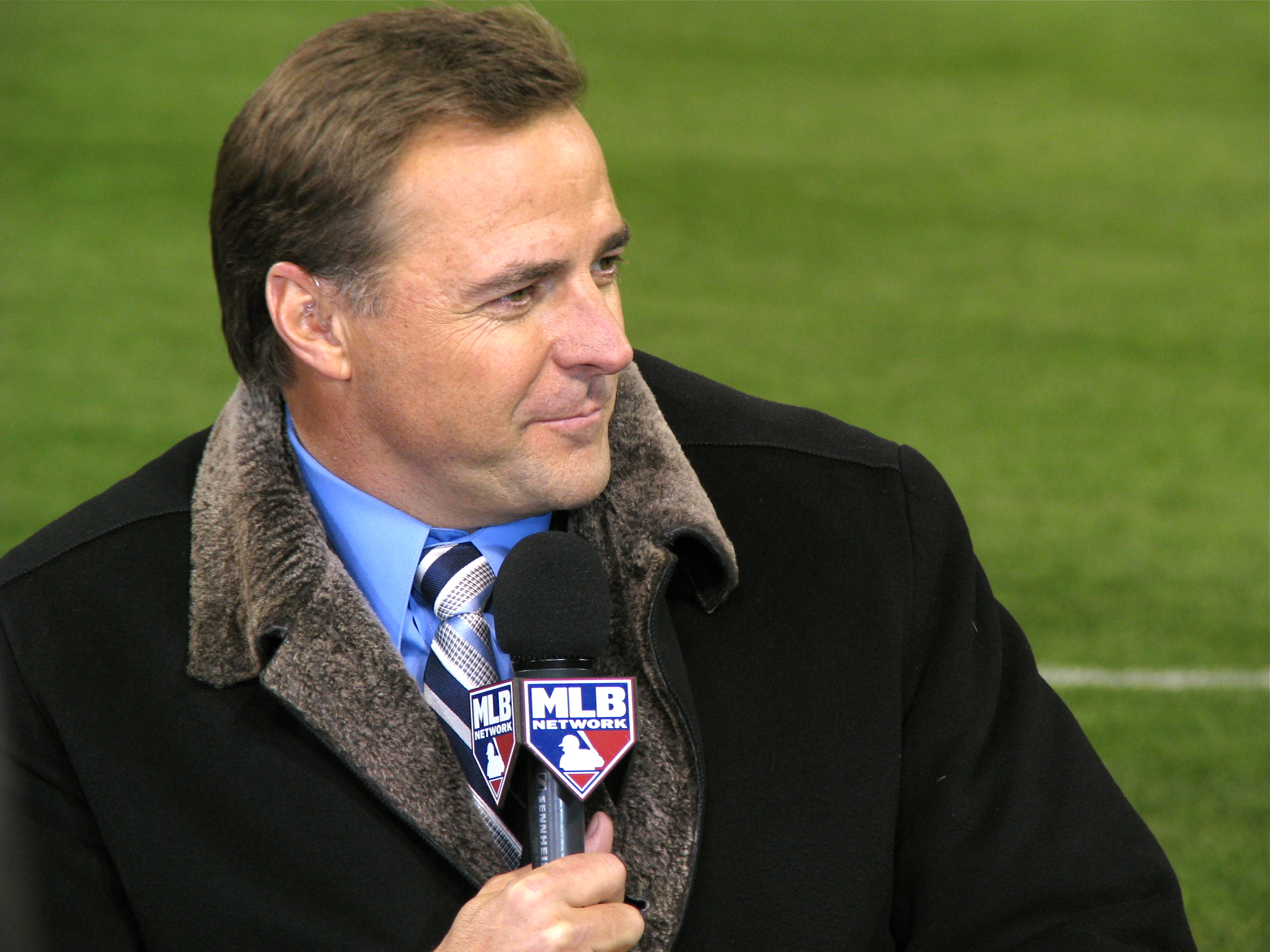
MLBネットワークの解説者アル・ライターは、4勝2敗でレンジャーズがシリーズを制すると予想した（写真は2009年11月1日撮影）

ESPNが自社の記者26人にどちらが優勝するか予想させたところ、うち22人がレンジャーズと回答し、カージナルスと答えたのは4人だけだった。『スポーツ・イラストレイテッド』も同様の企画を記者10人で行ったが、こちらもレンジャーズ支持が6人でカージナルス支持の4人を上回った。『USAトゥデイ』に至っては、記者7人全員の意見がレンジャーズの優勝で一致した。イリノイ州シカゴの野球博物館が『シカゴ・トリビューン』やWGN-TVなどの地元メディア24人にアンケートをとった結果も、レンジャーズ支持が過半数の15人に達した。MLBネットワークの番組出演者では、司会者のグレッグ・アムシンガーこそ4勝3敗でカージナルスの優勝と予想したが、元選手の解説者ショーン・ケイシー、アル・ライター、ラリー・ボーワ、ミッチ・ウィリアムスの4人はいずれもレンジャーズを推した。これに対し、トリビューン・カンパニー傘下3紙の記者による予想発表では、レンジャーズ支持は『ロサンゼルス・タイムズ』のケビン・バクスターのみであり、『ボルチモア・サン』のピーター・シュマックと『モーニング・コール』のキース・グローラーはカージナルス支持にまわった。また『フィラデルフィア・デイリーニューズ』の記者投票でも、カージナルスが6人中4人の支持を集めた。
ベースボール・プロスペクタスのスティーブン・ゴールドマンは、レンジャーズの救援投手陣の充実ぶりと打線の切れ目の無さ、守備の堅さを要点に挙げて「カージナルスはひとたびリードを許せば、そのまま追いつけないだろう」とし、レンジャーズの4勝2敗と予想した。『スポーティングニュース』のアンソニー・ウィトラードは、攻撃力・投手力・守備力・控え選手層の4項目のうちカージナルスのほうが優れているのは控え選手層だけだと指摘し、打線と救援投手陣の良いレンジャーズが4勝2敗でシリーズを制すると見込んだ。NBCスポーツのクレイグ・カルカテーラは「長所も短所も似ているチームどうしの戦い」としたうえで、救援投手陣と攻撃力でレンジャーズのほうがわずかに上とみなし、4勝3敗でレンジャーズの優勝と考えた。その一方でFOXニュースは「机上の計算通りにいけばレンジャーズがきっと勝つだろう」と評しつつも、レギュラーシーズン最終盤から大方の予想を覆し続けてここまで来たカージナルスの勢いを買って、カージナルスが4勝2敗で優勝を果たすとした。また芝山幹郎は、両チームが似たような形でポストシーズンを勝ち上がったことから選手の力量は互角とみなし、ロン・ワシントンとトニー・ラルーサの両監督による采配が差を生むとして「好漢ワシントンにシリーズ初制覇をプレゼントしたい気持もなくはないが、私はやはり名将ラルーサの相場勘に一票を投じたい」とカージナルスを推した。
ソニー・コンピュータエンタテインメントの現地法人が、同社発売のコンピュータゲーム "MLB 11: The Show" で両チームを対戦させたところ、レンジャーズが4勝2敗で優勝するという結果が出た。その内容は、カージナルスがクリス・カーペンターの好投で初戦に勝利し、第3戦でも打ち合いを制して2勝1敗と先行するが、レンジャーズが第4・5戦と連勝して先に王手をかけると、第6戦ではジョシュ・ハミルトンが終盤に決勝打を放ちシリーズ制覇を決める、というものだった。また、FOXスポーツ系列の "WhatIfSports.com" は独自のシステムを用い、シリーズのシミュレーションを計1001回にわたって行った。その結果は、優勝確率はレンジャーズが57.7%だったのに対してカージナルスが42.3%、試合数も含めて最も確率が高かった筋書きはレンジャーズの4勝3敗で19.6%だった。
ネバダ州ラスベガスのカジノホテル "ラスベガス・ヒルトン" がつけたオッズは、レンジャーズが－150（1.67倍）なのに対してカージナルスは＋120（2.20倍）だった。また、オンラインカジノ "Bodog" のオッズでは、レンジャーズが－165（1.61倍）でカージナルスは＋145（2.45倍）だった。イギリスの大手ブックメーカー "ウィリアムヒル" は、レンジャーズの5/8（1.63倍）に対しカージナルスが7/5（2.40倍）というオッズをつけた。これらは全て、レンジャーズのほうが優勝に近いとみられていることを表す数字である。

## 試合結果
2011年のワールドシリーズは10月19日に開幕し、途中に移動日と雨天順延を挟んで10日間で7試合が行われた。日程・結果は以下の通り。
| 日付                                                       | 試合  | ビジター球団（先攻）       | スコア   | ホーム球団（後攻）         | 開催球場                                         | 開催球場                                                                 |
| ---------------------------------------------------------- | ----- | -------------------------- | -------- | -------------------------- | ------------------------------------------------ | ------------------------------------------------------------------------ |
| 10月19日（水）                                             | 第1戦 | テキサス・レンジャーズ     | 2－3     | セントルイス・カージナルス | ブッシュ・スタジアム                             | ブッシュ・スタジアムレンジャーズ・ · ボールパーク・ · イン・アーリントン |
| 10月20日（木）                                             | 第2戦 | テキサス・レンジャーズ     | 2－1     | セントルイス・カージナルス | ブッシュ・スタジアム                             | ブッシュ・スタジアムレンジャーズ・ · ボールパーク・ · イン・アーリントン |
| 10月21日（金）                                             |       | 移動日                     | 移動日   | 移動日                     |                                                  | ブッシュ・スタジアムレンジャーズ・ · ボールパーク・ · イン・アーリントン |
| 10月22日（土）                                             | 第3戦 | セントルイス・カージナルス | 16－7    | テキサス・レンジャーズ     | レンジャーズ・ ボールパーク・イン・ アーリントン | ブッシュ・スタジアムレンジャーズ・ · ボールパーク・ · イン・アーリントン |
| 10月23日（日）                                             | 第4戦 | セントルイス・カージナルス | 0－4     | テキサス・レンジャーズ     | レンジャーズ・ ボールパーク・イン・ アーリントン | ブッシュ・スタジアムレンジャーズ・ · ボールパーク・ · イン・アーリントン |
| 10月24日（月）                                             | 第5戦 | セントルイス・カージナルス | 2－4     | テキサス・レンジャーズ     | レンジャーズ・ ボールパーク・イン・ アーリントン | ブッシュ・スタジアムレンジャーズ・ · ボールパーク・ · イン・アーリントン |
| 10月25日（火）                                             |       | 移動日                     | 移動日   | 移動日                     |                                                  | ブッシュ・スタジアムレンジャーズ・ · ボールパーク・ · イン・アーリントン |
| 10月26日（水）                                             | 第6戦 | 雨天順延                   | 雨天順延 | 雨天順延                   | ブッシュ・スタジアム                             | ブッシュ・スタジアムレンジャーズ・ · ボールパーク・ · イン・アーリントン |
| 10月27日（木）                                             | 第6戦 | テキサス・レンジャーズ     | 9－10x   | セントルイス・カージナルス | ブッシュ・スタジアム                             | ブッシュ・スタジアムレンジャーズ・ · ボールパーク・ · イン・アーリントン |
| 10月28日（金）                                             | 第7戦 | テキサス・レンジャーズ     | 2－6     | セントルイス・カージナルス | ブッシュ・スタジアム                             | ブッシュ・スタジアムレンジャーズ・ · ボールパーク・ · イン・アーリントン |
| 優勝：セントルイス・カージナルス（4勝3敗 / 5年ぶり11度目） |       |                            |          |                            |                                                  | ブッシュ・スタジアムレンジャーズ・ · ボールパーク・ · イン・アーリントン |

### 第1戦 10月19日
- ブッシュ・スタジアム（ミズーリ州セントルイス）

|                            | 1 | 2 | 3 | 4 | 5 | 6 | 7 | 8 | 9 | R | H | E |
| -------------------------- | - | - | - | - | - | - | - | - | - | - | - | - |
| テキサス・レンジャーズ     | 0 | 0 | 0 | 0 | 2 | 0 | 0 | 0 | 0 | 2 | 6 | 0 |
| セントルイス・カージナルス | 0 | 0 | 0 | 2 | 0 | 1 | 0 | 0 | X | 3 | 6 | 0 |

1. 勝利：クリス・カーペンター（1勝）
2. セーブ：ジェイソン・モット（1S）
3. 敗戦：C.J.ウィルソン（1敗）
4. 本塁打
TEX：マイク・ナポリ1号2ラン
5. 審判
［球審］ジェリー・レイン
［塁審］一塁: グレッグ・ギブソン、二塁: アルフォンソ・マルケス、三塁: ロン・カルパ
［外審］左翼: テッド・バレット、右翼: ゲイリー・シダーストロム
6. 試合開始時刻: 中部夏時間（UTC-5）午後7時6分  試合時間: 3時間6分 観客: 4万6406人 気温: 49°F（9.4°C）
詳細: MLB.com Gameday / ESPN.com / Baseball-Reference.com / FanGraphs

| テキサス・レンジャーズ | テキサス・レンジャーズ | テキサス・レンジャーズ | テキサス・レンジャーズ | テキサス・レンジャーズ                                                                                            | セントルイス・カージナルス | セントルイス・カージナルス | セントルイス・カージナルス | セントルイス・カージナルス | セントルイス・カージナルス                                                                                      |
| ---------------------- | ---------------------- | ---------------------- | ---------------------- | --- | -------------------------- | -------------------------- | -------------------------- | -------------------------- | --- |
| 打順                   | 守備                   | 選手                   | 打席                   | C・ウィルソンM・ナポリM・ヤングI・キンズラーA・ベルトレE・アンドラスD・マーフィーJ・ハミルトンN・クルーズ（なし） | 打順                       | 守備                       | 選手                       | 打席                       | C・カーペンターY・モリーナA・プホルスN・プントD・フリースR・ファーカルM・ホリデイJ・ジェイL・バークマン（なし） |
| 1                      | 二                     | I・キンズラー          | 右                     | C・ウィルソンM・ナポリM・ヤングI・キンズラーA・ベルトレE・アンドラスD・マーフィーJ・ハミルトンN・クルーズ（なし） | 1                          | 遊                         | R・ファーカル              | 両                         | C・カーペンターY・モリーナA・プホルスN・プントD・フリースR・ファーカルM・ホリデイJ・ジェイL・バークマン（なし） |
| 2                      | 遊                     | E・アンドラス          | 右                     | C・ウィルソンM・ナポリM・ヤングI・キンズラーA・ベルトレE・アンドラスD・マーフィーJ・ハミルトンN・クルーズ（なし） | 2                          | 中                         | J・ジェイ                  | 左                         | C・カーペンターY・モリーナA・プホルスN・プントD・フリースR・ファーカルM・ホリデイJ・ジェイL・バークマン（なし） |
| 3                      | 中                     | J・ハミルトン          | 左                     | C・ウィルソンM・ナポリM・ヤングI・キンズラーA・ベルトレE・アンドラスD・マーフィーJ・ハミルトンN・クルーズ（なし） | 3                          | 一                         | A・プホルス                | 右                         | C・カーペンターY・モリーナA・プホルスN・プントD・フリースR・ファーカルM・ホリデイJ・ジェイL・バークマン（なし） |
| 4                      | 一                     | M・ヤング              | 右                     | C・ウィルソンM・ナポリM・ヤングI・キンズラーA・ベルトレE・アンドラスD・マーフィーJ・ハミルトンN・クルーズ（なし） | 4                          | 左                         | M・ホリデイ                | 右                         | C・カーペンターY・モリーナA・プホルスN・プントD・フリースR・ファーカルM・ホリデイJ・ジェイL・バークマン（なし） |
| 5                      | 三                     | A・ベルトレ            | 右                     | C・ウィルソンM・ナポリM・ヤングI・キンズラーA・ベルトレE・アンドラスD・マーフィーJ・ハミルトンN・クルーズ（なし） | 5                          | 右                         | L・バークマン              | 両                         | C・カーペンターY・モリーナA・プホルスN・プントD・フリースR・ファーカルM・ホリデイJ・ジェイL・バークマン（なし） |
| 6                      | 右                     | N・クルーズ            | 右                     | C・ウィルソンM・ナポリM・ヤングI・キンズラーA・ベルトレE・アンドラスD・マーフィーJ・ハミルトンN・クルーズ（なし） | 6                          | 三                         | D・フリース                | 右                         | C・カーペンターY・モリーナA・プホルスN・プントD・フリースR・ファーカルM・ホリデイJ・ジェイL・バークマン（なし） |
| 7                      | 捕                     | M・ナポリ              | 右                     | C・ウィルソンM・ナポリM・ヤングI・キンズラーA・ベルトレE・アンドラスD・マーフィーJ・ハミルトンN・クルーズ（なし） | 7                          | 捕                         | Y・モリーナ                | 右                         | C・カーペンターY・モリーナA・プホルスN・プントD・フリースR・ファーカルM・ホリデイJ・ジェイL・バークマン（なし） |
| 8                      | 左                     | D・マーフィー          | 左                     | C・ウィルソンM・ナポリM・ヤングI・キンズラーA・ベルトレE・アンドラスD・マーフィーJ・ハミルトンN・クルーズ（なし） | 8                          | 二                         | N・プント                  | 両                         | C・カーペンターY・モリーナA・プホルスN・プントD・フリースR・ファーカルM・ホリデイJ・ジェイL・バークマン（なし） |
| 9                      | 投                     | C・ウィルソン          | 左                     | C・ウィルソンM・ナポリM・ヤングI・キンズラーA・ベルトレE・アンドラスD・マーフィーJ・ハミルトンN・クルーズ（なし） | 9                          | 投                         | C・カーペンター            | 右                         | C・カーペンターY・モリーナA・プホルスN・プントD・フリースR・ファーカルM・ホリデイJ・ジェイL・バークマン（なし） |
| 先発投手               | 先発投手               | 先発投手               | 投球                   | C・ウィルソンM・ナポリM・ヤングI・キンズラーA・ベルトレE・アンドラスD・マーフィーJ・ハミルトンN・クルーズ（なし） | 先発投手                   | 先発投手                   | 先発投手                   | 投球                       | C・カーペンターY・モリーナA・プホルスN・プントD・フリースR・ファーカルM・ホリデイJ・ジェイL・バークマン（なし） |
| C・ウィルソン          | C・ウィルソン          | C・ウィルソン          | 左                     | C・ウィルソンM・ナポリM・ヤングI・キンズラーA・ベルトレE・アンドラスD・マーフィーJ・ハミルトンN・クルーズ（なし） | C・カーペンター            | C・カーペンター            | C・カーペンター            | 右                         | C・カーペンターY・モリーナA・プホルスN・プントD・フリースR・ファーカルM・ホリデイJ・ジェイL・バークマン（なし） |

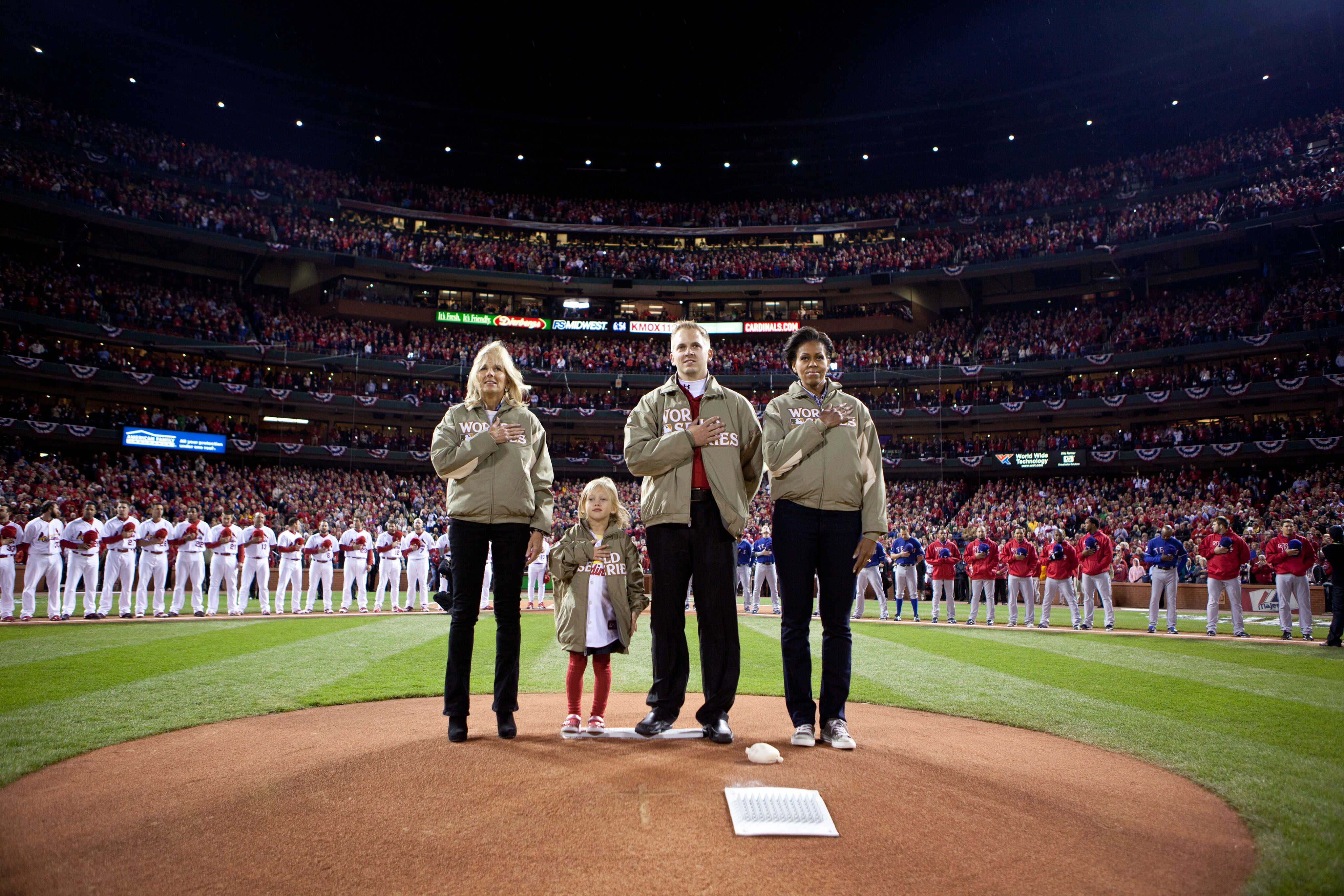
マウンド上で胸に手を当てて国歌独唱を聴くミシェル・オバマら。後方ではファイルライン沿いに両チームの選手たちも整列している

第107回ワールドシリーズは10月19日、カージナルスの本拠地ブッシュ・スタジアムで開幕を迎えた。この日はアメリカ合衆国大統領夫人ミシェル・オバマと同副大統領夫人ジル・バイデンがブッシュ・スタジアムを訪問した。MLBとホワイトハウスは、対テロ戦争の帰還兵や軍人とその家族を支援する活動に携わっているという共通点があり、MLBは "Welcome Back Veterans" に協賛、ホワイトハウスは "Joining Forces" キャンペーンを展開している。活動の一環としてふたりは、イラク戦争で負傷した海兵隊上等兵ジェームズ・スペリーと彼の娘ハンナを連れて試合前のフィールドに姿を現し、スコッティ・マクリーリーによるアメリカ合衆国国歌『星条旗』独唱に参列した。第1戦の先発投手は、カージナルスはクリス・カーペンター、レンジャーズはC.J.ウィルソン。両球団ともこの年の開幕投手かつチーム最多投球回というエースを先発にたてた。両投手はともにこのポストシーズンで3試合に先発しているが、カーペンターが17.0イニングで2勝0敗・防御率3.71だったのに対し、C・ウィルソンは15.2イニングで0勝2敗・防御率8.04と打ち込まれている。
初回表、レンジャーズの先頭打者イアン・キンズラーに対してカーペンターが初球、外角へ92mph（約148.1km/h）のシンカーを投じてワールドシリーズが始まった。キンズラーは三塁手デビッド・フリースを強襲する内野安打で出塁する。2番エルビス・アンドラスの打席でレンジャーズはヒットエンドランを指示した。しかし2球目にキンズラーがスタートを切ったものの、アンドラスはシンカーにバットを当てることができず空振りし、キンズラーも捕手ヤディアー・モリーナの送球で二塁タッチアウトと、作戦は失敗に終わった。ここから3イニングにわたって、両チームとも無得点のまま試合が進んでいく。カーペンターはナショナルリーグ優勝決定戦・第3戦の先発を5イニングで降板して以来、右肘の状態に不安を抱えていた。この日も右肘への負担を考慮してかカーブをほとんど投じず、投球はほぼシンカーとカッターの2球種だけで組み立てていた。そのカーペンターに対しレンジャーズは2回表、5番エイドリアン・ベルトレの二塁打などで一死一・二塁の好機を作ったが、7番マイク・ナポリが遊ゴロ併殺に打ち取られた。カーペンターは「この時期はもう内容より結果。勝ちは勝ち、負けは負け」と話した。一方のカージナルス打線は3回裏、8番ニック・プントが中前打で出塁し無死一塁とするも、9番カーペンターは犠牲バント失敗で走者を送ることができず、後続も倒れた。両チームとも序盤3イニングでそれぞれ3人の走者を出しながら、なかなか先制点を挙げることができない。両打線の元気の無さについてカーペンターは、気温40°F台（7.2°C前後）に加えて風速が最大で18mph（約8m/s）という寒い気候が影響したのでは、と指摘している。
4回裏のカージナルスの攻撃から試合が動く。先頭の3番アルバート・プホルスが死球で塁に出て、4番マット・ホリデイも二塁打で続き、無死二・三塁となる。C・ウィルソンはこの試合で初めて得点圏に走者を背負い、5番ランス・バークマンを打席に迎えた。2球目のカッターが甘く入ったのをバークマンが逃さずに叩きつけると、打球は跳ねて一塁手マイケル・ヤングの頭を越え、カージナルスに先制の2点をもたらした。C・ウィルソンはこの場面を「芝かなにかに当たったのか、あの打球は変な跳ね方したんだよな。本塁打を打たれたわけじゃない、打球の飛んだ位置が悪かっただけ」と振り返った。続く6番フリースの中飛でバークマンは一塁からタッチアップして二塁へ進み、さらに追加点を狙ったが、ここはC・ウィルソンが後続を抑えて2点にとどめた。その直後の5回表、レンジャーズがすぐさま反撃する。右前打のベルトレを一塁に置いて7番ナポリが打席に立ち、高めへのシンカーに合わせてバットを強振すると、打球は右方向へ伸びていった。右翼手バークマンはすぐに諦めて見送り、打球はそのままフェンスを越える同点の2点本塁打となった。リードを失ったカージナルスはその裏、先頭の1番ラファエル・ファーカルが8球粘って四球を選ぶ。ここで2番ジョン・ジェイは犠牲バントし、勝ち越しの走者を二塁へ進めた。しかしこの作戦は、むしろレンジャーズに好都合だった。一塁が空いたので、ポストシーズン11試合でOPS 1.211と好調のプホルスを敬遠できたうえ、今季MLB最多の31併殺打を打たせているC・ウィルソンにその機会をお膳立てできたためである。果たして4番ホリデイは初球、内角へのカッターで三ゴロ併殺に仕留められた。

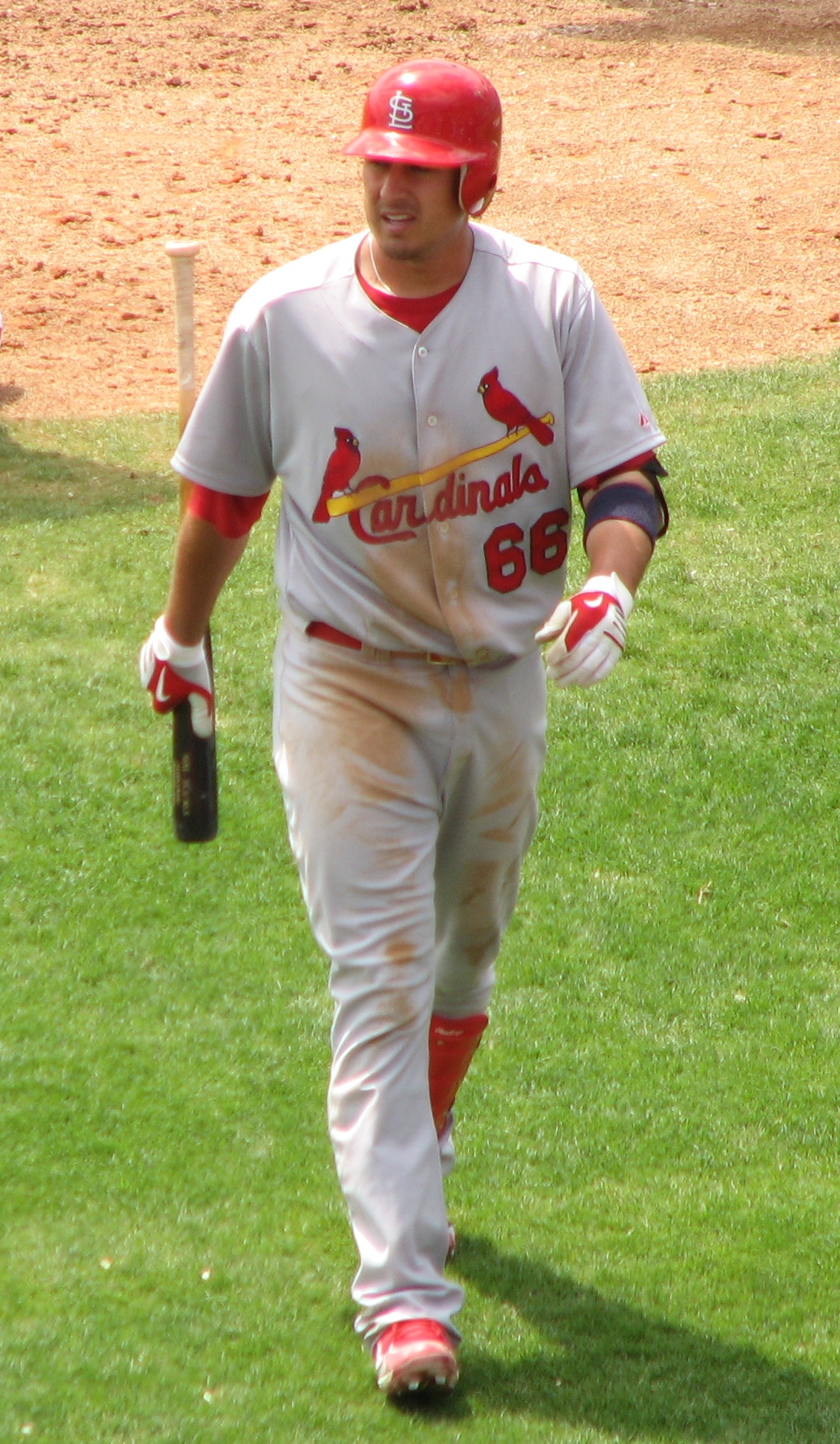
代打に起用されたアレン・クレイグは期待に応える適時打でチームに決勝点をもたらした（写真は2010年3月26日撮影）

6回表、レンジャーズは先頭打者キンズラーがこの日2本目の安打を放ち、初回と同じ無死一塁に。この場面ではレンジャーズは、アンドラスに犠牲バントをさせた。初回のヒットエンドラン失敗でキンズラーが盗塁死となったことから、Y・モリーナの強肩を警戒し安全策を採ったとみられる。バントは成功して一死二塁となり、打順が主軸にまわる。しかし3番ジョシュ・ハミルトンは2球目を打ち上げて中飛、4番ヤングは一塁手プホルスの好捕に阻まれて一ゴロと、逆転はならなかった。反対に無失点で切り抜けたカージナルスはその裏、一死から6番フリースの二塁打で走者が得点圏に達し、さらにC・ウィルソンの暴投と8番プントへの与四球で二死一・三塁とする。ここで投手のカーペンターに打順がまわり、カージナルスは代打にアレン・クレイグを起用した。これに対してレンジャーズも、C・ウィルソンに代えてアレクシー・オガンドをマウンドへ送った。両監督がともに「最高の駒」と表現する代打と救援投手の対決だったが、クレイグは「オガンドが速い球を投げるのは知っていたけど、いざ打席に立ってみたら97mph（約156.1km/h）の球が104mph（約167.4km/h）に見えて困った」という。それでも1ボール2ストライクからの4球目、低めへの98mph（約157.7km/h）のフォーシームをクレイグは右翼線へ弾き返す。右翼手ネルソン・クルーズがスライディングキャッチを試みるも及ばず、三塁走者フリースを還す適時打となってカージナルスが1点を勝ち越した。クレイグは「打った瞬間に安打になると思った」といい、クルーズは「スライディングしたときなにかに引っかかって、距離が稼げなかったから打球に届かなかった」と話した。
カーペンターを下げたカージナルスは7回表から2番手フェルナンド・サラスを登板させ、いきなり一死一・二塁の危機を招く。左打者の8番デビッド・マーフィーの打順で、カージナルスは投手を左のマーク・ゼプチンスキーに代えた。これを受けてレンジャーズもマーフィーに代えて右のクレイグ・ジェントリーを代打に出すも、結果はゼプチンスキーが見逃し三振に抑えた。さらに9番オガンドの打順でも代打に右のエステバン・ヘルマンが送られたが、ここも3球で空振り三振に。ゼプチンスキーが好救援で1点のリードを守った。8回表は、右打者の1番キンズラーと2番アンドラスを右投手オクタビオ・ドーテルが、左打者の3番ハミルトンを左投手アーサー・ローズが、それぞれ打ち取って三者凡退で終える。このような細かな継投こそカージナルス監督トニー・ラルーサの真骨頂であり、その一翼を担うドーテルは「今の俺たち（救援投手陣）に有名どころはいないけど、役割はきっちり果たしてるぜ」と胸を張った。そして9回は抑え投手ジェイソン・モットが、4番ヤングを投ゴロに、5番ベルトレを三ゴロに仕留める。ベルトレはこの三ゴロについて自打球によるファウルを主張し、監督のロン・ワシントンとともに球審のジェリー・レインに抗議したが、受け入れられなかった。ただ、FOXの全米テレビ中継では赤外線カメラによるリプレイ映像が流され、ベルトレの左爪先に自打球による熱が発生していることを示していた。この抗議による中断にもモットは動じず、最後は6番クルーズを左飛に退けて、三者凡退で試合終了。カージナルスが終盤3イニングに5投手をつぎ込む細かい継投を見せ、1点差で逃げ切って本拠地での初戦を3－2で制した。
この試合では、両チームの代打起用が明暗を分けた。レンジャーズの動きで疑問視されたのは、1点を追う7回表二死一・二塁の場面で、ヨービット・トレアルバではなくヘルマンを代打に送ったことである。トレアルバを右の代打として出せるようにするためマット・トレーナーをロースター入りさせていたにもかかわらず、ワシントンがこの場面で起用したのはトレアルバではなく、9月25日以降この日まで試合で一度も打席に立っていなかったヘルマンだった。ヘルマンを使った理由についてワシントンは「彼はバットに当てるのが上手いから、ゼプチンスキーの緩い球にも対応できると思った」と説明したが、会見では質問の半数がこの場面に集中したため「トレアルバを出していればいい結果になっていたと断言できるのか？」と言い返す一幕もあった。対照的にカージナルスは同点の6回裏二死一・三塁の場面で、クレイグを代打に指名して決勝点を奪っている。ラルーサは「寒い日の試合で途中までベンチにいて、しかも舞台がワールドシリーズで相手はオガンドというのはいい状況とは言えない。でも彼には打撃力が、特に得点圏での勝負強さがあるからね」とクレイグを称えた。

### 第2戦 10月20日
- ブッシュ・スタジアム（ミズーリ州セントルイス）

|                            | 1 | 2 | 3 | 4 | 5 | 6 | 7 | 8 | 9 | R | H | E |
| -------------------------- | - | - | - | - | - | - | - | - | - | - | - | - |
| テキサス・レンジャーズ     | 0 | 0 | 0 | 0 | 0 | 0 | 0 | 0 | 2 | 2 | 5 | 1 |
| セントルイス・カージナルス | 0 | 0 | 0 | 0 | 0 | 0 | 1 | 0 | 0 | 1 | 6 | 1 |

1. 勝利：マイク・アダムス（1勝）
2. セーブ：ネフタリ・フェリス（1S）
3. 敗戦：ジェイソン・モット（1敗1S）
4. 審判
［球審］グレッグ・ギブソン
［塁審］一塁: アルフォンソ・マルケス、二塁: ロン・カルパ、三塁: テッド・バレット
［外審］左翼: ゲイリー・シダーストロム、右翼: ジェリー・レイン
5. 試合開始時刻: 中部夏時間（UTC-5）午後7時6分  試合時間: 3時間4分 観客: 4万7288人 気温: 50°F（10°C）
詳細: MLB.com Gameday / ESPN.com / Baseball-Reference.com / FanGraphs

| テキサス・レンジャーズ | テキサス・レンジャーズ | テキサス・レンジャーズ | テキサス・レンジャーズ | テキサス・レンジャーズ                                                                                          | セントルイス・カージナルス | セントルイス・カージナルス | セントルイス・カージナルス | セントルイス・カージナルス | セントルイス・カージナルス                                                                                  |
| ---------------------- | ---------------------- | ---------------------- | ---------------------- | --- | -------------------------- | -------------------------- | -------------------------- | -------------------------- | --- |
| 打順                   | 守備                   | 選手                   | 打席                   | C・ルイスM・ナポリM・ヤングI・キンズラーA・ベルトレE・アンドラスJ・ハミルトンC・ジェントリーN・クルーズ（なし） | 打順                       | 守備                       | 選手                       | 打席                       | J・ガルシアY・モリーナA・プホルスN・プントD・フリースR・ファーカルM・ホリデイJ・ジェイL・バークマン（なし） |
| 1                      | 二                     | I・キンズラー          | 右                     | C・ルイスM・ナポリM・ヤングI・キンズラーA・ベルトレE・アンドラスJ・ハミルトンC・ジェントリーN・クルーズ（なし） | 1                          | 遊                         | R・ファーカル              | 両                         | J・ガルシアY・モリーナA・プホルスN・プントD・フリースR・ファーカルM・ホリデイJ・ジェイL・バークマン（なし） |
| 2                      | 遊                     | E・アンドラス          | 右                     | C・ルイスM・ナポリM・ヤングI・キンズラーA・ベルトレE・アンドラスJ・ハミルトンC・ジェントリーN・クルーズ（なし） | 2                          | 中                         | J・ジェイ                  | 左                         | J・ガルシアY・モリーナA・プホルスN・プントD・フリースR・ファーカルM・ホリデイJ・ジェイL・バークマン（なし） |
| 3                      | 左                     | J・ハミルトン          | 左                     | C・ルイスM・ナポリM・ヤングI・キンズラーA・ベルトレE・アンドラスJ・ハミルトンC・ジェントリーN・クルーズ（なし） | 3                          | 一                         | A・プホルス                | 右                         | J・ガルシアY・モリーナA・プホルスN・プントD・フリースR・ファーカルM・ホリデイJ・ジェイL・バークマン（なし） |
| 4                      | 一                     | M・ヤング              | 右                     | C・ルイスM・ナポリM・ヤングI・キンズラーA・ベルトレE・アンドラスJ・ハミルトンC・ジェントリーN・クルーズ（なし） | 4                          | 右                         | L・バークマン              | 両                         | J・ガルシアY・モリーナA・プホルスN・プントD・フリースR・ファーカルM・ホリデイJ・ジェイL・バークマン（なし） |
| 5                      | 三                     | A・ベルトレ            | 右                     | C・ルイスM・ナポリM・ヤングI・キンズラーA・ベルトレE・アンドラスJ・ハミルトンC・ジェントリーN・クルーズ（なし） | 5                          | 左                         | M・ホリデイ                | 右                         | J・ガルシアY・モリーナA・プホルスN・プントD・フリースR・ファーカルM・ホリデイJ・ジェイL・バークマン（なし） |
| 6                      | 右                     | N・クルーズ            | 右                     | C・ルイスM・ナポリM・ヤングI・キンズラーA・ベルトレE・アンドラスJ・ハミルトンC・ジェントリーN・クルーズ（なし） | 6                          | 三                         | D・フリース                | 右                         | J・ガルシアY・モリーナA・プホルスN・プントD・フリースR・ファーカルM・ホリデイJ・ジェイL・バークマン（なし） |
| 7                      | 捕                     | M・ナポリ              | 右                     | C・ルイスM・ナポリM・ヤングI・キンズラーA・ベルトレE・アンドラスJ・ハミルトンC・ジェントリーN・クルーズ（なし） | 7                          | 捕                         | Y・モリーナ                | 右                         | J・ガルシアY・モリーナA・プホルスN・プントD・フリースR・ファーカルM・ホリデイJ・ジェイL・バークマン（なし） |
| 8                      | 中                     | C・ジェントリー        | 右                     | C・ルイスM・ナポリM・ヤングI・キンズラーA・ベルトレE・アンドラスJ・ハミルトンC・ジェントリーN・クルーズ（なし） | 8                          | 二                         | N・プント                  | 両                         | J・ガルシアY・モリーナA・プホルスN・プントD・フリースR・ファーカルM・ホリデイJ・ジェイL・バークマン（なし） |
| 9                      | 投                     | C・ルイス              | 右                     | C・ルイスM・ナポリM・ヤングI・キンズラーA・ベルトレE・アンドラスJ・ハミルトンC・ジェントリーN・クルーズ（なし） | 9                          | 投                         | J・ガルシア                | 左                         | J・ガルシアY・モリーナA・プホルスN・プントD・フリースR・ファーカルM・ホリデイJ・ジェイL・バークマン（なし） |
| 先発投手               | 先発投手               | 先発投手               | 投球                   | C・ルイスM・ナポリM・ヤングI・キンズラーA・ベルトレE・アンドラスJ・ハミルトンC・ジェントリーN・クルーズ（なし） | 先発投手                   | 先発投手                   | 先発投手                   | 投球                       | J・ガルシアY・モリーナA・プホルスN・プントD・フリースR・ファーカルM・ホリデイJ・ジェイL・バークマン（なし） |
| C・ルイス              | C・ルイス              | C・ルイス              | 右                     | C・ルイスM・ナポリM・ヤングI・キンズラーA・ベルトレE・アンドラスJ・ハミルトンC・ジェントリーN・クルーズ（なし） | J・ガルシア                | J・ガルシア                | J・ガルシア                | 左                         | J・ガルシアY・モリーナA・プホルスN・プントD・フリースR・ファーカルM・ホリデイJ・ジェイL・バークマン（なし） |

MLB機構はこの日、社会貢献活動に寄与した選手を表彰するロベルト・クレメンテ賞について、2011年の受賞者がボストン・レッドソックスのデビッド・オルティーズに決まったと発表した。オルティーズはアメリカ合衆国やドミニカ共和国で子供が医療を受けられるように、マサチューセッツ総合病院との共同事業として自らの名を冠した基金を設立し、心臓手術が必要なニューイングランド地方の子供たちのために1年間で150万ドル以上の寄付金を集めるなどの活動をしていた。シリーズ第2戦を控えたブッシュ・スタジアムのフィールドでは表彰式が行われ、カージナルスのアルバート・プホルスが友人であるオルティーズの元へ駆け寄って祝福する場面もみられた。第2戦の先発投手は、カージナルスはハイメ・ガルシア、レンジャーズはコルビー・ルイス。このポストシーズンでの成績は、ガルシアが3試合15.2イニングで0勝2敗・防御率5.74、ルイスが2試合11.2イニングで1勝1敗・防御率3.86である。今回のガルシアの先発によって、メキシコ出身投手によるワールドシリーズでの先発登板が、1981年のフェルナンド・バレンズエラ以来30年ぶりに実現する。

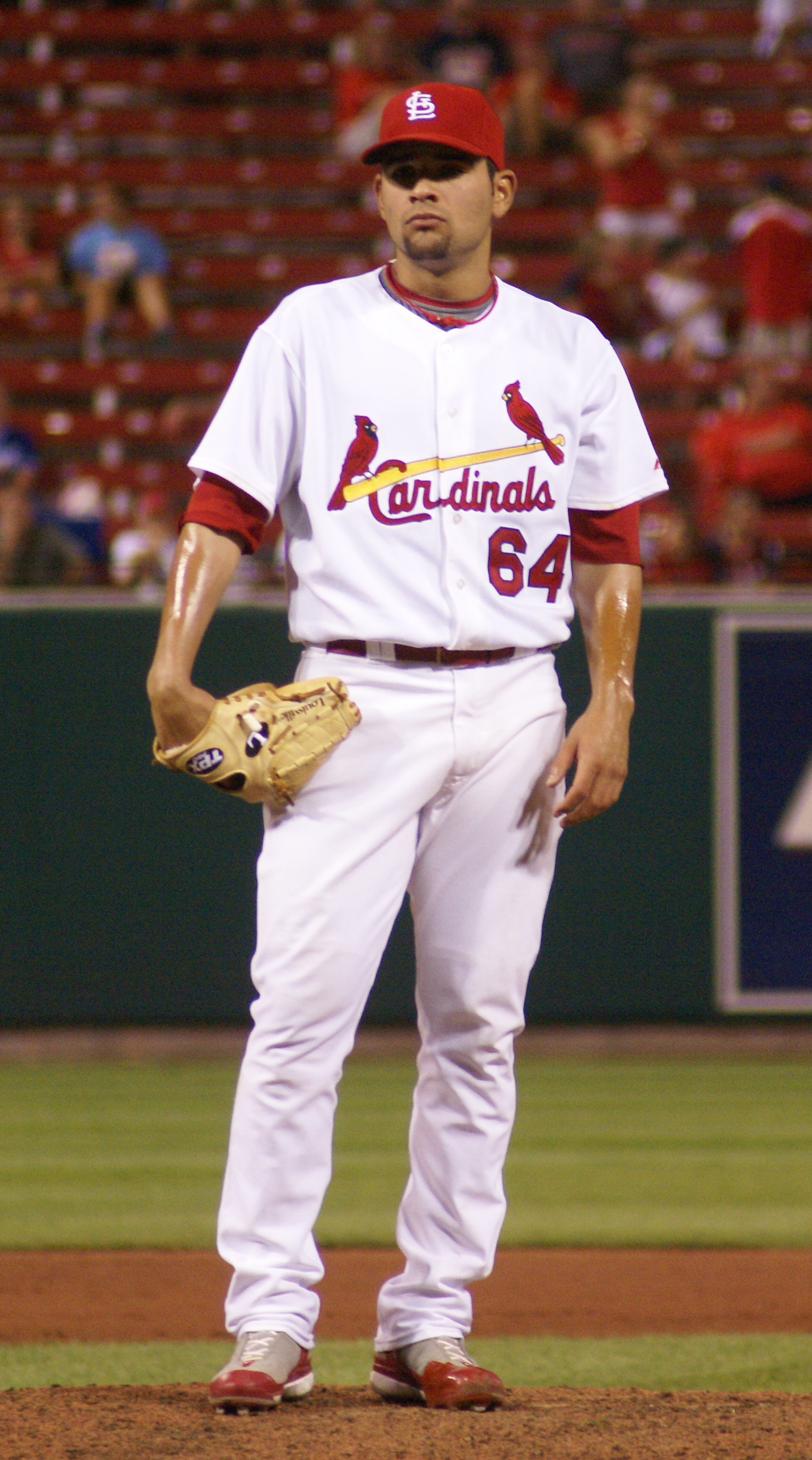
ハイメ・ガルシアはワールドシリーズ初登板ながら87球で7回を投げきって無失点と好投した（写真は2008年8月5日撮影）

リーグ優勝決定戦では両チームとも1試合平均で7点近く奪う強打が目立っていたが、ワールドシリーズでは初戦が3－2のロースコアとなったのに続き、この日もガルシアとルイスの投手戦で進んでいく。序盤の3イニングは前日と同じく、両チームとも無得点で終わった。シリーズ開幕戦から2試合連続でこのような展開を辿ったのは、1961年以来50年ぶりのことである。まずガルシアは、表のレンジャーズの攻撃を完璧に抑えた。初回には1番イアン・キンズラーから3番ジョシュ・ハミルトンまで3者連続で内野ゴロを打たせるなど、3イニングで対戦した9打者のうち5人を内野ゴロに仕留め、さらに残りも空振り三振と内野フライ・ライナーがふたりずつ。自身初のワールドシリーズ登板でレンジャーズ打線を手玉に取り、打球を外野へすら飛ばさせない。一方でカージナルス打線と相対したルイスは、2回には一死から5番マット・ホリデイをストレートの四球で歩かせ、3回にも二死から1番ラファエル・ファーカルに二塁打を許したものの、いずれも後続を抑えてこちらも無失点で最初の3イニングを終えた。結果的にはこのファーカルの二塁打が、両チームを通じてこの試合で唯一の長打ということになる。なお初回表にハミルトンが、2か月前から痛めていた左鼠蹊部の状態を悪化させている。彼は試合前、患部の状態を「何もないときが100%とすると、今は75%から80%くらい」で「もしレギュラーシーズン中なら故障者リスト入りを選ぶ」と明かしていた。しかしこの日の第1打席では「これをやったときが一番痛くて、15分は痛みがひかない」というハーフスウィングをしてしまい、その後の三ゴロでは一塁へ全力疾走することができなかった。
ガルシアは4回表、先頭打者キンズラーにフルカウントからの6球目を見極められ、四球で初めての走者を出す。次打者エルビス・アンドラスはバントの構えも見せてきながら最後は右飛、3番ハミルトンは左飛で二死としたが、4番マイケル・ヤングには初球を中前打されて一・三塁の危機を招いた。ここで5番エイドリアン・ベルトレを打席に迎えたガルシアは、3ボール1ストライクと不利なカウントから2球続けて低めへのスライダーを空振りさせ、三振を奪ってこの場面を切り抜けた。ここを無失点としたあとは、5回・6回とレンジャーズの攻撃を3人で終わらせていく。ガルシアは試合前、ナショナルリーグ優勝決定戦での2先発とも5回途中で降板したことを念頭に「先発投手なら誰であれ、6イニングもたずに降板したらチームをがっかりさせたような気分になるんじゃないか。なるべく長く投げられるようにがんばるよ」と意気込んでいた。それが今回は6回まで相手打線を封じ、投球数も75球と、先発投手降板の目安とされる100球までまだ余裕がある。投げ合うルイスのほうに危機が訪れたのは5回裏のことだった。二死無走者から8番ニック・プントに右前打されると、9番ガルシアには2球目から4球連続ボールで四球を与え、一・二塁となる。1番ファーカルに今度は中前へ抜けようかという当たりを放たれるが、これを遊撃手アンドラスが好捕して二塁手キンズラーにグラブトスし、一塁走者ガルシアを二塁で封殺して失点を免れた。キンズラーは「あれはアンドラス以外の選手を含めても、今まで見てきたなかでは最高級のプレイだ。あの場面はグラブトスしかない」と賛辞を呈した。ルイスはこれで窮地を乗り切ると、ヤングが「彼にしては珍しい」というガッツポーズを見せた。
7回表、ガルシアは二死から5番ベルトレの中前打で3イニングぶりに出塁を許したものの、この回も12球で無失点に抑えた。その裏、カージナルスは一死から6番デビッド・フリースが中前打で出塁し、7番ヤディアー・モリーナの凡退を挟んで、8番プントのこの日2本目の安打で二死一・三塁の好機を作る。9番ガルシアの打順でカージナルスが代打にアレン・クレイグを送ると、レンジャーズもルイスを降板させてアレクシー・オガンドに継投した。こうして前日の第1戦に続き、またもカージナルスが先行するかどうかの重要な場面でクレイグとオガンドが対戦することになった。6回と7回という違いはあるが、同点という試合展開もアウトカウントも走者の置き方も相手投手も同じという状況に、クレイグは「信じられなかった。滅多にあることじゃないし、切り替えて集中し直さないといけなかった」という。両者の2度目の対戦は、2球目の96mph（約154.5km/h）のフォーシームをクレイグが前日同様に右前打とし、三塁走者フリースが生還してカージナルスが1点を先制した。2試合連続で救援失敗のオガンドは「（捕手のマイク）ナポリが高めを要求したのに球が低めに行ってしまい、クレイグがそれを打った。あれは自分のミス」と悔やんだ。リードを得たカージナルスは、8回表をフェルナンド・サラスとマーク・ゼプチンスキーの継投で三者凡退に抑えた。その裏、レンジャーズは3番手のマイク・アダムスが登板。一死から3番プホルスには右中間フェンス手前まで届く大きな右飛を打たれ、さらに続くバークマンの右前打とホリデイの四球で二死一・二塁と走者を溜めたものの、6番ダニエル・デスカルソを二ゴロに打ち取って凌ぎ、点差を1点に保っている。

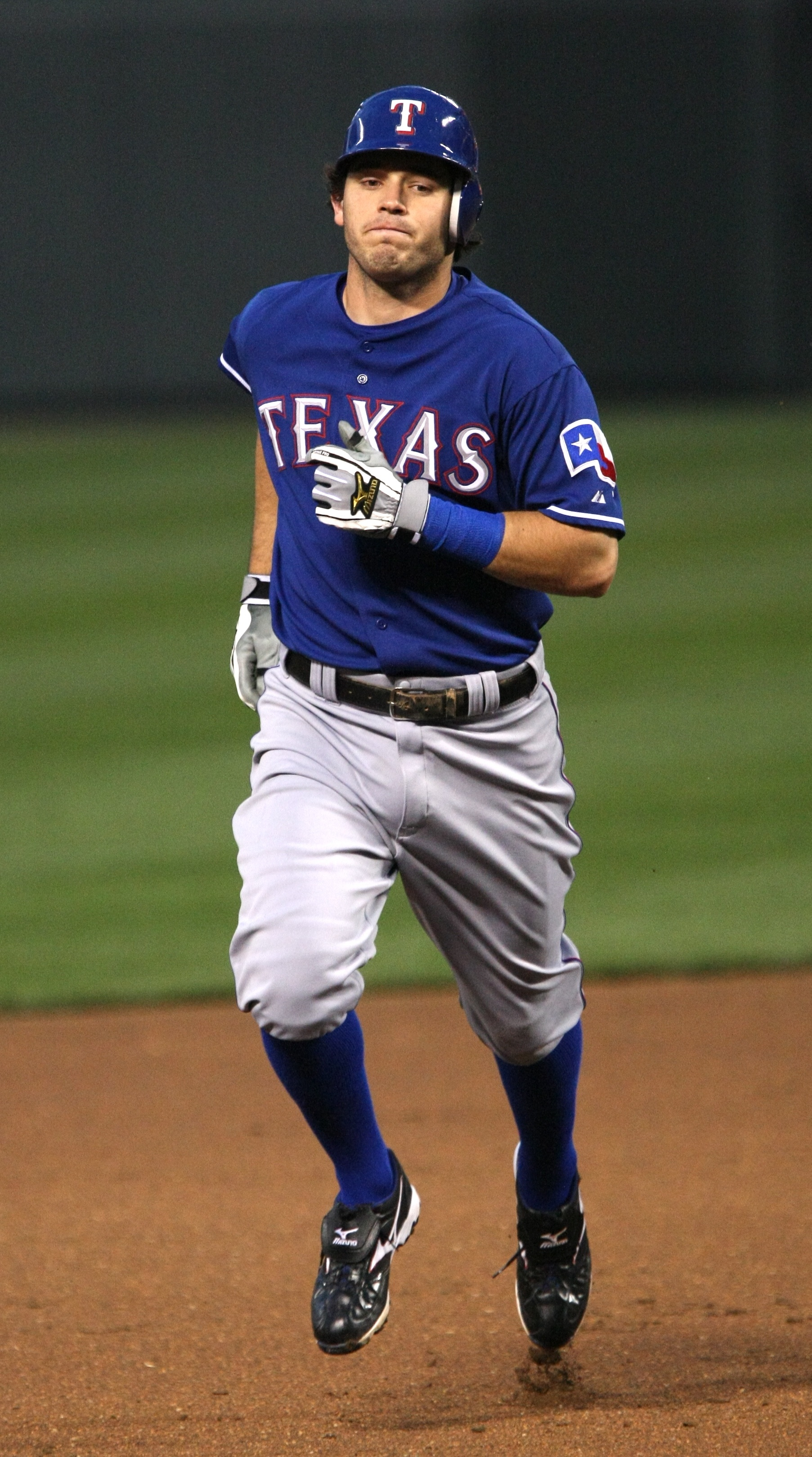
イアン・キンズラーの安打と盗塁をきっかけに作った好機をレンジャーズは逃さなかった（写真は2009年4月25日撮影）

9回表、カージナルスは前日と同じく抑え投手ジェイソン・モットへつなぐ。レンジャーズの先頭打者キンズラーは、5球目のカッターを打ち上げた。打球は遊撃手ファーカルが背走して追うも、届かずに落ちて内野安打になった。そして2番アンドラスの打席の3球目に、キンズラーが盗塁を試みる。レンジャーズが盗塁を仕掛けたのは第1戦の初回表にヒットエンドランを失敗したとき以来で、今回はベンチからの指示ではなくキンズラーが独断で行ったものだった。結果は捕手Y・モリーナの送球よりわずかに早くキンズラーの左手が二塁に達して盗塁成功となり、同点の走者が得点圏へ進んだ。アンドラスは7球目のカッターを中前へ運ぶ。キンズラーは三塁で止まるが、中堅手ジョン・ジェイから内野への返球を一塁手のプホルスが捕り損ね、その隙を突いた打者走者アンドラスが二塁を奪った。記録はアンドラスの単打とプホルスの失策で、無死二・三塁という状況に。ここでカージナルスはモットの交代を決断し、左打者の3番ハミルトンには左のアーサー・ローズを、右打者の4番ヤングには右のランス・リンを当てた。しかしレンジャーズ打線の中軸は、ハミルトンが初球の外角高めスライダーを右翼へ、ヤングがフルカウントからの外角低めカーブを中堅へ、それぞれ打ち上げて連続犠牲フライでキンズラーとアンドラスを還し、土壇場で試合をひっくり返した。9回裏、レンジャーズは抑え投手ネフタリ・フェリスを登板させる。モットがいずれも変化球で2安打されたのとは対照的に、フェリスはこのイニングの全19球を平均98mph（約157.7km/h）のフォーシームだけで押し切って無失点で締め、レンジャーズが逆転勝利で対戦成績を1勝1敗のタイに戻した。
アンドラスは試合後、9回表にプホルスの失策の間に二塁を陥れた場面について「もしプホルスが送球をちゃんと捕っていたら、こっちも一塁で止まってたと思う」と振り返った。決勝の犠牲フライでアンドラスを本塁へ迎え入れたヤングは「エルビスも一度は動きを止めてたんだよ。相手のミスに素早く反応した彼を褒めるべき」と述べた。決勝点に結びつくミスを犯したプホルスは、この日は取材陣に何も話すことなくブッシュ・スタジアムを後にした。取材拒否ともとれる姿勢にメディアの批判が集まり、翌日になって彼はこのプレイについて「本塁へ走りかけて止まったキンズラーを三塁でアウトにしようとして、送球から目を離してしまった」と説明している。またカージナルスでは、プホルスの失策直後に監督のトニー・ラルーサが行った継投も、モットよりも奪三振率の低い投手を出したあげくに犠牲フライを許すという、采配ミスといえるものだった。この投手起用についてラルーサは、もしアンドラスが一塁で止まっていたならモットの続投を選択したとし「ただ打者をアウトにするだけでなく、二塁走者の進塁も阻止するなら、左投手のほうが可能性は高いと思った」と話した。こうしてシリーズは、第1戦はレンジャーズの代打起用に、第2戦はカージナルスの投手起用に、それぞれ疑問が残る形でブッシュ・スタジアムでの最初の2試合を終えた。

### 第3戦 10月22日
- レンジャーズ・ボールパーク・イン・アーリントン（テキサス州アーリントン）

|                            | 1 | 2 | 3 | 4 | 5 | 6 | 7 | 8 | 9 | R  | H  | E |
| -------------------------- | - | - | - | - | - | - | - | - | - | -- | -- | - |
| セントルイス・カージナルス | 1 | 0 | 0 | 4 | 3 | 4 | 2 | 1 | 1 | 16 | 15 | 0 |
| テキサス・レンジャーズ     | 0 | 0 | 0 | 3 | 3 | 0 | 1 | 0 | 0 | 7  | 13 | 3 |

1. 勝利：ランス・リン（1勝）
2. 敗戦：マット・ハリソン（1敗）
3. 本塁打
STL：アレン・クレイグ1号ソロ、アルバート・プホルス1号3ラン・2号2ラン・3号ソロ
TEX：マイケル・ヤング1号ソロ、ネルソン・クルーズ1号2ラン
4. 審判
［球審］アルフォンソ・マルケス
［塁審］一塁: ロン・カルパ、二塁: テッド・バレット、三塁: ゲイリー・シダーストロム
［外審］左翼: ジェリー・レイン、右翼: グレッグ・ギブソン
5. 試合開始時刻: 中部夏時間（UTC-5）午後7時6分  試合時間: 4時間4分  観客: 5万1462人  気温: 80°F（26.7°C）
詳細: MLB.com Gameday / ESPN.com / Baseball-Reference.com / FanGraphs

| セントルイス・カージナルス | セントルイス・カージナルス | セントルイス・カージナルス | セントルイス・カージナルス | セントルイス・カージナルス                                                                                     | テキサス・レンジャーズ | テキサス・レンジャーズ | テキサス・レンジャーズ | テキサス・レンジャーズ | テキサス・レンジャーズ                                                                                               |
| -------------------------- | -------------------------- | -------------------------- | -------------------------- | --- | ---------------------- | ---------------------- | ---------------------- | ---------------------- | --- |
| 打順                       | 守備                       | 選手                       | 打席                       | K・ローシュY・モリーナA・プホルスR・テリオD・フリースR・ファーカルM・ホリデイJ・ジェイA・クレイグL・バークマン | 打順                   | 守備                   | 選手                   | 打席                   | M・ハリソンY・トレアルバM・ナポリI・キンズラーA・ベルトレE・アンドラスD・マーフィーJ・ハミルトンN・クルーズM・ヤング |
| 1                          | 遊                         | R・ファーカル              | 両                         | K・ローシュY・モリーナA・プホルスR・テリオD・フリースR・ファーカルM・ホリデイJ・ジェイA・クレイグL・バークマン | 1                      | 二                     | I・キンズラー          | 右                     | M・ハリソンY・トレアルバM・ナポリI・キンズラーA・ベルトレE・アンドラスD・マーフィーJ・ハミルトンN・クルーズM・ヤング |
| 2                          | 右                         | A・クレイグ                | 右                         | K・ローシュY・モリーナA・プホルスR・テリオD・フリースR・ファーカルM・ホリデイJ・ジェイA・クレイグL・バークマン | 2                      | 遊                     | E・アンドラス          | 右                     | M・ハリソンY・トレアルバM・ナポリI・キンズラーA・ベルトレE・アンドラスD・マーフィーJ・ハミルトンN・クルーズM・ヤング |
| 3                          | 一                         | A・プホルス                | 右                         | K・ローシュY・モリーナA・プホルスR・テリオD・フリースR・ファーカルM・ホリデイJ・ジェイA・クレイグL・バークマン | 3                      | 中                     | J・ハミルトン          | 左                     | M・ハリソンY・トレアルバM・ナポリI・キンズラーA・ベルトレE・アンドラスD・マーフィーJ・ハミルトンN・クルーズM・ヤング |
| 4                          | 左                         | M・ホリデイ                | 右                         | K・ローシュY・モリーナA・プホルスR・テリオD・フリースR・ファーカルM・ホリデイJ・ジェイA・クレイグL・バークマン | 4                      | DH                     | M・ヤング              | 右                     | M・ハリソンY・トレアルバM・ナポリI・キンズラーA・ベルトレE・アンドラスD・マーフィーJ・ハミルトンN・クルーズM・ヤング |
| 5                          | DH                         | L・バークマン              | 両                         | K・ローシュY・モリーナA・プホルスR・テリオD・フリースR・ファーカルM・ホリデイJ・ジェイA・クレイグL・バークマン | 5                      | 三                     | A・ベルトレ            | 右                     | M・ハリソンY・トレアルバM・ナポリI・キンズラーA・ベルトレE・アンドラスD・マーフィーJ・ハミルトンN・クルーズM・ヤング |
| 6                          | 三                         | D・フリース                | 右                         | K・ローシュY・モリーナA・プホルスR・テリオD・フリースR・ファーカルM・ホリデイJ・ジェイA・クレイグL・バークマン | 6                      | 右                     | N・クルーズ            | 右                     | M・ハリソンY・トレアルバM・ナポリI・キンズラーA・ベルトレE・アンドラスD・マーフィーJ・ハミルトンN・クルーズM・ヤング |
| 7                          | 捕                         | Y・モリーナ                | 右                         | K・ローシュY・モリーナA・プホルスR・テリオD・フリースR・ファーカルM・ホリデイJ・ジェイA・クレイグL・バークマン | 7                      | 一                     | M・ナポリ              | 右                     | M・ハリソンY・トレアルバM・ナポリI・キンズラーA・ベルトレE・アンドラスD・マーフィーJ・ハミルトンN・クルーズM・ヤング |
| 8                          | 中                         | J・ジェイ                  | 左                         | K・ローシュY・モリーナA・プホルスR・テリオD・フリースR・ファーカルM・ホリデイJ・ジェイA・クレイグL・バークマン | 8                      | 左                     | D・マーフィー          | 左                     | M・ハリソンY・トレアルバM・ナポリI・キンズラーA・ベルトレE・アンドラスD・マーフィーJ・ハミルトンN・クルーズM・ヤング |
| 9                          | 二                         | R・テリオ                  | 右                         | K・ローシュY・モリーナA・プホルスR・テリオD・フリースR・ファーカルM・ホリデイJ・ジェイA・クレイグL・バークマン | 9                      | 捕                     | Y・トレアルバ          | 右                     | M・ハリソンY・トレアルバM・ナポリI・キンズラーA・ベルトレE・アンドラスD・マーフィーJ・ハミルトンN・クルーズM・ヤング |
| 先発投手                   | 先発投手                   | 先発投手                   | 投球                       | K・ローシュY・モリーナA・プホルスR・テリオD・フリースR・ファーカルM・ホリデイJ・ジェイA・クレイグL・バークマン | 先発投手               | 先発投手               | 先発投手               | 投球                   | M・ハリソンY・トレアルバM・ナポリI・キンズラーA・ベルトレE・アンドラスD・マーフィーJ・ハミルトンN・クルーズM・ヤング |
| K・ローシュ                | K・ローシュ                | K・ローシュ                | 右                         | K・ローシュY・モリーナA・プホルスR・テリオD・フリースR・ファーカルM・ホリデイJ・ジェイA・クレイグL・バークマン | M・ハリソン            | M・ハリソン            | M・ハリソン            | 左                     | M・ハリソンY・トレアルバM・ナポリI・キンズラーA・ベルトレE・アンドラスD・マーフィーJ・ハミルトンN・クルーズM・ヤング |

ワールドシリーズで最初の2試合が1勝1敗だったのは過去に54度あり、そのうち第3戦勝利チームがそのまま優勝したのは36度、直近11度に限れば10度にのぼる。今シリーズはその第3戦を前に移動日を挟み、舞台をブッシュ・スタジアムからレンジャーズ・ボールパーク・イン・アーリントンへ移した。ブッシュ・スタジアムでの最初の2試合では、両チーム合わせて打率が.195と2割にも満たず本塁打も1本だけ、その結果として計8得点というのはシリーズ史上10番目に少なかった。また、両チームの主砲、レンジャーズのジョシュ・ハミルトンとカージナルスのアルバート・プホルスはともに2試合とも無安打に終わっている。しかし、第3戦以降の3試合は展開が変わると予想される。というのも、寒いミズーリ州セントルイスから暖かいテキサス州アーリントンへの移動や、アメリカンリーグ球団の本拠地での開催による指名打者制の適用など、環境の変化がいずれも打線の得点力向上につながりやすい性質のためである。21日の移動後に両チームはレンジャーズ・ボールパークで練習を実施したが、そのときの気温は80°F台前半（28.1°C前後）と、気候の違いは明らかだった。その21日、ハミルトンは鼠蹊部の回復に努めるため練習を休み、プホルスは打撃練習で好感触を得ていた。第3戦の先発投手は、レンジャーズはマット・ハリソン、カージナルスはカイル・ローシュ。このポストシーズンでの成績は、ハリソンが3試合10.2イニングで1勝0敗・防御率4.22、ローシュが2試合9.2イニングで0勝2敗・防御率7.45である。

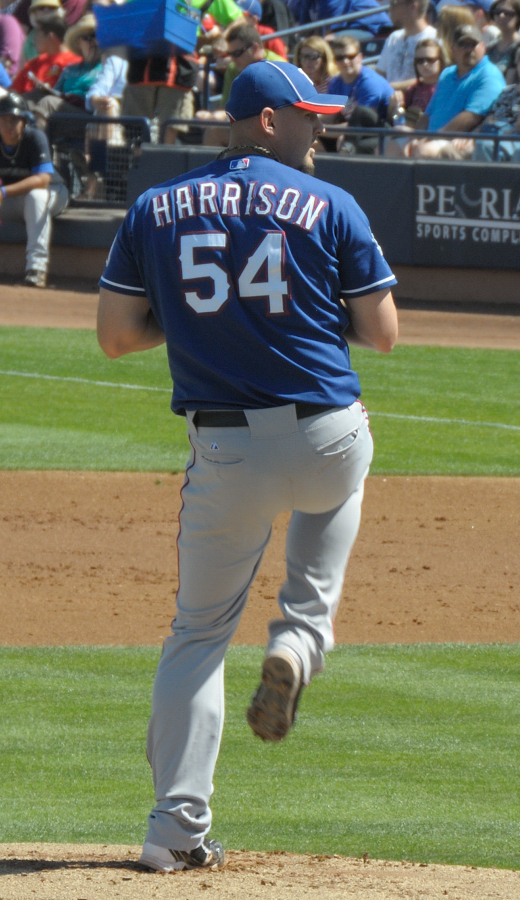
マット・ハリソンは序盤こそソロ本塁打の1点のみに抑えていたが、4回に誤審もあって崩れた（写真は2012年3月12日撮影）

指名打者制の適用により、両チームの布陣に変化があった。レンジャーズは3戦目で初めてヨービット・トレアルバを先発捕手に起用し、マイク・ナポリを捕手から一塁に、マイケル・ヤングを一塁から指名打者に移した。監督のロン・ワシントンはトレアルバの起用理由について「そろそろ彼も守備に就かせとかなくちゃ」と述べているが、ハリソンのレギュラーシーズン捕手防御率をみると、ナポリが103.2イニングで2.60なのに対してトレアルバは82.0イニングで4.39と差がある。一方のカージナルスは、第2戦まで右翼を守っていたランス・バークマンを指名打者にまわし、2試合連続代打適時打のアレン・クレイグをこの日は2番・右翼として先発出場させた。ナショナルリーグの球団は指名打者制の存在を前提としたロースター編成をしないため、ワールドシリーズでアメリカンリーグ球団の本拠地へ移動すると打線の組み方に苦慮する傾向がある。しかしカージナルス打線はクレイグの起用によって厚みを増し、相手のC.J.ウィルソンに「うちのリーグに入っても上位レベル」と言わしめた。初回表、そのクレイグが第1打席で2球目のツーシームを捉えてソロ本塁打とし、カージナルスに3試合連続となる先制点をさっそくもたらす。この一打によってクレイグは、3打席連続で同点か勝ち越しの安打を放つというシリーズ史上初の記録を成し遂げた。また、シリーズ初打席から3打席連続で打点を挙げるというのも、ダスティ・ローズ（1954年）とテッド・クルズースキー（1959年）に次ぐ史上3人目の記録である。レンジャーズは初回から1点を追いかけることになり、2回裏には安打と四球で一死一・二塁と得点圏に走者を進めるが、後続がローシュに打ち取られて得点を奪えなかった。
カージナルスは4回表、先頭の3番プホルスが左前打で出塁する。プホルスにとってはこれが今シリーズ初安打だった。しかし4番マット・ホリデイはツーシームを打ち損じての遊ゴロで、レンジャーズ内野陣はまず一塁走者プホルスを二塁で封殺し、さらに併殺を狙って二塁手イアン・キンズラーから一塁のナポリへ送球した。ところがこの送球がわずかに乱れ、ナポリは塁から離れて捕球しつつ打者走者ホリデイの左肩にタッチしたが、一塁塁審のロン・カルパはセーフの判定を下した。レンジャーズのダグアウトからはワシントンが出てきて抗議するが、カルパは「この種のプレイでは自分はいつもそうしているし、ワシントンも要求してこなかったから」と、他の審判を呼び寄せての確認協議も行わなかった。ただ、リプレイ映像ではホリデイの一塁到達よりナポリのタッチのほうが早かったのは明白であり、試合後にはカルパ自身も誤審を認めることになる。判定は覆らず、試合は二死無走者ではなく一死一塁で再開される。ここでカージナルス打線は、5番バークマンの右前打と6番デビッド・フリースの二塁打でホリデイを還し、まず1点を挙げる。さらに一死満塁から、8番ジョン・ジェイの一ゴロがナポリの本塁への悪送球を誘い2点を追加。9番ライアン・テリオも左前適時打で続き、この回だけで一挙4点を入れてリードを5点に広げた。ハリソンは1番ラファエル・ファーカルを打ち取って二死一・二塁となったところで降板し、代わったスコット・フェルドマンが2番クレイグを抑えて打者9人の攻撃を終わらせた。ハリソンの口からは、カルパの誤審がなければ「カージナルスはこのイニングに4点もとれていたかどうか」と恨み節がこぼれた。
その裏のレンジャーズは先頭の4番ヤングが2球目を本塁打、5番エイドリアン・ベルトレが初球を左前打したあと6番ネルソン・クルーズも3球目を本塁打と、わずか6球で3点を返して2点差に詰め寄る。7番ナポリにも中前打が出て4連打となったところで、カージナルスはローシュからフェルナンド・サラスに継投した。レンジャーズはサラスを攻めたてて一死一・三塁とし、1番キンズラーの左飛で三塁走者ナポリがタッチアップしたが、左翼手ホリデイからの返球でナポリは本塁タッチアウトとなり4点目を阻まれた。ナポリは「飛距離は十分だったけど、俺の足が遅かったしホリデイの送球も完璧だった」と述べ、ホリデイは捕手のヤディアー・モリーナを「捕球もタッチも上手くやってくれた」と称賛した。4回終了時点で、両チームの得点は計8点と早くも前2試合の合計に並び、先発投手は既にマウンドを降ろされた。続く5回も点の取り合いとなる。表のカージナルスの攻撃は、先頭打者プホルスの中前打を皮切りに無死満塁の好機を作り、6番フリースの三ゴロと7番Y・モリーナの2点二塁打で3点を得て、8－3と点差を開く。レンジャーズはその裏、2番エルビス・アンドラスが初球を左前打とすると、3番ハミルトンも初球にバットを合わせてゴロで一二塁間を破り、無死一・三塁とした。ハミルトンの右前打は今シリーズ10打数目での初安打である。これに4番ヤングと5番ベルトレも続いて、2イニング連続となる先頭打者からの4連打で2点を返したあと、7番ナポリの犠牲フライでもう1点を追加し、点差を2点に戻した。しかし、なおも二死満塁と一打逆転もありうる状況としながら、3番手として登板していたランス・リンの前に1番キンズラーが遊飛に倒れた。

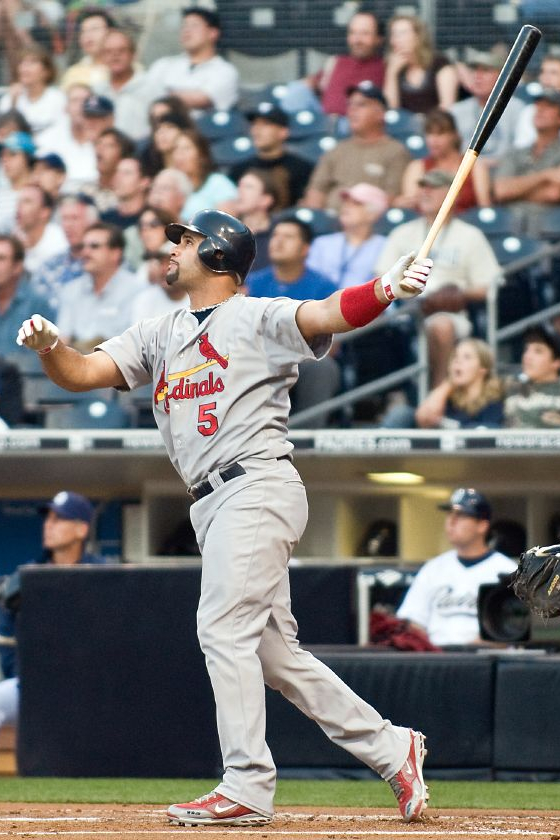
最初の2試合では6打数無安打だったアルバート・プホルスが第3戦では一転、6打数5安打3本塁打と大当たり（写真は2008年5月19日撮影）

6回表からレンジャーズのマウンドには、3番手としてアレクシー・オガンドが上がった。カージナルスは先頭の9番テリオがフルカウントから四球を選び、1番ファーカルが右前打で続いて無死一・二塁とする。ここで2番クレイグとオガンドの3試合連続となる対決があり、ファウルチップでの三振によってオガンドが初めてクレイグをアウトにした。だが次打者プホルスが3球目、高めに浮いた96mph（約154.5km/h）のフォーシームに合わせてバットを振り抜くと、打球は左翼2階席の手摺壁を直撃する3点本塁打となった。もし手摺壁を越えて2階席に着弾していれば球場18年目で16本目の特大本塁打となるところ、そこまではわずかに届かなかったものの、相手ファンはこの一打を目の当たりにして静まり返った。ワシントンはオガンドの制球ミスを指摘しつつも、プホルスの打撃については「あの速さの球をあんなに飛ばすなんていう芸当ができるのは、彼かミゲル・カブレラくらいのもんじゃないか」と舌を巻いた。オガンドはまたも相手打線に得点を許すと、後続も遊ゴロ失策→右前打→四球と止められず、一死満塁としたところでマイク・ゴンザレスにマウンドを譲った。オガンドは前2戦いずれもクレイグを抑えられなかったのに、この試合では7打者と対戦してアウトにできたのがクレイグだけ、他6人には全て出塁される結果に終わった。カージナルスは、7番Y・モリーナの犠牲フライで1点を加え、12－6と点差を6点に拡大した。その裏、レンジャーズ打線は2番アンドラスから始まる好打順だったが、リンはイニングまたぎをものともせずに3人で抑えた。両チームを通じて、得点が入らなかったのは3回裏以来、打者3人で攻撃が終わったのは3回表以来のことであった。
両チームが点を取っては取られ、取られては取り返すという試合の流れは、終盤に進むにつれて次第に一方的なものへとなっていく。その中心にいたのはプホルスだった。7回表、二死から2番クレイグが四球で一塁に歩いて第5打席がまわってくると、M・ゴンザレスが投じた初球のフォーシームを左中間スタンドへ運ぶ2点本塁打に。そして9回表の第6打席でもダレン・オリバーに2ストライクと追い込まれながら、6球目のツーシームを打ち返して左翼スタンドへのソロ本塁打とし、3打席連続本塁打を達成した。プホルスがベース一周を終えてダグアウトへ戻ってくると、チームメイトたちはいったん彼を無視し、しばらくしてから一斉にもみくちゃにする "サイレント・トリートメント" で彼を祝福した。ワールドシリーズでの1試合3本塁打はベーブ・ルース（1926年・1928年）とレジー・ジャクソン（1977年）の殿堂入り2選手に次いで史上3人目・4度目、同じく1試合5安打はポール・モリター（1982年）に次いで史上2人目、1試合6打点もボビー・リチャードソン（1960年）と松井秀喜（2009年）に次いで史上3人目、1試合14塁打はシリーズ新記録と、この日のプホルスは歴史に名を残す強打を見せた。片やレンジャーズ打線は6回以降は相手投手陣を打ち崩せず、7回裏に1点を返したのみ。その7回裏には、飛球を捕ろうとしたホリデイに向けてレンジャーズのファンがおもちゃのボールを投げつけるという事件も発生している。ホリデイの捕球に影響はなかったものの、投げつけたファンは球場から追い出された。その後、8回裏はオクタビオ・ドーテルが無失点、9回裏はミッチェル・ボッグスが三者凡退で締めて試合が終了し、カージナルスが16－7の大勝で対戦成績を2勝1敗とした。
この日のプホルスについて、監督のトニー・ラルーサは「試合の中盤、うちの誰かがアルバートに『相手連中が二度と忘れられない日にしてやれ』って掛け声をかけてたな。プホルスはその通りのことをやってみせた」と話した。プホルスは当初、カージナルスのリードが8回終了時点で8点あったので、自身は第6打席に立たずに試合から退いて控え選手に出番を与えようと思っていたが、相手の強力打線のことを考えてそれをやめにしたという。その結果がシリーズ史上4度目の1試合3本塁打となったのだが、打った本人は「野球は個人戦じゃなくてチームで行うものだから、チームが勝つためにできることを毎日やろうとしている。引退するときに『すごかったなぁ』と振り返れたらいいけど、今は試合に勝ったことが嬉しい」とチームが勝利したことを強調した。34年前に2人目の達成者となっていたR・ジャクソンは「3人目が彼になったとは喜ばしいね。光栄だよ、彼は球界の顔だから」と述べ、翌朝には自らプホルスに電話をかけて祝福した。

### 第4戦 10月23日

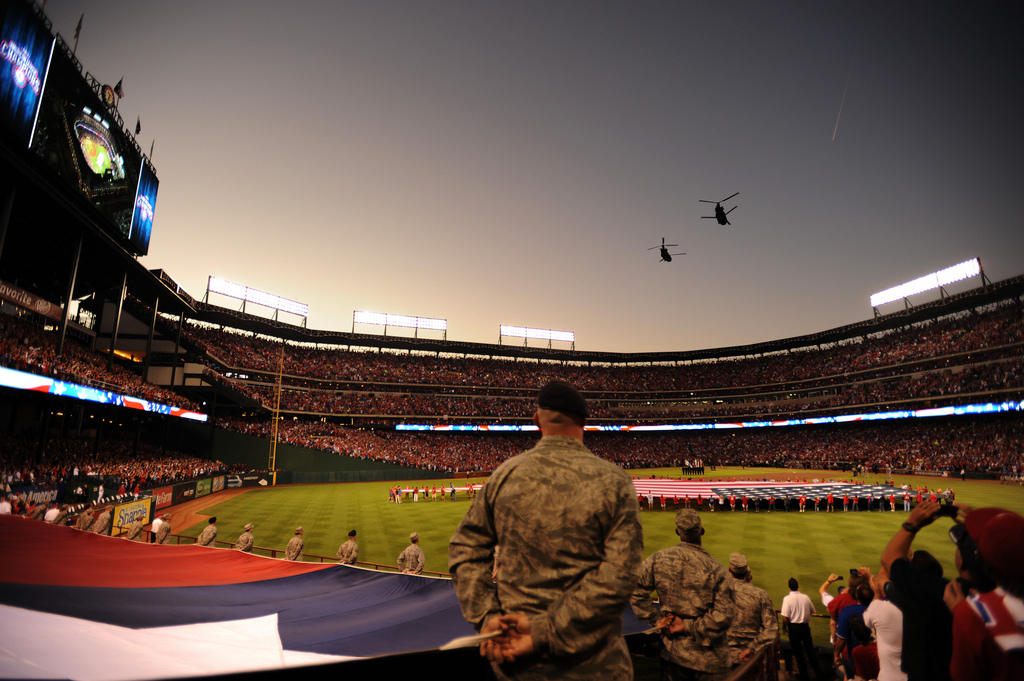
試合前にはテキサス陸軍州兵のCH-47チヌーク2機によるフライオーバーが行われた

- レンジャーズ・ボールパーク・イン・アーリントン（テキサス州アーリントン）

|                            | 1 | 2 | 3 | 4 | 5 | 6 | 7 | 8 | 9 | R | H | E |
| -------------------------- | - | - | - | - | - | - | - | - | - | - | - | - |
| セントルイス・カージナルス | 0 | 0 | 0 | 0 | 0 | 0 | 0 | 0 | 0 | 0 | 2 | 0 |
| テキサス・レンジャーズ     | 1 | 0 | 0 | 0 | 0 | 3 | 0 | 0 | X | 4 | 6 | 0 |

1. 勝利：デレク・ホランド（1勝）
2. 敗戦：エドウィン・ジャクソン（1敗）
3. 本塁打
TEX：マイク・ナポリ2号3ラン
4. 審判
［球審］ロン・カルパ
［塁審］一塁: テッド・バレット、二塁: ゲイリー・シダーストロム、三塁: ジェリー・レイン
［外審］左翼: グレッグ・ギブソン、右翼: アルフォンソ・マルケス
5. 試合開始時刻: 中部夏時間（UTC-5）午後7時7分  試合時間: 3時間7分  観客: 5万1539人  気温: 68°F（20°C）
詳細: MLB.com Gameday / ESPN.com / Baseball-Reference.com / FanGraphs

| セントルイス・カージナルス | セントルイス・カージナルス | セントルイス・カージナルス | セントルイス・カージナルス | セントルイス・カージナルス                                                                                       | テキサス・レンジャーズ | テキサス・レンジャーズ | テキサス・レンジャーズ | テキサス・レンジャーズ | テキサス・レンジャーズ                                                                                               |
| -------------------------- | -------------------------- | -------------------------- | -------------------------- | --- | ---------------------- | ---------------------- | ---------------------- | ---------------------- | --- |
| 打順                       | 守備                       | 選手                       | 打席                       | E・ジャクソンY・モリーナA・プホルスN・プントD・フリースR・ファーカルM・ホリデイJ・ジェイA・クレイグL・バークマン | 打順                   | 守備                   | 選手                   | 打席                   | D・ホランドM・ナポリM・モアランドI・キンズラーA・ベルトレE・アンドラスD・マーフィーJ・ハミルトンN・クルーズM・ヤング |
| 1                          | 遊                         | R・ファーカル              | 両                         | E・ジャクソンY・モリーナA・プホルスN・プントD・フリースR・ファーカルM・ホリデイJ・ジェイA・クレイグL・バークマン | 1                      | 二                     | I・キンズラー          | 右                     | D・ホランドM・ナポリM・モアランドI・キンズラーA・ベルトレE・アンドラスD・マーフィーJ・ハミルトンN・クルーズM・ヤング |
| 2                          | 右                         | A・クレイグ                | 右                         | E・ジャクソンY・モリーナA・プホルスN・プントD・フリースR・ファーカルM・ホリデイJ・ジェイA・クレイグL・バークマン | 2                      | 遊                     | E・アンドラス          | 右                     | D・ホランドM・ナポリM・モアランドI・キンズラーA・ベルトレE・アンドラスD・マーフィーJ・ハミルトンN・クルーズM・ヤング |
| 3                          | 一                         | A・プホルス                | 右                         | E・ジャクソンY・モリーナA・プホルスN・プントD・フリースR・ファーカルM・ホリデイJ・ジェイA・クレイグL・バークマン | 3                      | 中                     | J・ハミルトン          | 左                     | D・ホランドM・ナポリM・モアランドI・キンズラーA・ベルトレE・アンドラスD・マーフィーJ・ハミルトンN・クルーズM・ヤング |
| 4                          | 左                         | M・ホリデイ                | 右                         | E・ジャクソンY・モリーナA・プホルスN・プントD・フリースR・ファーカルM・ホリデイJ・ジェイA・クレイグL・バークマン | 4                      | DH                     | M・ヤング              | 右                     | D・ホランドM・ナポリM・モアランドI・キンズラーA・ベルトレE・アンドラスD・マーフィーJ・ハミルトンN・クルーズM・ヤング |
| 5                          | DH                         | L・バークマン              | 両                         | E・ジャクソンY・モリーナA・プホルスN・プントD・フリースR・ファーカルM・ホリデイJ・ジェイA・クレイグL・バークマン | 5                      | 三                     | A・ベルトレ            | 右                     | D・ホランドM・ナポリM・モアランドI・キンズラーA・ベルトレE・アンドラスD・マーフィーJ・ハミルトンN・クルーズM・ヤング |
| 6                          | 三                         | D・フリース                | 右                         | E・ジャクソンY・モリーナA・プホルスN・プントD・フリースR・ファーカルM・ホリデイJ・ジェイA・クレイグL・バークマン | 6                      | 右                     | N・クルーズ            | 右                     | D・ホランドM・ナポリM・モアランドI・キンズラーA・ベルトレE・アンドラスD・マーフィーJ・ハミルトンN・クルーズM・ヤング |
| 7                          | 捕                         | Y・モリーナ                | 右                         | E・ジャクソンY・モリーナA・プホルスN・プントD・フリースR・ファーカルM・ホリデイJ・ジェイA・クレイグL・バークマン | 7                      | 左                     | D・マーフィー          | 左                     | D・ホランドM・ナポリM・モアランドI・キンズラーA・ベルトレE・アンドラスD・マーフィーJ・ハミルトンN・クルーズM・ヤング |
| 8                          | 中                         | J・ジェイ                  | 左                         | E・ジャクソンY・モリーナA・プホルスN・プントD・フリースR・ファーカルM・ホリデイJ・ジェイA・クレイグL・バークマン | 8                      | 捕                     | M・ナポリ              | 右                     | D・ホランドM・ナポリM・モアランドI・キンズラーA・ベルトレE・アンドラスD・マーフィーJ・ハミルトンN・クルーズM・ヤング |
| 9                          | 二                         | N・プント                  | 右                         | E・ジャクソンY・モリーナA・プホルスN・プントD・フリースR・ファーカルM・ホリデイJ・ジェイA・クレイグL・バークマン | 9                      | 一                     | M・モアランド          | 左                     | D・ホランドM・ナポリM・モアランドI・キンズラーA・ベルトレE・アンドラスD・マーフィーJ・ハミルトンN・クルーズM・ヤング |
| 先発投手                   | 先発投手                   | 先発投手                   | 投球                       | E・ジャクソンY・モリーナA・プホルスN・プントD・フリースR・ファーカルM・ホリデイJ・ジェイA・クレイグL・バークマン | 先発投手               | 先発投手               | 先発投手               | 投球                   | D・ホランドM・ナポリM・モアランドI・キンズラーA・ベルトレE・アンドラスD・マーフィーJ・ハミルトンN・クルーズM・ヤング |
| E・ジャクソン              | E・ジャクソン              | E・ジャクソン              | 右                         | E・ジャクソンY・モリーナA・プホルスN・プントD・フリースR・ファーカルM・ホリデイJ・ジェイA・クレイグL・バークマン | D・ホランド            | D・ホランド            | D・ホランド            | 左                     | D・ホランドM・ナポリM・モアランドI・キンズラーA・ベルトレE・アンドラスD・マーフィーJ・ハミルトンN・クルーズM・ヤング |

レンジャーズ・ボールパーク・イン・アーリントンの隣には公園や駐車場を挟んで、アメリカンフットボールのNFLでダラス・カウボーイズが本拠地にしているカウボーイズ・スタジアムが建つ。一帯ではこの日、レンジャーズ・ボールパークで午後7時過ぎからシリーズ第4戦が始まるのに先立ち、午後3時過ぎからはカウボーイズ・スタジアムでカウボーイズとセントルイス・ラムズの試合があった。つまり、テキサス州アーリントンのチームとミズーリ州セントルイスのチームの対戦が2競技にまたがり連続して開催されることになる。NFLの日程は4月19日に発表されており、シリーズと重なったのは偶然だった。これを記念してカウボーイズ・スタジアムでのNFLの試合前には、レンジャーズのジョシュ・ハミルトンとカージナルスのランス・バークマンが野球ユニフォーム姿でフィールドに現れ、それぞれカウボーイズとラムズの名誉主将として先攻チームを決めるためのコイントスを見守るという演出がなされた。試合は野球が始まる1時間ほど前に終わり、カウボーイズがラムズを34－7で下した。これに続いて行われるシリーズ第4戦の先発投手は、レンジャーズはデレク・ホランド、カージナルスはエドウィン・ジャクソン。このポストシーズンでの成績は、ホランドが4試合13.2イニングで1勝0敗1ホールド・防御率5.27、E・ジャクソンが3試合12.1イニングで1勝0敗・防御率5.84である。
試合前の一塁側ダグアウトでは、レンジャーズ監督のロン・ワシントンがホランドと向き合い、両手をホランドの両肩に置きながら話しかけ、最後に頬を軽く平手打ちして気合を入れた。このときの話の内容について、ワシントンは「『お前ならゲームを作れる』みたいな普通の言葉」というが、配球面でも相手の内角を突くよう指示していた。ホランドには前年のシリーズ第2戦で救援登板した際、ストライクが13球中わずか1球しか入らずに3者連続で四球を与え、ひとつのアウトもとれずに降板した苦い経験がある。このことについて「今じゃ自分でも笑い話にするけど、雪辱はしたいと思ってた」という。それから1年が経った今回、ホランドは先発投手としてシリーズに戻ってくると、前日に大量16点を挙げたカージナルス打線を相手に好投を見せる。まず初回、先頭打者ラファエル・ファーカルに抜けていれば長打という三塁線への鋭い当たりを許すも、三塁手エイドリアン・ベルトレが打球をライナーで捕ってアウトに。続く2打者はいずれも前日の試合で本塁打を放っているが、2番アレン・クレイグは空振り三振に、そして3番アルバート・プホルスは遊ゴロに抑えた。シリーズ史上初の4打席連続本塁打がかかっていたプホルスに対して、ホランドは86mph（約138.4km/h）のチェンジアップで打球を上げさせず、新記録と先制点を阻止した。マイク・ナポリはポジションを前日の一塁手から捕手に戻し、この回はホランドの球を受けていて彼の好調ぶりを感じ取ったという。その裏、レンジャーズは一死から2番エルビス・アンドラスが左前打で出塁し、3番ハミルトンが右翼線への二塁打でアンドラスを還して、シリーズ4戦目で初めて先制点を挙げた。ハミルトンの長打はリーグ優勝決定戦第5戦以来5試合ぶりだった。
前日までの3試合でレンジャーズが守備に就いた計27イニングのうち、レンジャーズがリードした状態で始まったのは第2戦9回裏のわずか1イニングしかなく、他の26イニングは全て同点またはビハインドでのものだった。11イニングぶりにリードして迎えた2回表、ホランドは一死から5番バークマンに右中間を破る二塁打を浴び、同点の走者を得点圏に背負う。しかしここは6番デビッド・フリースを内角への94mph（約151.3km/h）のシンカーで見逃し三振に、7番ヤディアー・モリーナを同じく94mphのシンカーで二ゴロに打ち取ってリードを守った。ここを切り抜けたあと、3回と4回は三者凡退で片付ける。5回は先頭打者バークマンの中前打を次打者フリースの二ゴロ併殺で帳消しにし、Y・モリーナも中飛と、この回も打者3人で終え相手に好機すら与えない。この日のホランドは直近数度の登板時より変化球の割合を増やし、内角を突く投球で相手打線を翻弄した。そのカージナルス打線は前日の大勝を引きずってか大振りが目立ち、外角球を逆らわずに反対方向へ流し打つような打撃が影を潜めた。だがその結果、この試合でホランドが外野へ飛ばされた打球は、バークマンの2安打を除いてはこのY・モリーナの中飛が唯一となった。ホランドとは対照的に、カージナルス先発のE・ジャクソンは5イニングを投げるのに94球を費やし、5つの四球を出すなど制球に苦しむ。投手コーチのデーブ・ダンカンはこの制球難について、球審のロン・カルパが際どいコースの球をホランドの投球時より厳しく判定していた、と指摘する。それでも、2回裏には一塁走者イアン・キンズラーが飛び出したのを捕手Y・モリーナが投球後の牽制でアウトにするなど、E・ジャクソンは味方守備にも助けられながら後続を断って1失点のまま踏ん張った。

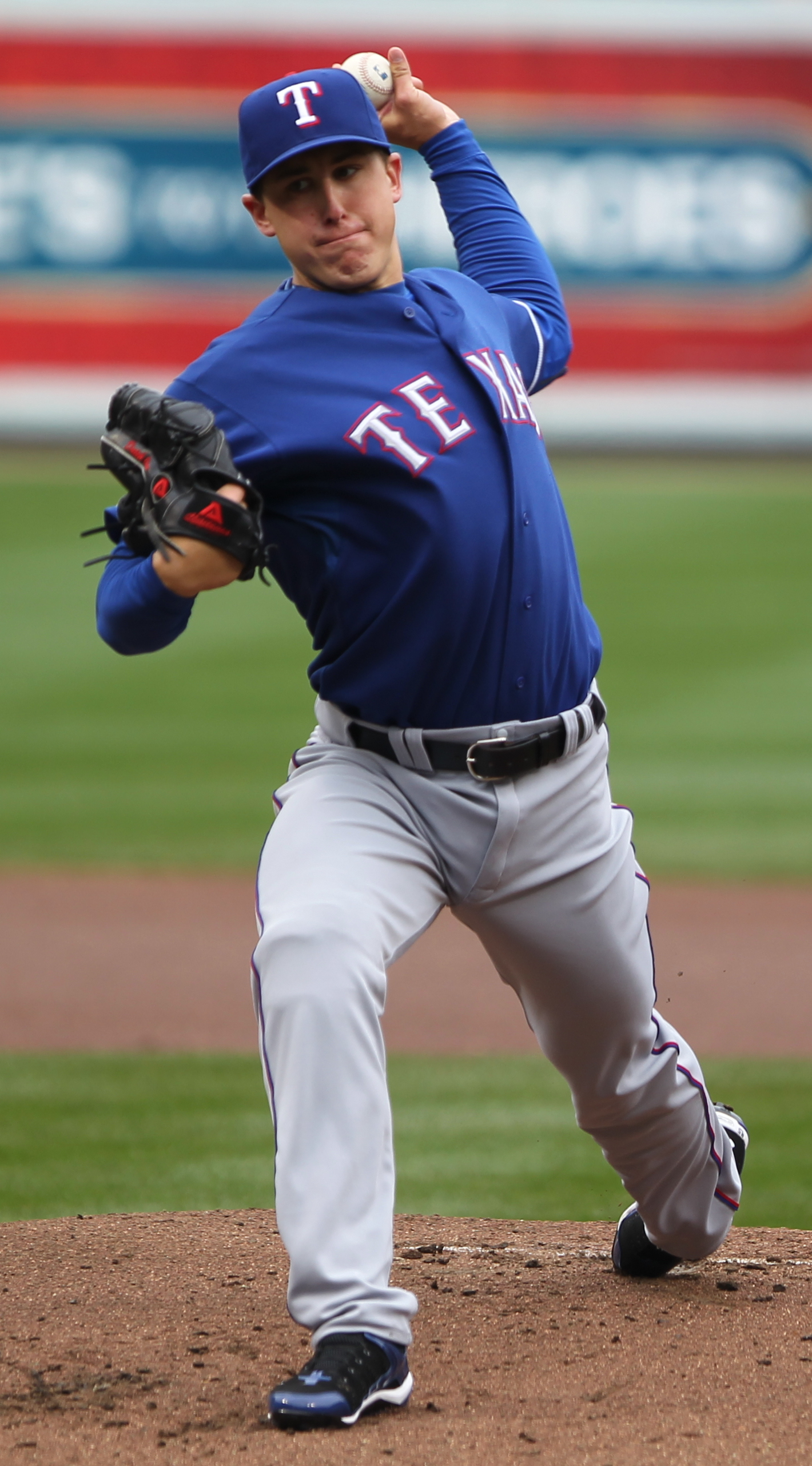
1971年のネルソン・ブライルズ以来40年ぶりとなる被安打2以下での完封勝利こそ逃したとはいえ、デレク・ホランドは前日16得点の相手打線を沈黙させた（写真は2011年4月10日撮影）

6回表、ホランドは一死から9番ニック・プントに外角へのシンカーを見極められ、初の与四球で歩かせる。ただこの日は四球をきっかけに崩れることもなく、1番ファーカルを一邪飛に、2番クレイグを空振り三振に仕留めた。その裏、E・ジャクソンもまた先頭打者をアウトにしたあと、6番ネルソン・クルーズに四球を与えて一死一塁とする。そしてホランドとは逆に、7番デビッド・マーフィーにもフルカウントまで粘られた末に四球を選ばれ、走者を溜めた。1試合7与四球というのは、1997年のリバン・ヘルナンデス以来である。8番ナポリを打席に迎えたところで、カージナルスは球数が109球に達したE・ジャクソンを降板させ、2番手としてミッチェル・ボッグスをマウンドへ送った。チームの筋書きは、彼のパワーシンカーで打球を詰まらせて併殺をとるというものだった。ボッグス自身も「俺のシンカーなら誰が相手でもゴロを打たせられる」と自信を持っていた。一方のナポリは相手の併殺狙いを読みつつ、初球はカウントを先行させるために速球で来るかも、と考えていた。その初球、ボッグスが投じた95mph（約152.9km/h）の球は沈まず、内角高めへの速球となる。今季のナポリはこのコースへの速球を打率.400と得意としており、この球も逃さずにフルスウィングで引っ張った。打球は左翼手マット・ホリデイの頭上を大きく越えてスタンドに届く3点本塁打となり、レンジャーズが4－0とリードを一気に広げた。球場は「ナ・ポ・リ！ ナ・ポ・リ！」の大歓声に包まれ、ナポリはダグアウトからカーテンコールに応えた。このあとボッグスはシンカーで9番ミッチ・モアランドに投ゴロを打たせ、1番キンズラーは空振り三振させており、制球を乱したナポリへの1球が散々な結果を招いた。
ホランドは打線の援護を受けた直後の7回、そして8回とカージナルス打線を完璧に封じる。7回表の先頭打者プホルスは投ゴロで、この日は3打席ともホランドの投球を外野へ飛ばすことすらできずじまい。ホランドはプホルスとの対戦について「間違いなく球界最高の選手のひとりだし、自分なりのA評価の投球を見てもらいたかった」と話した。次打者バークマンはここまで2安打を放っているが、第3打席は内角高めへのスライダーに手が出ず見逃し三振だった。この日ホランドが奪った計7三振は、見逃しでも空振りでも最後の球は全て内角に決まっていた。8回裏終了後、ファンは2番手投手がブルペンから9回表のマウンドへ向かうのかどうか注目し、ダグアウトからホランドが出てきて続投するのがわかると拍手で出迎えた。ホランドは先頭の9番プントを凡退させ、完封勝利まであとアウトふたつに迫る。だが1番ファーカルにはストライクゾーン付近の球をファウルにされ、1ボール2ストライクと追い込みながら結局四球を出した。ここでワシントンがマウンドへ向かい、抑え投手ネフタリ・フェリスへ交代すると告げた。ホランドは「次で併殺だ、いける」と最後まで投げさせてくれるよう志願したが、ワシントンの「だったらここで跪いてみせろ」という返事に笑ってしまい、降板を受け入れた。ファンはダグアウトから出てきたワシントンへブーイングを浴びせ、ダグアウトへ引き揚げるホランドを一転してスタンディングオベーションで称えた。後を託されたフェリスは、2番クレイグを四球で歩かせて一死一・二塁としたものの、3番プホルスと4番ホリデイを打ち取って試合を締め、レンジャーズが4－0の勝利でシリーズ2勝目を挙げた。
この日のホランドの好投には試合後、敵味方を問わず賞賛の声が寄せられた。二塁手として後ろから投球を見ていたキンズラーは「たぶん球団史上最高の投球だったんじゃないか」と話し、ノーラン・ライアンがレンジャーズ在籍時に達成した2度のノーヒットノーランについて指摘されると「ああ、でもそれはワールドシリーズじゃないだろ？」と答えた。カージナルス打線でただひとり安打を記録したバークマンは「左で95mph投げられる先発がどれだけいる？ ほんの数人しかいないうえに化物揃いだ。そんな投手にストライクゾーンのあたりでボールを動かされたら打つのはかなり難しい」と脱帽していた。当のホランドは「この球場でこんなに大きな歓声は聞いたことがなかった。腕の毛が逆立ってぞくぞくしたよ、そんなに生えてないけど」と述べている。

### 第5戦 10月24日
- レンジャーズ・ボールパーク・イン・アーリントン（テキサス州アーリントン）

|                            | 1 | 2 | 3 | 4 | 5 | 6 | 7 | 8 | 9 | R | H | E |
| -------------------------- | - | - | - | - | - | - | - | - | - | - | - | - |
| セントルイス・カージナルス | 0 | 2 | 0 | 0 | 0 | 0 | 0 | 0 | 0 | 2 | 7 | 1 |
| テキサス・レンジャーズ     | 0 | 0 | 1 | 0 | 0 | 1 | 0 | 2 | X | 4 | 9 | 2 |

1. 勝利：ダレン・オリバー（1勝）
2. セーブ：ネフタリ・フェリス（2S）
3. 敗戦：オクタビオ・ドーテル（1敗）
4. 本塁打
TEX：ミッチ・モアランド1号ソロ、エイドリアン・ベルトレ1号ソロ
5. 審判
［球審］テッド・バレット
［塁審］一塁: ゲイリー・シダーストロム、二塁: ジェリー・レイン、三塁: グレッグ・ギブソン
［外審］左翼: アルフォンソ・マルケス、右翼: ロン・カルパ
6. 試合開始時刻: 中部夏時間（UTC-5）午後7時9分  試合時間: 3時間31分  観客: 5万1459人  気温: 72°F（22.2°C）
詳細: MLB.com Gameday / ESPN.com / Baseball-Reference.com / FanGraphs

| セントルイス・カージナルス | セントルイス・カージナルス | セントルイス・カージナルス | セントルイス・カージナルス | セントルイス・カージナルス                                                                                                 | テキサス・レンジャーズ | テキサス・レンジャーズ | テキサス・レンジャーズ | テキサス・レンジャーズ | テキサス・レンジャーズ                                                                                                 |
| -------------------------- | -------------------------- | -------------------------- | -------------------------- | --- | ---------------------- | ---------------------- | ---------------------- | ---------------------- | --- |
| 打順                       | 守備                       | 選手                       | 打席                       | C・カーペンターY・モリーナA・プホルスN・プントD・フリースR・ファーカルM・ホリデイS・シューマッカーA・クレイグL・バークマン | 打順                   | 守備                   | 選手                   | 打席                   | C・ウィルソンM・ナポリM・モアランドI・キンズラーA・ベルトレE・アンドラスD・マーフィーJ・ハミルトンN・クルーズM・ヤング |
| 1                          | 遊                         | R・ファーカル              | 両                         | C・カーペンターY・モリーナA・プホルスN・プントD・フリースR・ファーカルM・ホリデイS・シューマッカーA・クレイグL・バークマン | 1                      | 二                     | I・キンズラー          | 右                     | C・ウィルソンM・ナポリM・モアランドI・キンズラーA・ベルトレE・アンドラスD・マーフィーJ・ハミルトンN・クルーズM・ヤング |
| 2                          | 右                         | A・クレイグ                | 右                         | C・カーペンターY・モリーナA・プホルスN・プントD・フリースR・ファーカルM・ホリデイS・シューマッカーA・クレイグL・バークマン | 2                      | 遊                     | E・アンドラス          | 右                     | C・ウィルソンM・ナポリM・モアランドI・キンズラーA・ベルトレE・アンドラスD・マーフィーJ・ハミルトンN・クルーズM・ヤング |
| 3                          | 一                         | A・プホルス                | 右                         | C・カーペンターY・モリーナA・プホルスN・プントD・フリースR・ファーカルM・ホリデイS・シューマッカーA・クレイグL・バークマン | 3                      | 中                     | J・ハミルトン          | 左                     | C・ウィルソンM・ナポリM・モアランドI・キンズラーA・ベルトレE・アンドラスD・マーフィーJ・ハミルトンN・クルーズM・ヤング |
| 4                          | 左                         | M・ホリデイ                | 右                         | C・カーペンターY・モリーナA・プホルスN・プントD・フリースR・ファーカルM・ホリデイS・シューマッカーA・クレイグL・バークマン | 4                      | DH                     | M・ヤング              | 右                     | C・ウィルソンM・ナポリM・モアランドI・キンズラーA・ベルトレE・アンドラスD・マーフィーJ・ハミルトンN・クルーズM・ヤング |
| 5                          | DH                         | L・バークマン              | 両                         | C・カーペンターY・モリーナA・プホルスN・プントD・フリースR・ファーカルM・ホリデイS・シューマッカーA・クレイグL・バークマン | 5                      | 三                     | A・ベルトレ            | 右                     | C・ウィルソンM・ナポリM・モアランドI・キンズラーA・ベルトレE・アンドラスD・マーフィーJ・ハミルトンN・クルーズM・ヤング |
| 6                          | 三                         | D・フリース                | 右                         | C・カーペンターY・モリーナA・プホルスN・プントD・フリースR・ファーカルM・ホリデイS・シューマッカーA・クレイグL・バークマン | 6                      | 右                     | N・クルーズ            | 右                     | C・ウィルソンM・ナポリM・モアランドI・キンズラーA・ベルトレE・アンドラスD・マーフィーJ・ハミルトンN・クルーズM・ヤング |
| 7                          | 捕                         | Y・モリーナ                | 右                         | C・カーペンターY・モリーナA・プホルスN・プントD・フリースR・ファーカルM・ホリデイS・シューマッカーA・クレイグL・バークマン | 7                      | 左                     | D・マーフィー          | 左                     | C・ウィルソンM・ナポリM・モアランドI・キンズラーA・ベルトレE・アンドラスD・マーフィーJ・ハミルトンN・クルーズM・ヤング |
| 8                          | 中                         | S・シューマッカー          | 左                         | C・カーペンターY・モリーナA・プホルスN・プントD・フリースR・ファーカルM・ホリデイS・シューマッカーA・クレイグL・バークマン | 8                      | 捕                     | M・ナポリ              | 右                     | C・ウィルソンM・ナポリM・モアランドI・キンズラーA・ベルトレE・アンドラスD・マーフィーJ・ハミルトンN・クルーズM・ヤング |
| 9                          | 二                         | N・プント                  | 右                         | C・カーペンターY・モリーナA・プホルスN・プントD・フリースR・ファーカルM・ホリデイS・シューマッカーA・クレイグL・バークマン | 9                      | 一                     | M・モアランド          | 左                     | C・ウィルソンM・ナポリM・モアランドI・キンズラーA・ベルトレE・アンドラスD・マーフィーJ・ハミルトンN・クルーズM・ヤング |
| 先発投手                   | 先発投手                   | 先発投手                   | 投球                       | C・カーペンターY・モリーナA・プホルスN・プントD・フリースR・ファーカルM・ホリデイS・シューマッカーA・クレイグL・バークマン | 先発投手               | 先発投手               | 先発投手               | 投球                   | C・ウィルソンM・ナポリM・モアランドI・キンズラーA・ベルトレE・アンドラスD・マーフィーJ・ハミルトンN・クルーズM・ヤング |
| C・カーペンター            | C・カーペンター            | C・カーペンター            | 右                         | C・カーペンターY・モリーナA・プホルスN・プントD・フリースR・ファーカルM・ホリデイS・シューマッカーA・クレイグL・バークマン | C・ウィルソン          | C・ウィルソン          | C・ウィルソン          | 左                     | C・ウィルソンM・ナポリM・モアランドI・キンズラーA・ベルトレE・アンドラスD・マーフィーJ・ハミルトンN・クルーズM・ヤング |

シリーズはここまでの4試合をカージナルスとレンジャーズが交互に勝つという展開を経て、レンジャーズ・ボールパーク・イン・アーリントンでは今シリーズ、そして2011年シーズン最後の試合となる第5戦に入った。4人で回す先発ローテーションも一巡し、この日の先発投手はレンジャーズがC.J.ウィルソン、カージナルスがクリス・カーペンターと、初戦と同じ顔合わせになった。C・ウィルソンは今シリーズ終了後にFAとなるため、この試合がレンジャーズの一員として本拠地球場で投げる最後の試合になる可能性があるが、前日に「それは考えたこともなかったな」と話していた。レギュラーシーズンで3.0だった与四球率がポストシーズンでは5.9に跳ね上がり、シリーズ第1戦でも5.2イニングで6四球（2敬遠を含む）を与えていることについて、監督のロン・ワシントンは「次はいつものC.J.が観られると思っている」と期待を寄せた。その第1戦で勝利投手になったカーペンターは、攻撃時に代打を出されたためわずか87球で降板しており、数日後に行った投球練習では肩にも肘にも痛みが全くなくいい調子だったという。

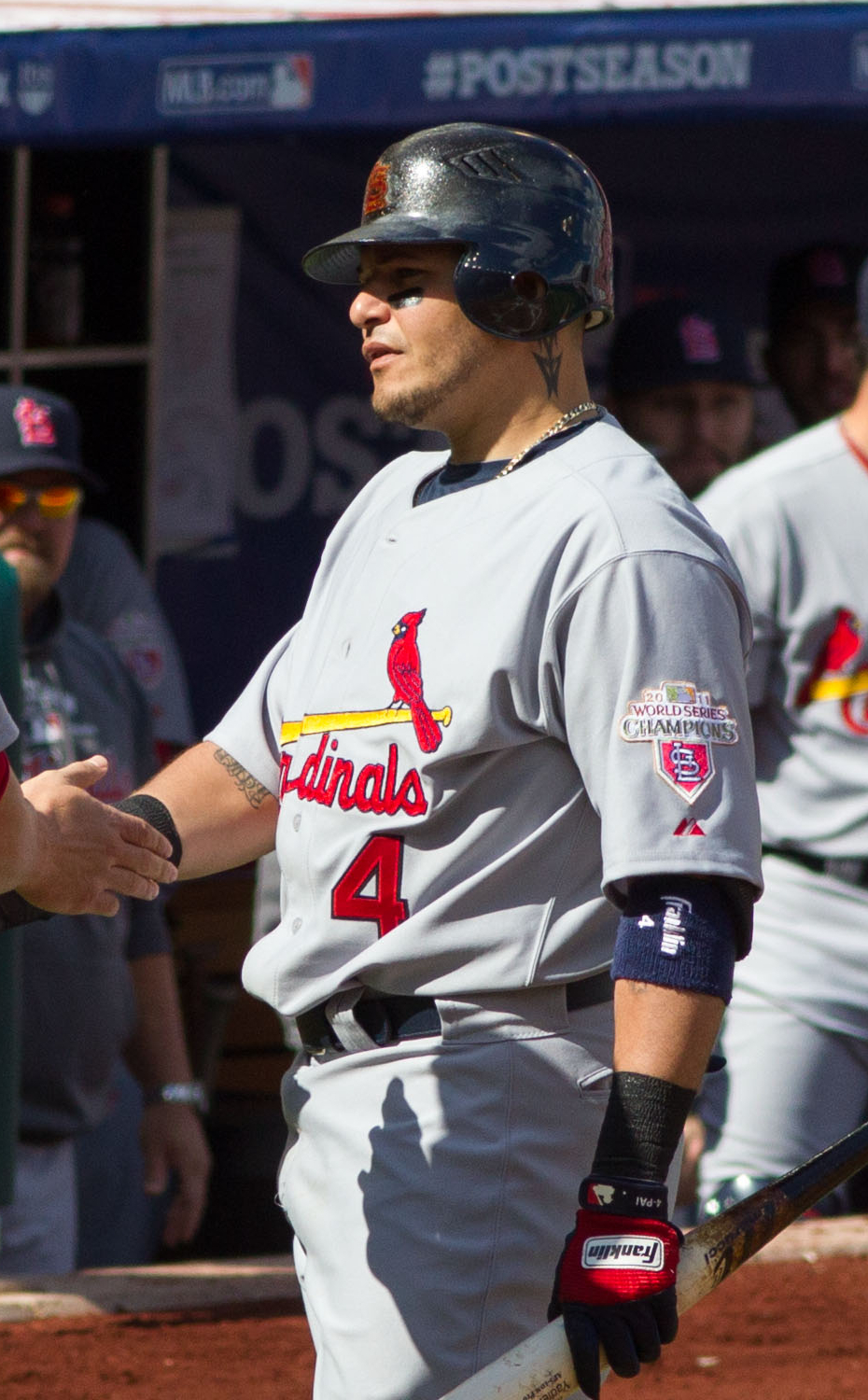
カージナルスはヤディアー・モリーナの適時打で先制するが、結果的にはこれがチームで唯一の得点圏での安打となる（写真は2012年10月10日撮影）

初回表、C・ウィルソンはカージナルス打線を8球で三者凡退に片付ける。ただ、3番アルバート・プホルスに対しては3ボール0ストライクとしており、この日も制球難が解消されていないことを窺わせた。その裏レンジャーズも得点を挙げることができず、試合が動き始めたのは2回表のカージナルスの攻撃から。C・ウィルソンは、先頭の4番マット・ホリデイを四球で歩かせたあと暴投で二塁へ進まれ、続くランス・バークマンにも0ボール2ストライクからの四球で無死一・二塁とされる。一死後、7番ヤディアー・モリーナが三遊間を破る安打を放ち、二塁走者ホリデイが生還してカージナルスがまず先制の1点を挙げた。左翼手デビッド・マーフィーがこの打球を処理する際に、グラブへ収められずに落とす失策を犯し、その隙に一塁走者バークマンは二塁を回って三塁まで進んだ。そして8番スキップ・シューマッカーのゴロを一塁手ミッチ・モアランドがいったん捕球し損ね、併殺とはならず打者走者だけがアウトになる間にバークマンもホームを踏んで、もう1点が加わる。相手のミスを逃さなかったカージナルスはこの回、2点を先行することに成功した。しかしなおも二死二塁の場面では、9番ニック・プントの打球をマーフィーがダイビングキャッチで左飛とした。マーフィーはこのイニングについて「自分がミスした分を自分で取り返せたのは良かったが、嬉しくはなかった。うちのチームには完璧主義的なところがあるから、そもそもミスをしたくない」と話した。C・ウィルソンはこの回を終えると、そのあとは走者を出しながらも要所を締める投球でこれ以上の失点を許さない。3回表の一死三塁という場面では、3番プホルスを敬遠して4番ホリデイとの勝負を選択し、三ゴロ併殺に打ち取った。
レンジャーズは3回裏、9番モアランドがソロ本塁打を放ち1点差に詰め寄る。モアランドは今ポストシーズンで打率.087と不振に陥っていたが、打撃コーチのスコット・クールボーにスウィングの改善を認められ、前日の第4戦から先発出場していた。カージナルスは5回表、無死一・二塁の好機を迎え、1番ラファエル・ファーカルの犠牲バントで一死二・三塁とする。だが2番アレン・クレイグは空振り三振に倒れた。クレイグは「最善は尽くしたが、走者を還せなかったのは自分の責任」と述べた。二死となり一塁が空いているため、レンジャーズはプホルスを再び敬遠し満塁策を採る。ファンが「レッツゴーC.J.」のチャントを送るなか、C・ウィルソンは4番ホリデイを遊ゴロに打ち取って3点目を阻止した。カージナルスは6回表も一死一塁の場面を作り、C・ウィルソンを降板に追い込んだ。この日のC・ウィルソンは5与四球（2敬遠を含む）で、1シリーズ計11与四球というのは1951年のアリー・レイノルズ以来の多さだった。しかしカージナルスは、2番手で登板したスコット・フェルドマンの前に走者を得点圏まで進めながら、得点を挙げることはできなかった。カーペンターは「自分の調子が良かっただけに、あと2点もらえてりゃ試合は決まりだったんだが」という。そしてその裏、レンジャーズが5番エイドリアン・ベルトレのソロ本塁打で同点に追いつく。カーペンターが内角低めへ投じた75mph（約120.7km/h）のカーブに、右膝を地面につきつつバットを合わせての一打だった。捕手のY・モリーナは「あれは失投じゃなくて、打った彼が一枚上手だったってこと」と感服し、ベルトレは「（膝つきスウィングは）悪い癖でね、出ないに越したことはないんだよ」と明かした。
7回表、レンジャーズのマウンドには3番手のアレクシー・オガンドが上がる。カージナルスは一死から2番クレイグが四球を選び、勝ち越しの走者を出塁させた。ここで3番プホルスは打席に入ると、自らの判断でクレイグにヒットエンドランの合図を出した。2球目、クレイグがスタートを切る。ところがオガンドは98mph（約157.7km/h）のフォーシームを大きく外して投げ、プホルスはバットを振れずに見送り。クレイグは捕手マイク・ナポリの送球で二塁タッチアウトになった。カージナルスのダグアウトでは、監督のトニー・ラルーサがこのプレイについて、戻ってきたクレイグを問い質す場面がみられた。その頃フィールドでは走者がいなくなったため、レンジャーズはプホルスとの勝負をみたび避けて敬遠した。これにより彼は、1試合で3本塁打を叩き込んだシリーズ史上3人目の打者となった2日後、今度は1試合に3度敬遠で歩かされたシリーズ史上3人目の打者となった。後続は4番ホリデイの中前打などで二死満塁と攻めたてたが、6番デビッド・フリースが1球で中飛に打ち取られ、3イニング続けて得点圏の好機を潰えさせた。カージナルス打線は7回終了時点で、得点圏に走者を置いた場面では10打数1安打と好機を逸し続けている。その裏レンジャーズも得点がなく、同点のままカーペンターの球数が100を超えた。カーペンターは、カーブを第1戦では87球中7球しか投じていなかったが、この日は101球中25球と割合を増やし、7イニングをソロ本塁打2本に抑えた。8回裏、カーペンターに代わり2番手オクタビオ・ドーテルがイニングの先頭から登板したが、一死一・二塁という状況を招く。打席には左打者の7番マーフィーを迎え、カージナルスは左腕マーク・ゼプチンスキーをマウンドへ送った。

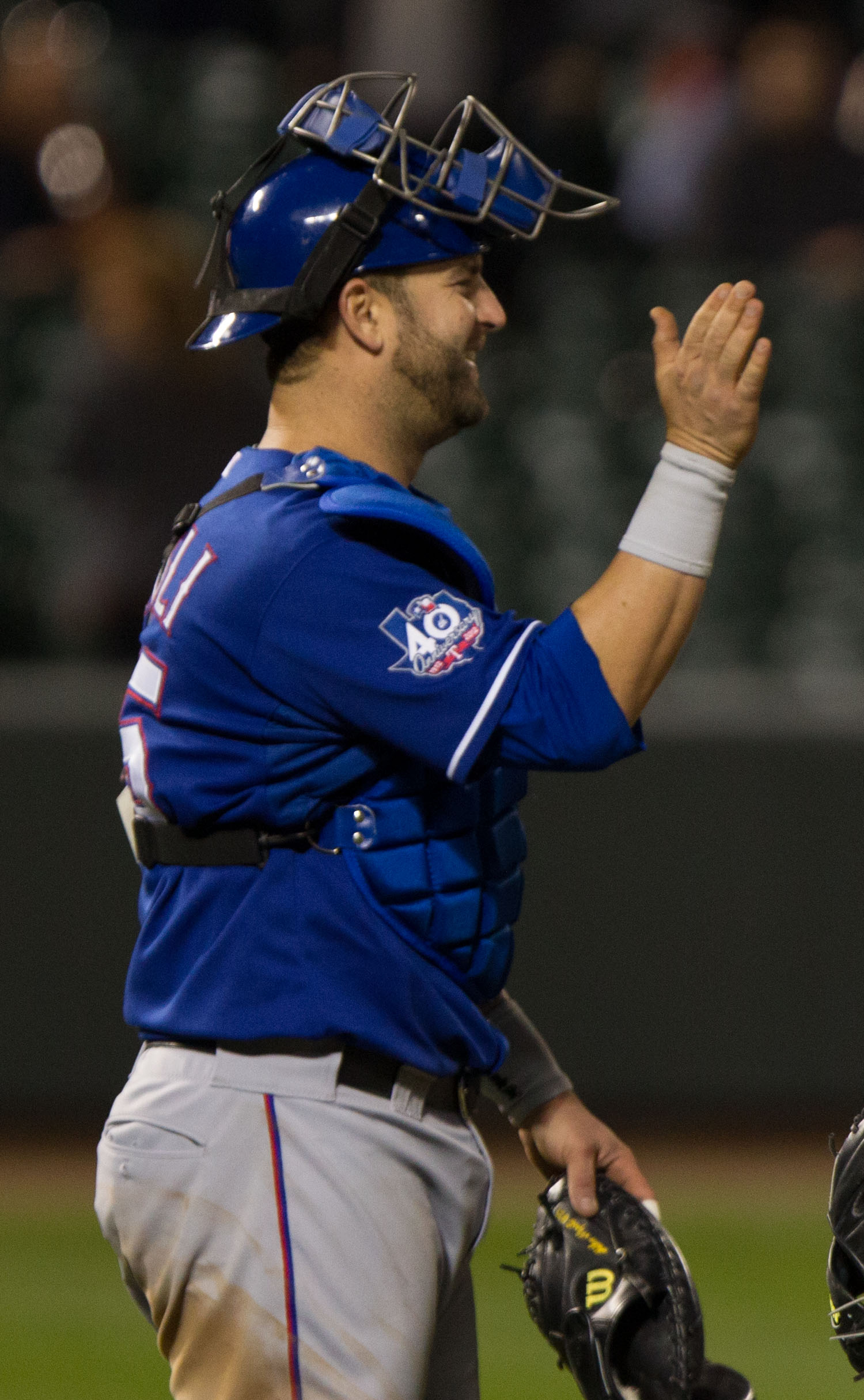
マイク・ナポリは今シリーズ5試合を終え打率.308・2本塁打・9打点・OPS 1.235と、持ち前の強打を発揮している（写真は2012年5月10日撮影）

マーフィーは初球を打ち返し、打球がゼプチンスキーの足元を強襲した。もしこの打球を捕れていれば投ゴロ併殺になったと思われるが、実際には彼の左手と左膝をかすめたことで打球方向が変わり、内野安打となって塁が全て埋まった。次打者ナポリは右打者で、今シリーズで既に7打点を挙げている。しかしカージナルスに右投手への交代の動きはみられない。この場面に場内では「ナ・ポ・リ！ ナ・ポ・リ！」とチャントが発生し盛り上がるが、当のナポリは「外野まで運べれば犠牲フライで勝ち越し」とコンパクトな打撃を心がけた。ナポリは3球目、甘く入った86mph（約138.4km/h）のスライダーを弾き返す。打球は右中間を破ってウォーニングゾーンに落ち、レンジャーズが2走者を還して4－2と試合をひっくり返した。カージナルスは、ゼプチンスキーが次打者を三振させたところで降板させた。ただ、そのあとの継投が不可解なものとなる。あとを継いだのは、抑え投手ジェイソン・モットではなくランス・リンだった。リンは第3戦で2.1イニング47球を投げていたため、投手コーチのデーブ・ダンカンは第4戦だけでなく第5戦でも起用しない意向を示していた。そのリンがモットを差し置いて登板し、しかも1番キンズラーを敬遠しただけで降板した。続いてようやくモットが出てきて、2番アンドラスを3球三振としてイニングを終わらせたが、既に勝ち越されたあとでは遅きに失した。カージナルスは9回表の攻撃でも、7回表と同じくクレイグを一塁に置いて打席にプホルスという場面を作りながら、ベンチの指示でヒットエンドランを仕掛けて三振併殺と失敗に終わる。最後はネフタリ・フェリスが5番バークマンを空振り三振に仕留めて試合終了となり、12残塁と拙攻続きのカージナルスをレンジャーズが下して、シリーズ初優勝まであと1勝に迫った。
なぜ同点の8回裏一死満塁で好調の右打者ナポリの打順なのに、カージナルスは左のゼプチンスキーをそのまま投げさせたのか。なぜリンはひとりの打者を敬遠するためだけに登板したのか。ラルーサが説明したのは、ブルペンとの電話連絡に生じた齟齬だった。まずドーテルが無死二塁とされたところで、ラルーサはブルペンに電話をかけ「ゼプチンスキーに準備させろ。……あとモットもだ」と命じたが、間が開きすぎたのでコーチのデレク・リリクイストがモットの部分を聞き逃したらしい。ナポリの打順にモットが間に合わないと気付いたラルーサは、やむなくゼプチンスキーを続投させた。選手の誰かに怪我したふりをさせるなどの時間稼ぎはラルーサの頭になかった。レンジャーズ側は事情を知らずに継投を想定していたため「どうなってるんだ？」と奇妙に思っていた、とベルトレは述べている。次に継投策が狂ったのは、ラルーサが再び電話してモットを準備させるよう言ったときで、ここでリリクイストがモットとリンを聞き違えたため、ゼプチンスキーとモットの間にリンを挟まざるを得なくなった。投手交代のためマウンドでモットを待っていたラルーサは、予想外のリンの姿を見て「君はこんなところで何をしている？」と訊ねたという。手痛いミスを犯したカージナルスは、もう1敗もできないところまで追い詰められて本拠地ブッシュ・スタジアムへ帰ることになった。

### 第6戦 10月27日
- ブッシュ・スタジアム（ミズーリ州セントルイス）

|                            | 1 | 2 | 3 | 4 | 5 | 6 | 7 | 8 | 9 | 10 | 11 | R  | H  | E |
| -------------------------- | - | - | - | - | - | - | - | - | - | -- | -- | -- | -- | - |
| テキサス・レンジャーズ     | 1 | 1 | 0 | 1 | 1 | 0 | 3 | 0 | 0 | 2  | 0  | 9  | 15 | 2 |
| セントルイス・カージナルス | 2 | 0 | 0 | 1 | 0 | 1 | 0 | 1 | 2 | 2  | 1x | 10 | 12 | 3 |

1. 勝利：ジェイク・ウェストブルック（1勝）
2. 敗戦：マーク・ロウ（1敗）
3. 本塁打
TEX：エイドリアン・ベルトレ2号ソロ、ネルソン・クルーズ2号ソロ、ジョシュ・ハミルトン1号2ラン
STL：ランス・バークマン1号2ラン、アレン・クレイグ2号ソロ、デビッド・フリース1号ソロ
4. 審判
［球審］ゲイリー・シダーストロム
［塁審］一塁: ジェリー・レイン、二塁: グレッグ・ギブソン、三塁: アルフォンソ・マルケス
［外審］左翼: ロン・カルパ、右翼: テッド・バレット
5. 試合開始時刻: 中部夏時間（UTC-5）午後7時6分  試合時間: 4時間33分  観客: 4万7325人  気温: 53°F（11.7°C）
詳細: MLB.com Gameday / ESPN.com / Baseball-Reference.com / FanGraphs

| テキサス・レンジャーズ | テキサス・レンジャーズ | テキサス・レンジャーズ | テキサス・レンジャーズ | テキサス・レンジャーズ                                                                                          | セントルイス・カージナルス | セントルイス・カージナルス | セントルイス・カージナルス | セントルイス・カージナルス | セントルイス・カージナルス                                                                                          |
| ---------------------- | ---------------------- | ---------------------- | ---------------------- | --- | -------------------------- | -------------------------- | -------------------------- | -------------------------- | --- |
| 打順                   | 守備                   | 選手                   | 打席                   | C・ルイスM・ナポリM・ヤングI・キンズラーA・ベルトレE・アンドラスJ・ハミルトンC・ジェントリーN・クルーズ（なし） | 打順                       | 守備                       | 選手                       | 打席                       | J・ガルシアY・モリーナA・プホルスN・プントD・フリースR・ファーカルM・ホリデイS・シューマッカーL・バークマン（なし） |
| 1                      | 二                     | I・キンズラー          | 右                     | C・ルイスM・ナポリM・ヤングI・キンズラーA・ベルトレE・アンドラスJ・ハミルトンC・ジェントリーN・クルーズ（なし） | 1                          | 遊                         | R・ファーカル              | 両                         | J・ガルシアY・モリーナA・プホルスN・プントD・フリースR・ファーカルM・ホリデイS・シューマッカーL・バークマン（なし） |
| 2                      | 遊                     | E・アンドラス          | 右                     | C・ルイスM・ナポリM・ヤングI・キンズラーA・ベルトレE・アンドラスJ・ハミルトンC・ジェントリーN・クルーズ（なし） | 2                          | 中                         | S・シューマッカー          | 左                         | J・ガルシアY・モリーナA・プホルスN・プントD・フリースR・ファーカルM・ホリデイS・シューマッカーL・バークマン（なし） |
| 3                      | 左                     | J・ハミルトン          | 左                     | C・ルイスM・ナポリM・ヤングI・キンズラーA・ベルトレE・アンドラスJ・ハミルトンC・ジェントリーN・クルーズ（なし） | 3                          | 一                         | A・プホルス                | 右                         | J・ガルシアY・モリーナA・プホルスN・プントD・フリースR・ファーカルM・ホリデイS・シューマッカーL・バークマン（なし） |
| 4                      | 一                     | M・ヤング              | 右                     | C・ルイスM・ナポリM・ヤングI・キンズラーA・ベルトレE・アンドラスJ・ハミルトンC・ジェントリーN・クルーズ（なし） | 4                          | 右                         | L・バークマン              | 両                         | J・ガルシアY・モリーナA・プホルスN・プントD・フリースR・ファーカルM・ホリデイS・シューマッカーL・バークマン（なし） |
| 5                      | 三                     | A・ベルトレ            | 右                     | C・ルイスM・ナポリM・ヤングI・キンズラーA・ベルトレE・アンドラスJ・ハミルトンC・ジェントリーN・クルーズ（なし） | 5                          | 左                         | M・ホリデイ                | 右                         | J・ガルシアY・モリーナA・プホルスN・プントD・フリースR・ファーカルM・ホリデイS・シューマッカーL・バークマン（なし） |
| 6                      | 右                     | N・クルーズ            | 右                     | C・ルイスM・ナポリM・ヤングI・キンズラーA・ベルトレE・アンドラスJ・ハミルトンC・ジェントリーN・クルーズ（なし） | 6                          | 三                         | D・フリース                | 右                         | J・ガルシアY・モリーナA・プホルスN・プントD・フリースR・ファーカルM・ホリデイS・シューマッカーL・バークマン（なし） |
| 7                      | 捕                     | M・ナポリ              | 右                     | C・ルイスM・ナポリM・ヤングI・キンズラーA・ベルトレE・アンドラスJ・ハミルトンC・ジェントリーN・クルーズ（なし） | 7                          | 捕                         | Y・モリーナ                | 右                         | J・ガルシアY・モリーナA・プホルスN・プントD・フリースR・ファーカルM・ホリデイS・シューマッカーL・バークマン（なし） |
| 8                      | 中                     | C・ジェントリー        | 右                     | C・ルイスM・ナポリM・ヤングI・キンズラーA・ベルトレE・アンドラスJ・ハミルトンC・ジェントリーN・クルーズ（なし） | 8                          | 二                         | N・プント                  | 両                         | J・ガルシアY・モリーナA・プホルスN・プントD・フリースR・ファーカルM・ホリデイS・シューマッカーL・バークマン（なし） |
| 9                      | 投                     | C・ルイス              | 右                     | C・ルイスM・ナポリM・ヤングI・キンズラーA・ベルトレE・アンドラスJ・ハミルトンC・ジェントリーN・クルーズ（なし） | 9                          | 投                         | J・ガルシア                | 左                         | J・ガルシアY・モリーナA・プホルスN・プントD・フリースR・ファーカルM・ホリデイS・シューマッカーL・バークマン（なし） |
| 先発投手               | 先発投手               | 先発投手               | 投球                   | C・ルイスM・ナポリM・ヤングI・キンズラーA・ベルトレE・アンドラスJ・ハミルトンC・ジェントリーN・クルーズ（なし） | 先発投手                   | 先発投手                   | 先発投手                   | 投球                       | J・ガルシアY・モリーナA・プホルスN・プントD・フリースR・ファーカルM・ホリデイS・シューマッカーL・バークマン（なし） |
| C・ルイス              | C・ルイス              | C・ルイス              | 右                     | C・ルイスM・ナポリM・ヤングI・キンズラーA・ベルトレE・アンドラスJ・ハミルトンC・ジェントリーN・クルーズ（なし） | J・ガルシア                | J・ガルシア                | J・ガルシア                | 左                         | J・ガルシアY・モリーナA・プホルスN・プントD・フリースR・ファーカルM・ホリデイS・シューマッカーL・バークマン（なし） |

シリーズは移動日を挟んでブッシュ・スタジアムに舞台を戻し、第6戦は10月26日に行われる予定だった。しかし当日の昼頃になって軽く雨が降り始め、予報では夕方から本降りになるとみられたため、MLB機構は試合開始5時間前に早々と順延を発表した。皮肉にもこのあと、予報とは裏腹に試合ができる状態にまで天候が回復し、ランス・バークマンは「第1戦のときよりいい天気なのに」とぼやいた。ただこの順延は、逆転優勝のために連勝が必要なカージナルスにとっては大きな意味を持つ。エースのクリス・カーペンターを最終第7戦に中3日で先発させることが可能になったためである。監督のトニー・ラルーサは第7戦の先発について明言こそ避けたものの、カーペンターからは「喜んで投げる」と話があったという。対するレンジャーズは、第4戦で相手打線をほぼ完璧に封じたデレク・ホランドを中4日で第7戦の先発とする手もあるが、こちらは監督のロン・ワシントンが「この1年やってきたことは変えない」として先発ローテーションの組み替えをきっぱりと否定した。もちろん、この第7戦の話題は第6戦でカージナルスが勝つことを前提としたものであり、レンジャーズが第6戦を制した場合には第7戦は行われない。

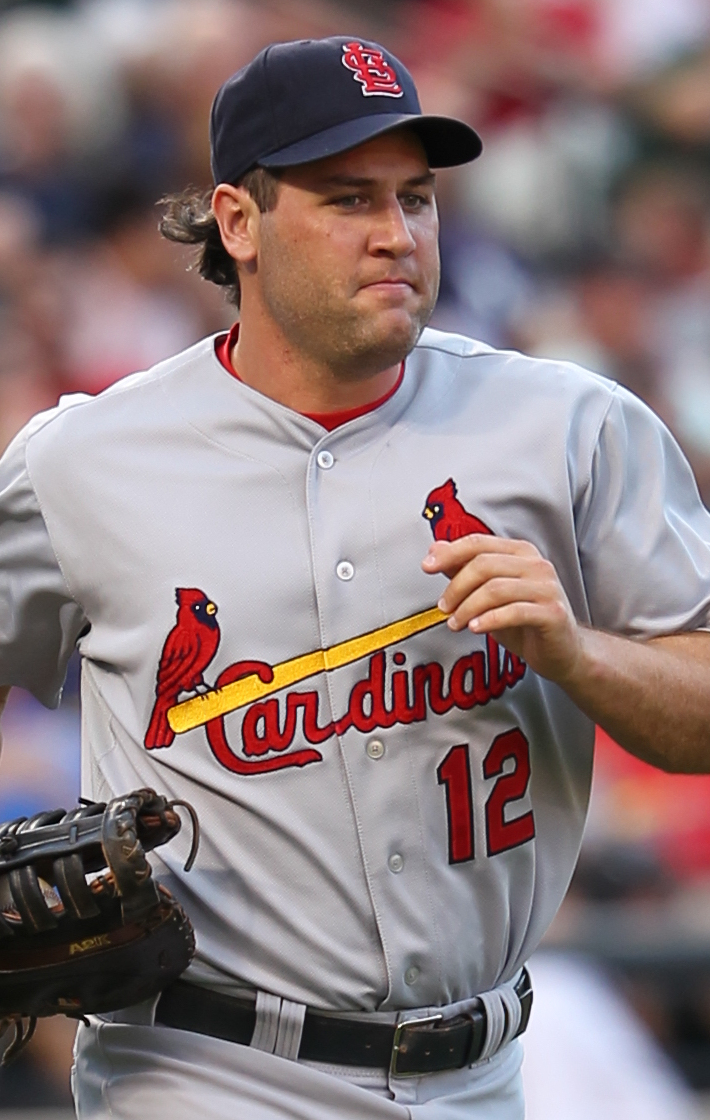
ランス・バークマンが第1戦以来の打点を挙げ、カージナルスは1点差をすぐにひっくり返した（写真は2011年6月29日撮影）

翌27日は雨も降らず、シリーズは再開された。第6戦の先発投手は、両チームとも前日の登板予定をスライドさせ、カージナルスはハイメ・ガルシア、レンジャーズはコルビー・ルイス。第2戦で両投手は、最初の6イニングをともに無失点という投げ合いを演じていた。そこから中6日での第6戦は第2戦とは異なり、序盤から小刻みに得点が入る展開となる。初回表、レンジャーズは先頭のイアン・キンズラーが四球で出塁し、2番エルビス・アンドラスが左前打でつないで無死一・三塁とする。この好機に3番ジョシュ・ハミルトンは初球、内角へのツーシームを引っ張って右前へ運び、キンズラーが先制のホームを踏んだ。レンジャーズ打線は、1週間前のガルシアとの対戦では87球で無得点だったのに、今回はわずか10球で先取点を奪うことに成功した。ガルシアは後続を打ち取って1失点で食い止めたが、立ち上がりから相手にリードを許した。追いかけるカージナルスはその裏、一死から2番スキップ・シューマッカーが中前打を放つ。3番アルバート・プホルスの凡退で二死一塁となったあと、左打席に立った4番バークマンがこちらも初球のツーシームを弾き返すと、高く上がった打球は左中間スタンドまで届く逆転の2点本塁打となった。だがガルシアの投球は援護をもらった直後の2回表も不安定なままで、先頭打者に四球を与えると二死二塁から1番キンズラーにエンタイトル二塁打を浴び、たちまち同点に追いつかれた。ガルシアは結局、59球を費やし3イニングを投げ終えたところでマウンドを降りることになる。
中盤に入ると、両チームとも立て続けに守備のミスを起こす。4回表、この回からマウンドに上がった2番手フェルナンド・サラスに対し、レンジャーズの先頭打者ネルソン・クルーズは6球目を打ち上げる。遊撃のラファエル・ファーカルと左翼のマット・ホリデイがこの打球を追ったが、途中でお互いが処理を譲りあったため、最後はホリデイが打球をグラブに当てながらもこぼした。クルーズはその間に二塁まで進んで、7番マイク・ナポリの右前打でホームインし、レンジャーズが1点を勝ち越した。この一打でナポリは、ワールドシリーズ史上6人目となる1シリーズ2桁打点に到達した。直後のカージナルスの攻撃では、先頭の4番バークマンが一塁方向へゴロを打つ。一塁手マイケル・ヤングはこの打球をいったん弾いてすぐに拾い、ベースカバーに入ったルイスへ送球したが、ルイスは一塁ベースを踏むことができず、打者走者はセーフとなった。5番ホリデイは四球で無死一・二塁となり、続くデビッド・フリースは二ゴロに。ここで一塁走者ホリデイが併殺崩しのスライディングで遊撃手アンドラスの送球を乱れさせ、自身は二塁封殺となりつつフリースを生かした。一死一・三塁で7番ヤディアー・モリーナが三ゴロを放ち、その間に三塁走者バークマンが生還して試合は同点に戻った。5回表には、先頭の3番ハミルトンによる内野フライを三塁のフリースが頭に当てて落球。これで出塁した走者を、4番ヤングが左中間を破る適時二塁打で還し、レンジャーズが再び1点を先行した。フリースはこのプレイについて「捕り損ねたボールが頭に当たるなんて、まるでサーカスみたい」と自虐している。
4回の表裏も5回表も、イニング最初の打者が相手の失策で塁に出たのをきっかけに得点が生まれた。三たび離されたカージナルスの反撃は6回裏だが、これにも相手の失策が絡んでいる。一死一塁から5番ホリデイが、外角高めへのフォーシームを一塁方向へ打ち返す。地面に叩きつけられて跳ねたこの打球を、一塁手のヤングは捕って二塁へ投げようとしたが、ボールが右手につかず落としたためアウトをひとつも取れず。ヤングには4回裏に続いて失策が記録された。ルイスは6番フリースを四球で歩かせて満塁にされたところで降板し、アレクシー・オガンドが2番手として登板した。だがオガンドは7番Y・モリーナに押し出しの四球を与え、カージナルスがまたも同点に追いついた。8番ニック・プントの打席では、捕手のナポリが三塁走者ホリデイを投球後の牽制で刺し、一死満塁から二死一・二塁にする。それでもオガンドは暴投で走者を進めたうえ、プントに対しても0ボール2ストライクから四球を選ばれるなど、立ち直ることができず満塁に。レンジャーズは制球難のオガンドを諦め、一時は第7戦先発も噂されたホランドを3番手に投入した。そのホランドがジョン・ジェイを投ゴロに打ち取って3個目のアウトを取り、4－4の同点で6回裏が終わった。失策が多発した理由として考えられるのは現地ミズーリ州セントルイスの寒さで、実際に気温が45°F（7.2°C）以下だと失策が18%増えるという統計もあるが、ジェイは「ここはシーズン最初の2か月くらいもこんな気候だから」と影響を否定した。

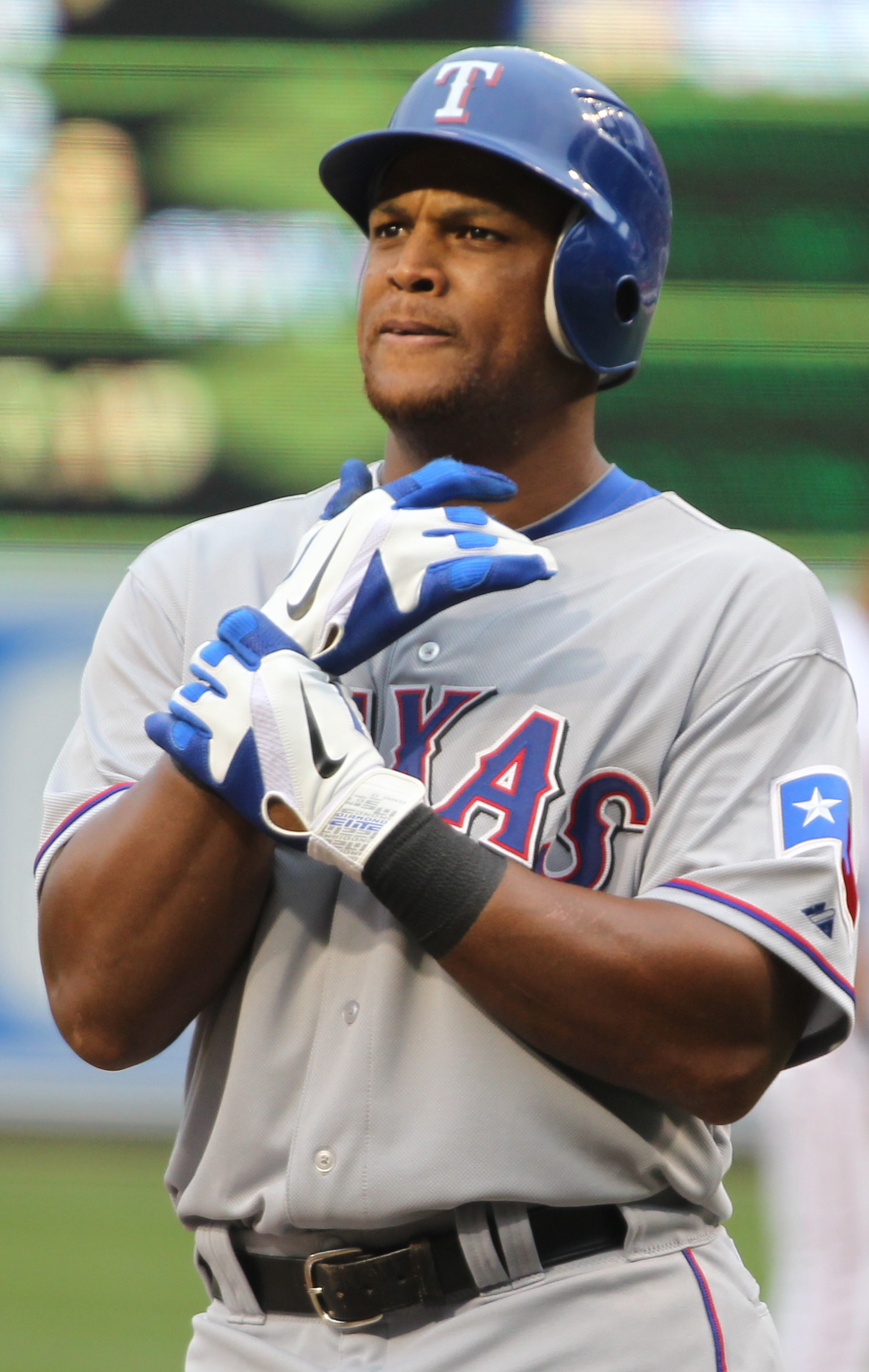
エイドリアン・ベルトレのシリーズ第2号本塁打を口火に、レンジャーズは7回表に3点を加えた（写真は2011年4月9日撮影）

7回表からカージナルスの左翼には、ホリデイに代わってアレン・クレイグが入った。ホリデイは6回裏の牽制死の際に三塁手エイドリアン・ベルトレと交錯し、右手を踏まれた感触があって小指を痛めたという。マウンドには、前の回から数えて2イニング目の3番手ランス・リンが立っていた。そのリンからレンジャーズ打線は、先頭のベルトレが低めへのツーシームを右中間スタンドへ、6番クルーズが内角へのカーブを左翼3階席へ、それぞれ打ち込む2者連続の本塁打で勝ち越す。このあとさらに1点を加え、ここまでで最大の3点差をつけた。この回途中で降板したリンは、クラブハウスで八つ当たりしたくなる気持ちを必死に抑えるしかなかった。そして7回裏、1番ファーカルから始まる好打順のカージナルス打線をホランドが三者凡退に封じた。試合は残り2イニングとなり、場内にはレンジャーズの初優勝で決まりという雰囲気が漂う。一部のファンはもはや諦め、渋滞を免れるため早めに帰宅の途についていた。また、8回表には記者席に陣取っていたメディアに、レンジャーズ優勝時の取材要項が書かれた紙が配られた。この空気のなかでカージナルスは8回裏、5番クレイグがホランドからソロ本塁打を放って1点を返す。続いて二死後、ホランドと4番手マイク・アダムスの2投手から3連打で満塁の好機を作った。だが最後は1番ファーカルが初球、アダムスが内角へ投じたスライダーを引っかけて力ない打球の投ゴロに倒れた。この回の代打策で控え野手を使い果たしたのに同点にも届かず、カージナルスは2点ビハインドで残すは9回のみ、という状況に追い込まれた。レンジャーズのクラブハウスでは、シャンパンファイトの準備も進んでいた。カージナルスは9回表を抑え投手ジェイソン・モットに投げさせて無失点で終え、裏の攻撃に望みを託す。
初優勝まで残り1イニングのレンジャーズは、抑え投手ネフタリ・フェリスをマウンドへ送った。カージナルス打線は一死から、3番プホルスが左中間を破る二塁打を浴びせると、次打者バークマンはストレートの四球を選び、一・二塁と同点の走者を塁に出す。次に打席に入った5番クレイグも、ストライクが入らないフェリスから2ボール0ストライクと、打者有利なカウントを作った。だがフェリスはそこからフォーシーム2球で追い込み、6球目のスライダーでクレイグを見逃し三振に退けた。レンジャーズのシリーズ制覇までいよいよあとひとりという状況で、6番のフリースに打順がまわる。5回表に失点につながる失策を犯していたフリースは、汚名返上の機会が得られて嬉しかったという。1ボール1ストライクからの3球目、フェリスは98mph（約157.7km/h）のフォーシームで空振りを奪い、あと1球というところまで追い詰める。左翼を守るデビッド・マーフィーは、最後のアウトを自分が処理したら喜びをどう表現しようかと考え、一方で打席のフリースは、今この瞬間に自分がコントロールできることに意識を集中させていた。4球目、フェリスは同じコースへ同じ速さのフォーシームを投げ、フリースが右方向へ打ち返した。このとき右翼手のクルーズが、頭上を越される長打だけは避けなければならない状況にもかかわらず、3人の外野手のなかでひとりだけ守備位置を深めにとっていなかったうえ、打球への反応や追い方も遅いという拙い守備を見せた。伸びていった打球は、クルーズが後退しながら差し出したグラブの先を抜けてフェンスを直撃する。跳ね返って転々とする打球にクルーズが追いついて内野に返球する頃には、プホルスもバークマンも生還して試合は7－7の同点となり、フリースは三塁まで達していた。7番Y・モリーナが打ち取られて一気に逆転サヨナラとまではいかなかったものの、カージナルスは土壇場で追いついて試合を延長戦に持ち込んだ。
フリースの同点三塁打に球場の空気が盛り上がるなか、10回表のカージナルスはモットを続投させた。レンジャーズは一死一塁とし、3番ハミルトンが打席へ向かう。敬虔なキリスト教徒のハミルトンはこのとき、主から「汝は今ここでホームランを打つ」と啓示を受けたという。ただそれと同時に、自分が鼠蹊部を痛めているため内角球にうまく対応できないことや、モットが速球派クローザーであることから、相手バッテリーは速球で内角を突いてくるのでは、と配球を読んでもいた。その直後にモットが投じた初球は、内角低めへの98mphのフォーシームだった。その球をハミルトンがすくい上げると、打球は右中間スタンドへ飛び込む2点本塁打となった。カージナルスは同点にしたあとすぐにまた突き放され、モットは打球がフェンスを越えたとき「あーあ、終わった」と思った、とのちに明かしている。レンジャーズはリードを得て攻撃を終え、初優勝まで残り1イニングに改めて迫った。もっとも、ハミルトンが授かった啓示は打席の結果についてのみであり、この試合の勝敗には触れられていなかった。10回裏、モットにイニングをまたがせたカージナルスとは対照的に、レンジャーズはフェリスから左投手のダレン・オリバーに継投する。これは、この回の相手打線が左打者ふたりから始まるためだった。それでもカージナルスは、先頭打者ダニエル・デスカルソが一二塁間を破る右前打で出塁し、9番ジェイも三塁後方に落ちる左前打で続いて、左投手から左打者の連打で無死一・二塁の好機を迎えた。マーフィーによれば、ジェイの打球は通常の守備位置にいれば捕れていたが、前のイニングでクルーズがフリースに頭の上を越されたため、このイニングに限ってレンジャーズの外野陣はいつもより後方で守っており、それがかえって裏目に出たという。ジェイの次は1番の打順だが、ここには9回からモットが入っていた。しかも控え野手は既に底をついている。

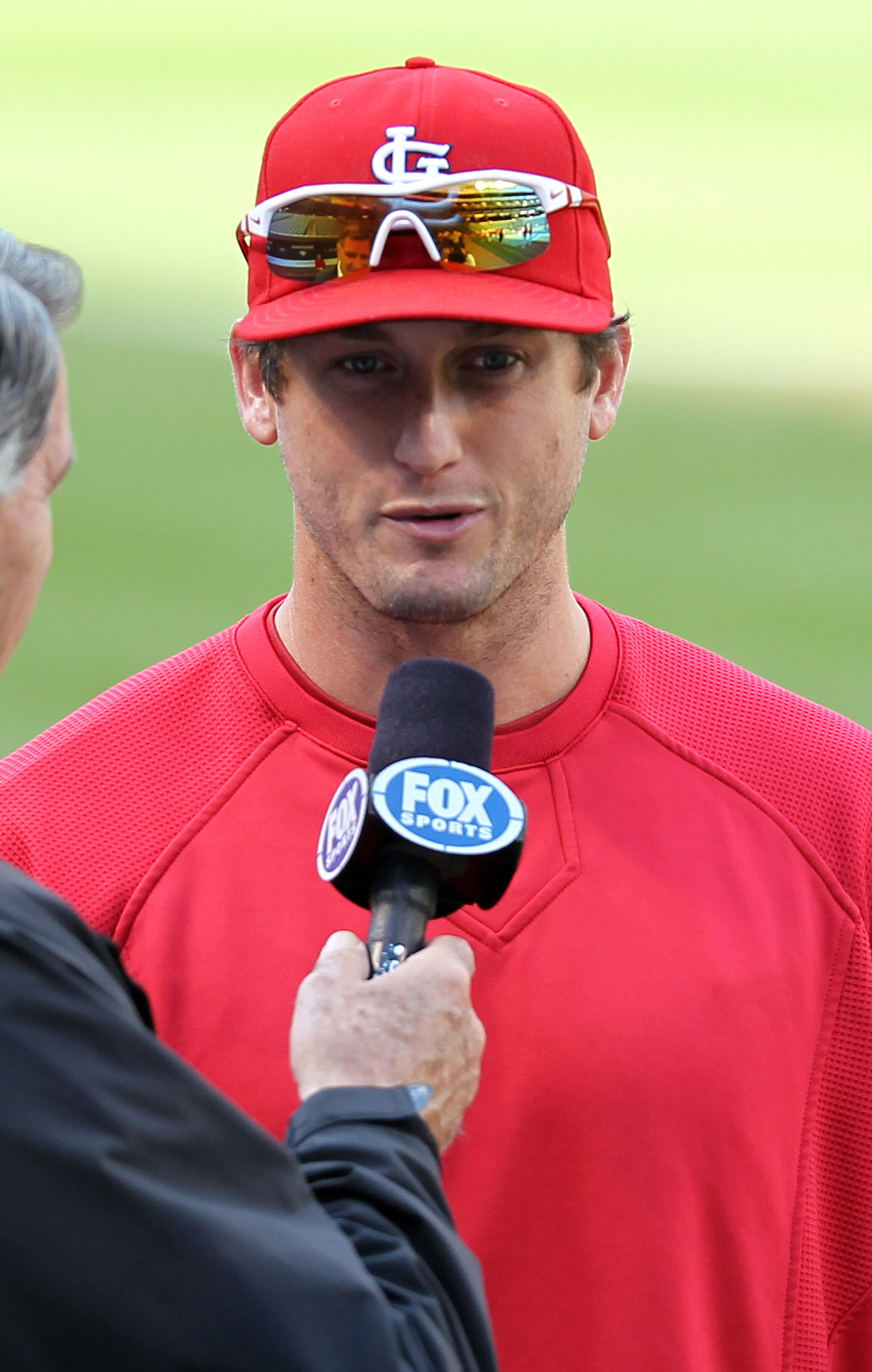
デビッド・フリースは5回表の失策のみならず、打っても8回までは3打数無安打だったが、最終的には自らのバットでチームを勝利に導いた（写真は2011年6月29日撮影）

ここでカージナルスはいったん、ネクストバッターズサークルに立たせていたエドウィン・ジャクソンをそのまま代打に送る。しかし相手が間を取るうちに、代打の代打にカイル・ローシュを起用することにした。ラルーサは犠牲バントをさせるつもりであり、それには指名打者制のないナショナルリーグにより長く在籍しているローシュのほうが適役だった。ローシュは2球目をバントする。打球は小飛球となって三塁手ベルトレが前進してきたその頭を越え、遊撃手アンドラスを三塁カバーから打球処理にまわらせることで2走者を進めた。一死二・三塁でオリバーに代わってスコット・フェルドマンが登板し、2番ライアン・テリオを三ゴロに打ち取る。この間に三塁走者デスカルソが生還し、点差が1点に縮まると同時に二死となった。あとアウトひとつで優勝のレンジャーズは、一塁が空いている状況で3番プホルスを敬遠し、4番バークマンとの対決に勝負をかけた。フェルドマンは内角攻めで初球と3球目にファウルを打たせ、2ストライクに追い込む。ボールを1球挟んで5球目、フェルドマンは93mph（約149.7km/h）のフォーシームで内角を突き、バークマンはバットを折られながらもこれを弾き返した。ライナー性の打球はジェイの左前打のときと同様に、中堅手ハミルトンが後ろに下がって守っていたことが影響してその前に落ち、二塁走者ジェイが三塁を回って同点のホームを駆け抜けた。こうしてカージナルスは2イニング連続でレンジャーズの優勝決定を阻止した。なおも続く二死一・三塁の場面では5番クレイグが三ゴロに仕留められ、同点どまりで試合は11回へ進む。とはいえ9回と延長戦突入後と、いずれも一度は相手にリードを許しながらそこから同点に戻したというのは、ワールドシリーズ史上初めてのことである。
11回表、カージナルスは7番手としてジェイク・ウェストブルックを登板させた。ウェストブルックはこのとき、2000年のデビュー登板時とよく似たものを感じていたが、11年の経験を基に今回はうまく対処できたという。そのウェストブルックに対しレンジャーズは、一死からナポリが右前打を放ったものの後続が倒れ、勝ち越し点を奪うことができなかった。この攻撃では投手のフェルドマンに代打が出されたため、裏のマウンドには8番手マーク・ロウが上がった。カージナルスの先頭打者フリースは、ロウが2ストライク後の決め球にチェンジアップを選ぶ傾向があると頭に入れて打席に入った。ロウは初球から3球連続ボールのあと、フォーシームを続けて見逃しとファウルでストライクを奪い、フルカウントにする。6球目にロウが投じたのは、フリースの読み通り90mph（約144.8km/h）のチェンジアップだった。内角にきた球に合わせてフリースがバットを振り抜き、打球は中堅方向へ伸びていく。中堅手ハミルトンがそれを見上げながら追うが、やがてウォーニングゾーンで足が止まり、打球はその上を越えてバックスクリーンの芝生に落ちるサヨナラ本塁打となった。フリースにとっては、これが野球人生で初のサヨナラ本塁打だった。チームメイトはダグアウトを飛び出して本塁の周りをかこみ、フリースが帰ってくると同時に彼をもみくちゃにして祝福した。4時間33分・延長11回に及んだ試合にこの一打で決着がつけられ、カージナルスが対戦成績を3勝3敗のタイにした。優勝の行方は、ワールドシリーズでは9年ぶりに行われる最終第7戦へ持ち込まれた。
FOXの全米テレビ中継で実況をしていたジョー・バックは、フリースの打球が本塁打になると確信した瞬間に "We will see you tomorrow night!"（「また明日の夜お会いしましょう！」）と口にした。元々このせりふは1991年のシリーズにおいて、この日のカージナルスと同じように2勝3敗と追い詰められていたミネソタ・ツインズが、第6戦をカービー・パケットのサヨナラ本塁打で制したときに、バックの父で同じく実況アナウンサーだったジャックが発していたものだった。当のフリースがベースを一周しながら思い起こしていたのは、2004年のナショナルリーグ優勝決定戦・第6戦でカージナルスのジム・エドモンズが放ったサヨナラ本塁打だったという。フリースは地元セントルイスの郊外で育ち、2006年のドラフトでサンディエゴ・パドレスから指名されてプロ入り後、2007年12月にエドモンズとのトレードでカージナルスに入団していた。その彼がこの日、9回の同点三塁打でチームを敗退の窮地から救い、11回のサヨナラ本塁打でチームに勝利をもたらした。プホルスは「デビッド（フリース）よりもこの試合の主役にふさわしいやつはいない。故郷での試合だし高校の同級生や家族もたぶん球場に来てたんだろう、その目の前であんなことをやってのけるなんてすごいね」と褒め称えた。フリースは「うちはうちらしく諦めずに最後まで戦い続けた。こんな試合のなかにいられたなんて信じられない」と試合の感想を述べた。
ワールドシリーズにおいて、2勝3敗と後のないチームが第6戦に勝利してシリーズを最終戦へもつれ込ませたのは、今回が36度目である。そのなかでも史上3度目となる第6戦の勝ち方を、この日のカージナルスはふたつ達成している。まずは延長戦でのサヨナラ本塁打による勝利で、これは1975年のシリーズでカールトン・フィスクが打ったボストン・レッドソックスと、前述した1991年のツインズに次ぐ。もうひとつは、8回以降に一度はリードを許しながらも追いついて延長戦の末に逆転勝ちというもので、こちらは過去に1975年のレッドソックスと1986年シリーズのニューヨーク・メッツが成し遂げていた。それに加えて、相手に5度もリードを許しながら全て追いつくか逆転したというのと、8回から延長11回までの4イニング連続で得点を挙げたというのは、第6戦に限らずシリーズ史上初のことであった。ただ、カージナルスはあくまでもまだ3勝したにすぎず、相手のレンジャーズもあと1勝すれば優勝、という状況は依然として変わらない。過去の例をみても、1986年のメッツや1991年のツインズが劇的勝利の勢いそのままに優勝をつかんだ一方で、1975年のレッドソックスは翌日の第7戦に敗れて優勝を逃している。ましてやレンジャーズは、8月23日から25日にかけての3連敗を最後にここまで2か月間、46試合で連敗を一度も喫していないのである。バークマンは、この日のサヨナラ勝利が「伝説」になるか「シーズンの単なるいい思い出」になるかは第7戦の結果次第で決まる、とした。

### 第7戦 10月28日
- ブッシュ・スタジアム（ミズーリ州セントルイス）

|                            | 1 | 2 | 3 | 4 | 5 | 6 | 7 | 8 | 9 | R | H | E |
| -------------------------- | - | - | - | - | - | - | - | - | - | - | - | - |
| テキサス・レンジャーズ     | 2 | 0 | 0 | 0 | 0 | 0 | 0 | 0 | 0 | 2 | 6 | 0 |
| セントルイス・カージナルス | 2 | 0 | 1 | 0 | 2 | 0 | 1 | 0 | X | 6 | 7 | 1 |

1. 勝利：クリス・カーペンター（2勝）
2. 敗戦：マット・ハリソン（2敗）
3. 本塁打
STL：アレン・クレイグ3号ソロ
4. 審判
［球審］ジェリー・レイン
［塁審］一塁: グレッグ・ギブソン、二塁: アルフォンソ・マルケス、三塁: ロン・カルパ
［外審］左翼: テッド・バレット、右翼: ゲイリー・シダーストロム
5. 試合開始時刻: 中部夏時間（UTC-5）午後7時5分  試合時間: 3時間17分  観客: 4万7399人  気温: 50°F（10°C）
詳細: MLB.com Gameday / ESPN.com / Baseball-Reference.com / FanGraphs

| テキサス・レンジャーズ | テキサス・レンジャーズ | テキサス・レンジャーズ | テキサス・レンジャーズ | テキサス・レンジャーズ                                                                                          | セントルイス・カージナルス | セントルイス・カージナルス | セントルイス・カージナルス | セントルイス・カージナルス | セントルイス・カージナルス                                                                                              |
| ---------------------- | ---------------------- | ---------------------- | ---------------------- | --- | -------------------------- | -------------------------- | -------------------------- | -------------------------- | --- |
| 打順                   | 守備                   | 選手                   | 打席                   | M・ハリソンM・ナポリM・ヤングI・キンズラーA・ベルトレE・アンドラスD・マーフィーJ・ハミルトンN・クルーズ（なし） | 打順                       | 守備                       | 選手                       | 打席                       | C・カーペンターY・モリーナA・プホルスR・テリオD・フリースR・ファーカルA・クレイグS・シューマッカーL・バークマン（なし） |
| 1                      | 二                     | I・キンズラー          | 右                     | M・ハリソンM・ナポリM・ヤングI・キンズラーA・ベルトレE・アンドラスD・マーフィーJ・ハミルトンN・クルーズ（なし） | 1                          | 二                         | R・テリオ                  | 右                         | C・カーペンターY・モリーナA・プホルスR・テリオD・フリースR・ファーカルA・クレイグS・シューマッカーL・バークマン（なし） |
| 2                      | 遊                     | E・アンドラス          | 右                     | M・ハリソンM・ナポリM・ヤングI・キンズラーA・ベルトレE・アンドラスD・マーフィーJ・ハミルトンN・クルーズ（なし） | 2                          | 左                         | A・クレイグ                | 右                         | C・カーペンターY・モリーナA・プホルスR・テリオD・フリースR・ファーカルA・クレイグS・シューマッカーL・バークマン（なし） |
| 3                      | 中                     | J・ハミルトン          | 左                     | M・ハリソンM・ナポリM・ヤングI・キンズラーA・ベルトレE・アンドラスD・マーフィーJ・ハミルトンN・クルーズ（なし） | 3                          | 一                         | A・プホルス                | 右                         | C・カーペンターY・モリーナA・プホルスR・テリオD・フリースR・ファーカルA・クレイグS・シューマッカーL・バークマン（なし） |
| 4                      | 一                     | M・ヤング              | 右                     | M・ハリソンM・ナポリM・ヤングI・キンズラーA・ベルトレE・アンドラスD・マーフィーJ・ハミルトンN・クルーズ（なし） | 4                          | 右                         | L・バークマン              | 両                         | C・カーペンターY・モリーナA・プホルスR・テリオD・フリースR・ファーカルA・クレイグS・シューマッカーL・バークマン（なし） |
| 5                      | 三                     | A・ベルトレ            | 右                     | M・ハリソンM・ナポリM・ヤングI・キンズラーA・ベルトレE・アンドラスD・マーフィーJ・ハミルトンN・クルーズ（なし） | 5                          | 三                         | D・フリース                | 右                         | C・カーペンターY・モリーナA・プホルスR・テリオD・フリースR・ファーカルA・クレイグS・シューマッカーL・バークマン（なし） |
| 6                      | 右                     | N・クルーズ            | 右                     | M・ハリソンM・ナポリM・ヤングI・キンズラーA・ベルトレE・アンドラスD・マーフィーJ・ハミルトンN・クルーズ（なし） | 6                          | 捕                         | Y・モリーナ                | 右                         | C・カーペンターY・モリーナA・プホルスR・テリオD・フリースR・ファーカルA・クレイグS・シューマッカーL・バークマン（なし） |
| 7                      | 捕                     | M・ナポリ              | 右                     | M・ハリソンM・ナポリM・ヤングI・キンズラーA・ベルトレE・アンドラスD・マーフィーJ・ハミルトンN・クルーズ（なし） | 7                          | 遊                         | R・ファーカル              | 両                         | C・カーペンターY・モリーナA・プホルスR・テリオD・フリースR・ファーカルA・クレイグS・シューマッカーL・バークマン（なし） |
| 8                      | 左                     | D・マーフィー          | 左                     | M・ハリソンM・ナポリM・ヤングI・キンズラーA・ベルトレE・アンドラスD・マーフィーJ・ハミルトンN・クルーズ（なし） | 8                          | 中                         | S・シューマッカー          | 左                         | C・カーペンターY・モリーナA・プホルスR・テリオD・フリースR・ファーカルA・クレイグS・シューマッカーL・バークマン（なし） |
| 9                      | 投                     | M・ハリソン            | 左                     | M・ハリソンM・ナポリM・ヤングI・キンズラーA・ベルトレE・アンドラスD・マーフィーJ・ハミルトンN・クルーズ（なし） | 9                          | 投                         | C・カーペンター            | 右                         | C・カーペンターY・モリーナA・プホルスR・テリオD・フリースR・ファーカルA・クレイグS・シューマッカーL・バークマン（なし） |
| 先発投手               | 先発投手               | 先発投手               | 投球                   | M・ハリソンM・ナポリM・ヤングI・キンズラーA・ベルトレE・アンドラスD・マーフィーJ・ハミルトンN・クルーズ（なし） | 先発投手                   | 先発投手                   | 先発投手                   | 投球                       | C・カーペンターY・モリーナA・プホルスR・テリオD・フリースR・ファーカルA・クレイグS・シューマッカーL・バークマン（なし） |
| M・ハリソン            | M・ハリソン            | M・ハリソン            | 左                     | M・ハリソンM・ナポリM・ヤングI・キンズラーA・ベルトレE・アンドラスD・マーフィーJ・ハミルトンN・クルーズ（なし） | C・カーペンター            | C・カーペンター            | C・カーペンター            | 右                         | C・カーペンターY・モリーナA・プホルスR・テリオD・フリースR・ファーカルA・クレイグS・シューマッカーL・バークマン（なし） |

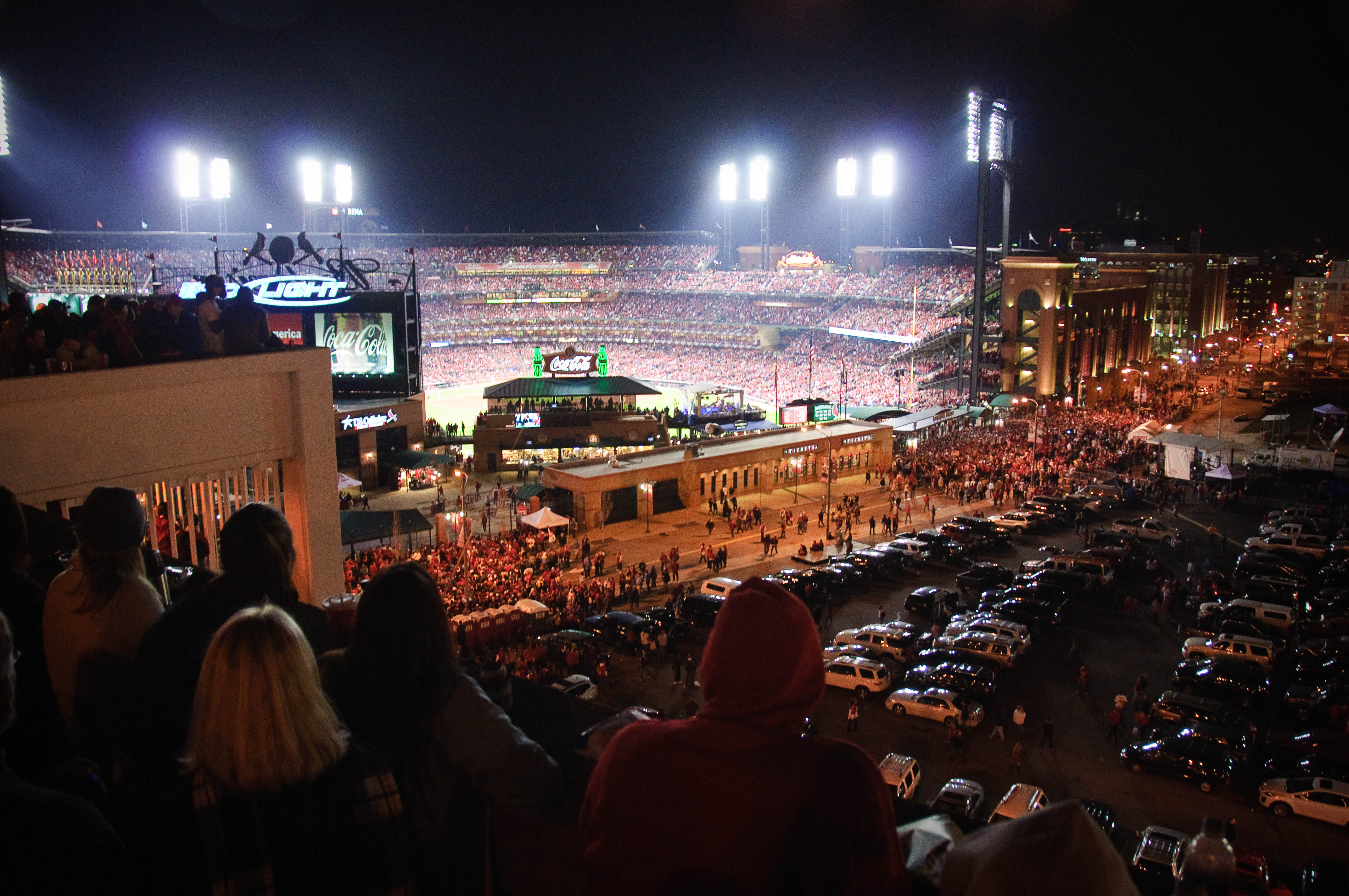
第7戦の舞台となったブッシュ・スタジアム。観客は球場史上最多の4万7399人を数え、外の通りにまでファンが溢れている

延長11回のサヨナラゲームから一夜明けた28日、ワールドシリーズは9年ぶりに、この試合に勝ったほうが優勝という第7戦の日を迎えた。試合前にカージナルスはロースターの入れ替えを行い、前日の試合で負傷交代したマット・ホリデイに代えてアドロン・チェンバースを登録した。ホリデイは右手首の炎症がひどく夜も眠れなかったといい、第7戦をダグアウトから見守ることについて「楽しみにしてたのにもどかしい。チームスポーツだからしょうがないけど」と述べた。もうひとつカージナルスが決断を迫られたのが、先発投手である。この日の先発投手は、カージナルスはクリス・カーペンター、レンジャーズはマット・ハリソン。結局、カージナルスは26日の雨天順延を利用してエースを中3日で投入し、レンジャーズは先発ローテーションを崩さず順番通りに貫いた。この先発投手の指名には、状況に応じて細かな選手起用を行うトニー・ラルーサに対し、失敗を恐れず信頼した選手に任せるロン・ワシントンという、両監督の采配の違いが端的に現れていた。カーペンター先発を最終的にラルーサが決めたのは当日午前、投手コーチのデーブ・ダンカンと話し合い、カーペンターが身体的に登板可能な状態にあると確認してからだった。
カーペンターはラルーサとダンカンのお墨付きを得て登板したが、実際に試合で投げてみると体の感覚が普段と異なり、制球が思うようにいかない。まず先頭打者イアン・キンズラーに、高めへのシンカーを左前打される。この走者は次打者エルビス・アンドラスの打席の初球、捕手のヤディアー・モリーナが投球後の牽制でアウトにし、カーペンターは「あれは大きかった。あれがあるからヤディはすごい」と称賛した。それでもカーペンターの乱調は続き、アンドラスに四球を与えて再び走者を背負うと、3番ジョシュ・ハミルトンと4番マイケル・ヤングに連続適時二塁打を浴び、試合開始から12球で2点を先制された。カーペンターは後続を断ってこのイニングを終わらせたが、1番キンズラーから4打者連続で初球ストライクがとれず、イニング18球中ストライクは10球と、制球難は数字にも表れている。しかしその裏、カージナルス打線もすぐさま反撃に出る。ハリソンが二死から3番アルバート・プホルスと4番ランス・バークマンを続けて歩かせ、一・二塁と走者が得点圏に進んだ。ここで5番デビッド・フリースが、フルカウントからの7球目に来た内角へのツーシームを左中間へ運び、同点の2点二塁打にした。フリースは前日の9回裏から3打席連続で同点か勝ち越しの安打を放っており、これは同僚アレン・クレイグに次いで今シリーズ2人目、シリーズ史上でも2人目の記録となる。フリースは睡眠時間が1時間足らずという状態でこの試合に臨んでいたが、この1年間ずっと取り組んできたという内角球を左中間に打ち返す打撃をこの場面で実践してみせ、打撃コーチのマーク・マグワイアに「練習の成果が出たな」と言わしめた。ハリソンは先制点をもらった直後に失点し「あれが彼らに自信を取り戻させちゃったんだと思う」と反省した。

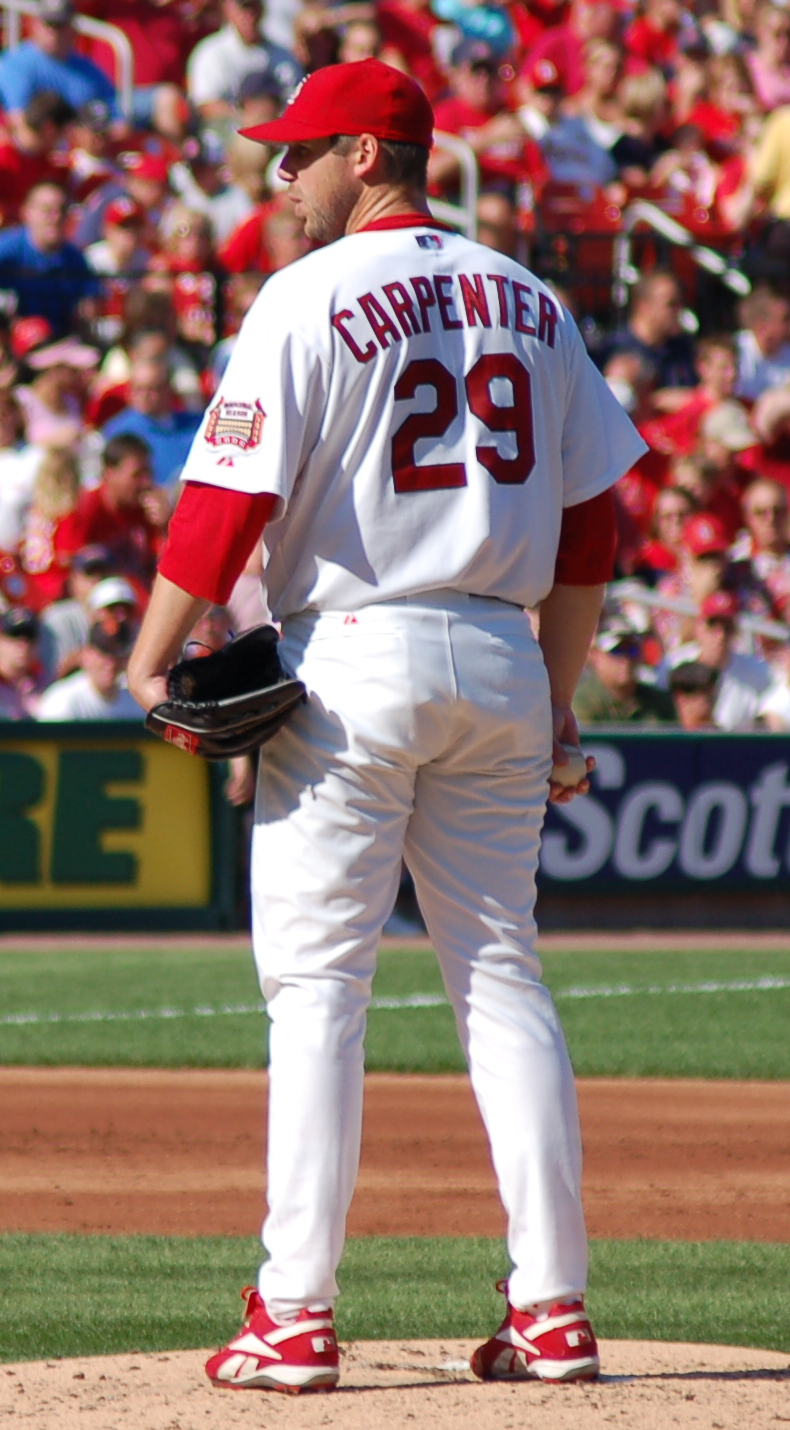
クリス・カーペンターは中3日で7回途中まで91球を投じ、2回以降は相手に得点させなかった（写真は2006年9月16日撮影）

2回表もカーペンターは、先頭打者マイク・ナポリの左前打をきっかけに二死一・三塁の危機を招くが、最後は2番アンドラスを投ゴロに仕留めて無失点で乗り切った。2イニングとも得点圏に走者を背負っての投球を強いられ、計37球中ストライクは半分以下の17球と、数字上は制球がさらに悪化している。カーペンターは「これじゃどこまで投げさせてもらえるかわからない。だからとにかく目の前の打者をひとりずつアウトにしていこう」と気持ちを切り替えた。また、投球の組み立ても変えた。最初の2イニング37球はほぼシンカーとカッターで占められ、カーブは1球しか投げていなかった。このカーブを増やすようにしたところ、投球が立ち直りをみせた。3回表のレンジャーズの攻撃は、3番ハミルトンから始まり打線の中軸にまわる。しかしカーペンターは、二死から5番エイドリアン・ベルトレに死球をぶつけただけで、あとは抑えた。その裏、カージナルス打線が1点を勝ち越す。2番クレイグが1ボール2ストライクから粘ってフルカウントに持ち込み、7球目のフォーシームが高く浮いたのを逃さずに捉えると、右中間の自軍ブルペンに飛び込むソロ本塁打になった。クレイグは「シリーズ中は緩急をつけた内角攻めが続いたけど、プレート上の球を打つよう心がけていた。あのホームランは、運良くちょっと外目のところに浮いた球が来たからね」と振り返った。クレイグは第6戦の途中から、そしてこの日とホリデイの代役として出場し、いずれも本塁打を放っている。また彼はこれで、ルー・ゲーリッグ（1928年）とジーン・テナス（1972年）に次いで史上3人目の、1シリーズ中に4試合で先制または勝ち越しの一打を記録した打者となった。
カーペンターは4回表、先頭の7番ナポリをカーブ3球だけで三振に抑えるなど、三者凡退に。5回表は一死二塁から3番ハミルトンと4番ヤングを打ち取って、1点のリードを守る。試合が進むにつれ、球速も上昇していった。カーペンターの投球について、ベルトレは「相手打者のバランスをどう崩せばいいかをわかっている」、ハミルトンは「力で圧倒する感じではないが、球種の織り交ぜ方が巧かった」と述べている。一方のハリソンは、4回裏にも二死二・三塁と攻め込まれた。投手のカーペンターの打順でカージナルスが代打を出さなかったこともあり、結果的に無失点で凌いだものの、ハリソンは結局この回限りで降板した。ところが5回裏、代わって登板したスコット・フェルドマンが2四死球で走者を溜め、二死二・三塁と一塁が空いたので5番フリースを敬遠して満塁策を採ったところ、次打者Y・モリーナにも押し出しの四球を与える。さらにC.J.ウィルソンがマウンドを引き継ぐも、初球から7番ラファエル・ファーカルに死球を当てて再び押し出し。こうしてカージナルスに無安打で2点が加わり、5－2と点差が広がった。レンジャーズには、大舞台で頼りになるカーペンターのようなエースがいないということが、この場面で顕わになった。レンジャーズは3点を追う6回表、一死無走者から6番ネルソン・クルーズが本塁打性の当たりを放った。打球は左中間フェンスを越えそうだったが、左翼手クレイグがフェンス際でジャンプしながら打球をもぎ捕ったため、3点目とはならなかった。このプレイについてクレイグは、高校時代のバスケットボール経験が生きたかと問われ「そう訊かれると思ったよ。けどあの頃より30lb（約13.6kg）は重くなってるしなぁ、とにかく捕れてよかった」と答えた。
レンジャーズはなおも食い下がり、7回表は先頭の8番デビッド・マーフィーがエンタイトル二塁打で出塁する。カーペンターは今シリーズ、この日も含めて走者を得点圏に置いた場面では11打数1被安打と要所を締めていたが、カージナルスはここで継投に入ることを決めた。カーペンターが救援投手陣に後を託してダグアウトに下がる際、満員の観衆がスタンディングオベーションで彼の力投を称えた。無死二塁の場面は、アーサー・ローズが代打の代打ヨービット・トレアルバを、オクタビオ・ドーテルが1番キンズラーと2番アンドラスを、それぞれアウトにして切り抜けた。その裏、打線はレンジャーズ4番手のマイク・アダムスから安打と四球で一死一・二塁の場面を作り、6番Y・モリーナの中前打で6点目を奪った。このシリーズにおけるレンジャーズ投手陣の与四球数は最終的に、1997年のシリーズでフロリダ・マーリンズが記録した40を超え、歴代最多の41にのぼった。14年前のマーリンズはそれでも優勝を果たしたが、レンジャーズはビハインドのまま8回表もランス・リンの前に三者凡退に抑えられる。9回表、カージナルスのマウンドには前日に続き、抑え投手ジェイソン・モットが立った。彼は、自身がそれまでに経験がないというほどの地元ファンの大声援のなかで、6番クルーズを中飛に、7番ナポリを三ゴロに打ち取る。そして8番マーフィーが2球目、97mph（約156.1km/h）のフォーシームを左方向に打ち上げ、左翼手クレイグがこれを捕球した瞬間、カージナルスの5年ぶり11度目のシリーズ優勝が決まった。

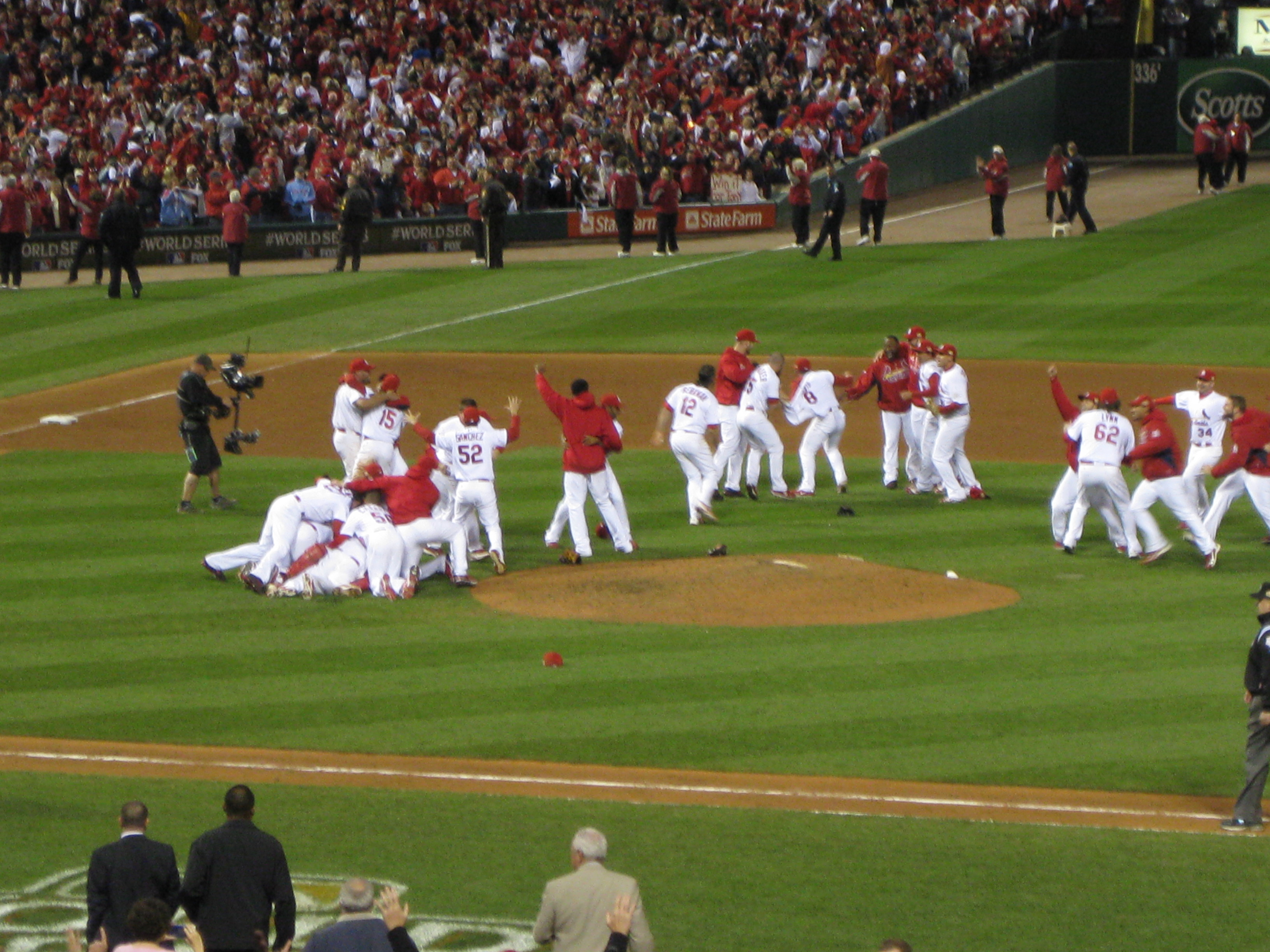
シリーズ優勝を決め、フィールドに飛び出して喜びを爆発させるカージナルスの選手たち

モットは打球の行方を見守り、クレイグが捕球したのを確認すると、前を向き直して両腕を広げながら雄叫びをあげた。その視線の先にいた捕手のY・モリーナは、本塁付近でいったん膝をつき両手で小さくガッツポーズしたあと、すぐにモットのもとへ駆け寄って抱きついた。同時にフィールドやダグアウトから集まった選手たちも、覆いかぶさるようにモットに飛びついた。場内に紙吹雪が舞い花火も打ち上げられるなか、彼らは抱き合ったり握手したりして優勝の喜びを分かち合った。やがてフィールドにステージが設けられ、表彰式が始まった。MLB機構コミッショナーのバド・セリグから球団筆頭オーナーのウィリアム・デウィット・ジュニアにコミッショナーズ・トロフィーが授与され、続いて進行役のクリス・ローズによるインタビューが行われた。マイクを向けられたラルーサは「今回のシリーズを言い表すなら『信じられない、すごい、素晴らしい』。これに尽きる」と語った。シリーズMVPには、前日のサヨナラ本塁打やこの日の同点二塁打などで勝負強さを発揮したフリースが選ばれた。フリースの活躍についてセリグは「選手がトレードで故郷のチームに入団しヒーローになる、なんて脚本を書いてみろ。そんなものを出したところで、顔面に投げ返されるのがオチだ」と述べた。
レンジャーズのクラブハウスは失意に沈んでいた。例年のシリーズならば、優勝を逃したチームも試合後すぐにクラブハウスをメディアに開放するが、この日のレンジャーズがクラブハウスを開放したのは試合後20分は経ってからだった。シーズンを終えた選手たちにはワシントンがねぎらいの言葉をかけていたが、彼自身も「何かひとつ振り返るなら、勝利が手の届くところまで来ていたということ。あと1球が決まっていれば、あと1アウトがとれていれば、結果は違っていただろうな」と吐露した。翻って、歓喜に沸くカージナルスのクラブハウスではシャンパンファイトが始まった。彼らにとってこのシャンパンファイトは、この年4度目にして初めて本拠地ブッシュ・スタジアムで行うものだった。これまでは、ワイルドカード獲得がテキサス州ヒューストン、地区シリーズ突破がペンシルベニア州フィラデルフィア、リーグ優勝がウィスコンシン州ミルウォーキー、と全て敵地で決定していた。シリーズ3敗目を喫した第5戦終了後、ラルーサはそのことに触れながら選手たちを鼓舞しており、彼らはそれに応え地元で連勝して逆転優勝を果たした。この日、ミズーリ州セントルイスの街は優勝を祝福する市民で夜遅くまでごった返し、5年前の前回優勝時とは比べ物にならないほど大きく盛り上がっていた。

## シリーズ終了後

### セントルイス・カージナルスのオフの動き
シーズン終了後のカージナルスには、ふたつの大きな課題が待ち受けていた。ひとつはトニー・ラルーサの後任監督探し、もうひとつは主砲アルバート・プホルスとのFA交渉である。GMのジョン・モゼリアクが第7戦終了直後、選手のもとへ向かうため球場内を移動しながら考えていたことが、このふたつにどう対処しようかということだったという。
その後、カージナルスは新監督に球団OBのマイク・マシーニーを迎え入れた。プホルスとの契約交渉は合意に至らず、彼はロサンゼルス・エンゼルスへの移籍を選んだ。1996年からチームの指揮を執っていたラルーサが勇退し、2001年のデビュー以来中心選手として活躍してきたプホルスも退団と、チームの象徴的存在だったふたりが相次いて去ったことで、球団史における一時代に幕が下ろされる形となった。

#### 優勝記念パレードと監督の交代

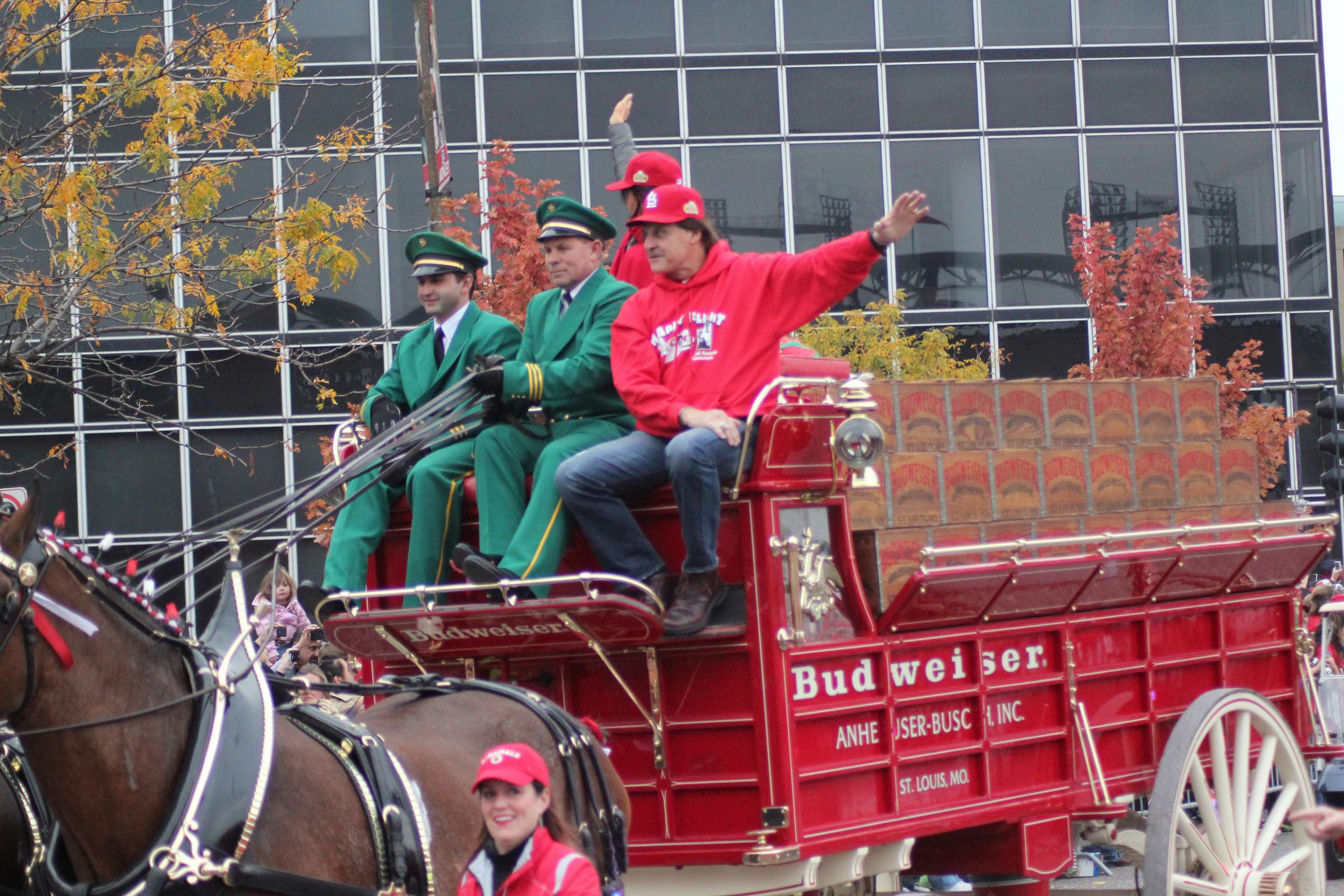
パレードの先頭で沿道の観衆に手を振るトニー・ラルーサ。この直後、選手らに勇退の意向を明かした

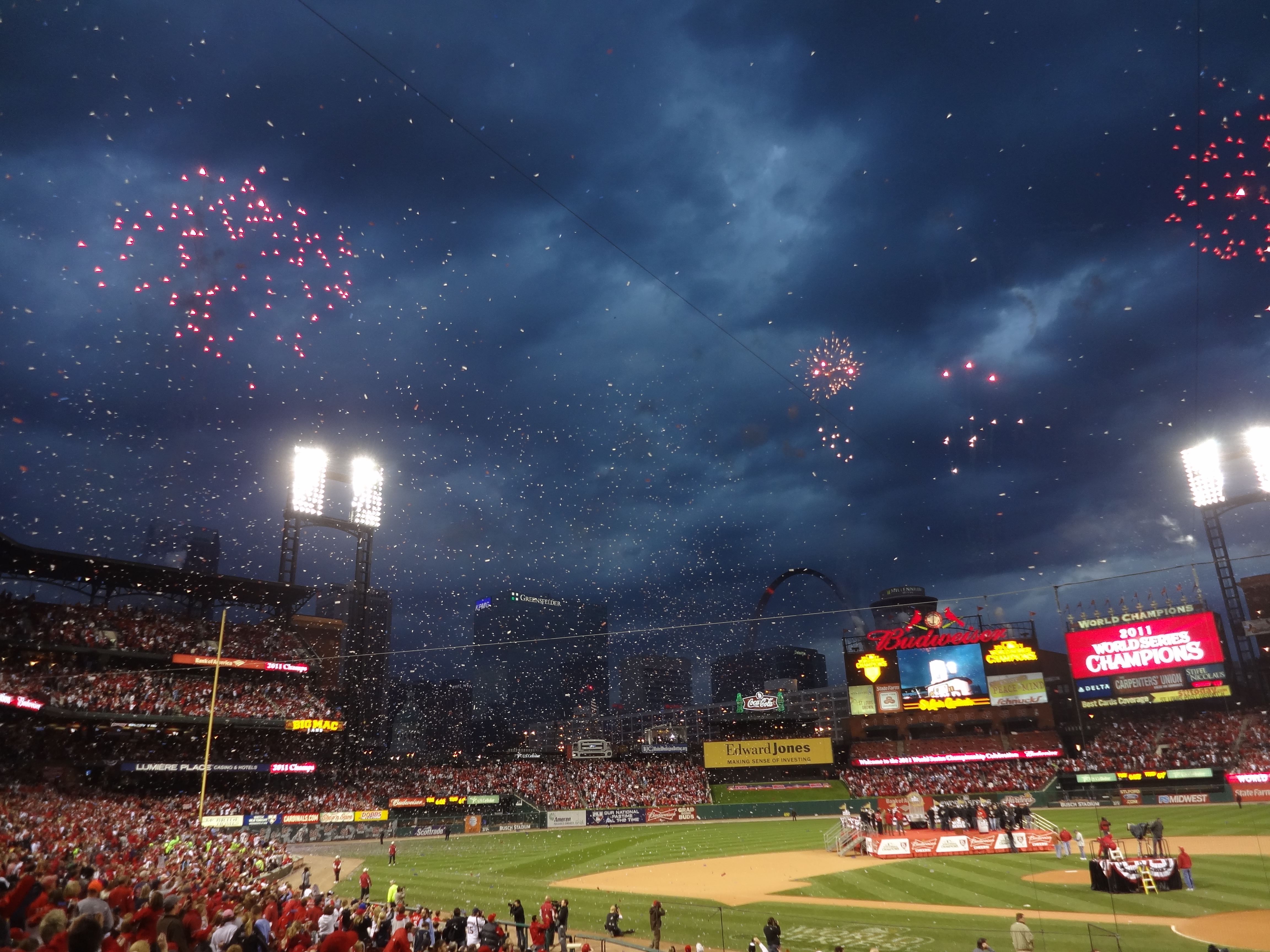
パレードの終着点ブッシュ・スタジアムで行われた記念式典の様子

シリーズが終わってすぐ、カージナルスの優勝記念パレードが2日後の10月30日に行われることが発表された。コースは旧ユニオン駅舎前を午後4時に出発してマーケット通りを東へ進み、7番通りと交わるところで右折して本拠地球場ブッシュ・スタジアムへ向かうものとなった。パレードの終着点ブッシュ・スタジアムでは記念式典が行われることになり、その入場券は第7戦が終了してから90分で完売している。その日はアメリカンフットボールのNFLでも、セントルイス・ラムズがブッシュ・スタジアムの近くにある本拠地エドワード・ジョーンズ・ドームで正午から試合を開催することになっていた。ラムズは同じ街のチームの優勝を祝うため、シリーズMVPを受賞したデビッド・フリースの背番号23にちなんで当日券の値段を23ドルに設定し、さらにカージナルスを試合に招待した。
パレード当日、カージナルス一行はラムズの招待に応じてエドワード・ジョーンズ・ドームを訪れ、プライベートスイートでラムズとニューオーリンズ・セインツとの試合を観戦した。試合前にはクリス・カーペンターがラムズRBのスティーブン・ジャクソンのユニフォームを着てフィールドに登場し、先攻チームを決めるコイントスに名誉キャプテンとして立ち会った。続いて試合開始後、第1クォーター途中には場内にカージナルスの紹介が行われ、スキップ・シューマッカーとラファエル・ファーカルがコミッショナーズ・トロフィーを掲げると、5万7179人の観客が入った場内はスタンディングオベーションに包まれた。ラムズは2011年シーズンが開幕して6試合でまだ白星がなかったが、この日の試合ではここまで5勝2敗と好調のセインツを31－21で破る番狂わせを演じ、シーズン初勝利を挙げた。試合後、セインツのヘッドコーチのショーン・ペイトンが「この街が野球の優勝で大盛り上がりなのは認めるけど、それとこの試合とは関係ないと思うね」と語る一方、ラムズのヘッドコーチのスティーブ・スパヌオーロは「トニー（ラルーサ）をはじめカージナルスの皆が来てくれたことにとても感謝している。我々にとってそれがどれだけの意味を持つか、彼らに知ってもらいたかった」と述べている。
この日のセントルイスは空が雲に覆われ風もあるなど天候には恵まれなかったが、ドームでNFLの試合が行われている傍らでは、パレード開始の数時間前から沿道で場所取りをするファンの姿もみられた。パレードは予定通り午後4時に始まり、ラルーサ夫妻が乗り込んだワゴンをバドワイザー・クライズデールが引いて先頭を行き、続いて球団筆頭オーナーのウィリアム・デウィット・ジュニア一家や選手たち、殿堂入りした球団OBらが一列となって進んでいった。沿道はチームカラーの赤を身につけた数十万人のファンで埋め尽くされ、アルバート・プホルスやフリースなどには特に大きな声援が集まった。パレードは40分ほどで満員の観客が待つブッシュ・スタジアムに着き、フィールドの二塁付近に設けられたステージで記念式典が行われた。ここでラルーサは、何度もあった敗退の危機を乗り越えて優勝を果たした選手たちを賞賛し、この優勝は50年後も称えられているであろう特別なものだと評した。フリースは、シリーズ優勝というひとつの夢が叶ったのはファンのおかげだと感謝の言葉を述べた。ひときわ大きな歓声を浴びたのがプホルスで、球団との契約最終年のシーズンを終えてFAとなる彼は、インタビュアーの「来年もまたこうやってお祝いをするために戻ってきてくれるか」という問いに「もちろんだろ」と答え、残留を希望するファンを喜ばせた。
式典が終わると、ラルーサから話があるということで、選手たちは球場内の一室に集められた。そこでラルーサは16年間務めてきたカージナルスの監督の座を退き、現場から引退する意向を明かした。彼自身はシーズン序盤の時点で既にこの年限りという選択肢も考えており、8月には引退を決断してGMのジョン・モゼリアクに伝えていたという。ただ選手やコーチ陣はそのことを知らされておらず、シリーズを終えてパレードもやったその日になって初めて告げられることとなった。突然の引退表明に涙を流す選手もおり、そのときの雰囲気をカーペンターは「話といっても『今年はいい1年だったな』みたいなことだろう、とみんなが思ってた。ところが実際には辞めるということだったから、みんな油断していたところを殴られたような感じだった」と振り返っている。選手たちへの報告を済ませたラルーサは、翌31日午前に記者会見を開き「何か特定の理由がひとつあったわけではなく、いろいろなものが積み重なって『ここらが潮時だ』と思った」と退任を世間に公表した。ワールドシリーズで優勝したチームの監督がそのシーズンをもって引退するのは史上初のことだった。
ラルーサの後任として、カージナルスは球団内外から候補6名を選出し、面接を実施した。候補者は以下の通り。
- テリー・フランコーナ（ボストン・レッドソックス前監督）
- クリス・マロニー（カージナルス傘下AAA級メンフィス監督）
- マイク・マシーニー（カージナルス選手育成特別補佐）
- ジョー・マクユーイング（シカゴ・ホワイトソックス傘下AAA級シャーロット監督）
- ホセ・オケンドー（カージナルス三塁コーチ）
- ライン・サンドバーグ（フィラデルフィア・フィリーズ傘下AAA級リーハイバレー監督）

このうち、マシーニーは捕手として2000年から2004年の5年間、マクユーイングはユーティリティーとして1998年・1999年の2年間、ラルーサ指揮下のカージナルスでプレイしたことがある。一方、フランコーナとサンドバーグのふたりは、これまでカージナルスに所属したことがない。指導者経験の点では、メジャーでの監督経験があるのはフランコーナのみである。他の候補者もほとんどがメジャーでのコーチ経験やマイナーリーグでの監督経験は持つが、マシーニーだけは選手引退後は常勤の指導者職に就いたことがなかった。そのためモゼリアクはニューヨーク・ヤンキース監督のジョー・ジラルディに、指導者未経験からいきなりメジャー監督に就任した先達としての助言を請うたという。
11月14日、カージナルスは新監督にマシーニーを起用すると発表した。ラルーサはマシーニーについて「捕手というのは1球1球の決定にかかわってくるポジションだから、リーダー的役割を自然と担うことになるし、彼自身お手本のような真のリーダーだ。だが彼は声を出してチームを引っ張っていくタイプで、これは放っておいても勝手になれるものではない」と素質を高く評価した。経験の少なさについて、ジョン・ジェイは「経験があろうとなかろうと、乗り越えなきゃならない壁ってのは出てくるものだよ」と話し、フリースは「一般的には成功するために必要だとされていることを、必要としない人間もいる。マシーニーはそういう男だとうちのチームが考えているのは間違いない」と述べた。マシーニーの監督就任決定後、カージナルスはオケンドーを三塁コーチに留任させ、マロニーを一塁コーチに採用した。

パレードでのアルバート・プホルス。結果的にこれがカージナルスの一員としての最後の舞台となった

#### 戦力の入れ替わり
シリーズの閉幕により各球団で契約を満了した選手がFA登録され、11月3日から他球団との交渉が解禁される。カージナルスからはエドウィン・ジャクソンやラファエル・ファーカルらもFAとなるが、やはり最大の注目は、MLB史上3例目となる総額2億ドル超えの大型契約が濃厚とみられていたアルバート・プホルスだった。1999年のドラフトでカージナルスから指名されてプロ入りし、それ以来カージナルス一筋だった彼にとって、FAとして他29球団とも自由に契約交渉ができるようになったのは今回が初めてである。交渉解禁後、これだけの契約が可能なほどの予算を持つ球団がわずかななかで、意外にもマイアミ・マーリンズが獲得に積極的な姿勢を見せた。マーリンズは新球場マーリンズ・パーク移転1年目のシーズンを控え、それまでの緊縮財政から一転して積極補強に打って出ていた。カージナルスも再契約へ向けて交渉を続けており、時が経つにつれて球界では、カージナルス残留かマーリンズ移籍のどちらかで決まりという空気が色濃くなっていく。しかし、カージナルスは契約年数で、マーリンズはトレード拒否権の有無で、それぞれプホルス側が求める条件を満たすことができなかった。そしてこのタイミングで、新たにロサンゼルス・エンゼルスが獲得に名乗りを上げた。球団オーナーのアルトゥーロ・モレノがプホルスに直接電話して話すことで彼の心をつかみ、提示した条件も契約期間やトレード拒否権の付与などプホルス側の要求に応えたものだった。
12月8日、プホルスはエンゼルス入団で基本合意に達する。契約はMLB史上3番目の高額となる10年総額2億4000万ドルで、金額ではカージナルスが出したオファーを4000万ドルも上回っていた。カージナルスは球団を代表するスター選手を失うことになり、オーナーのウィリアム・デウィット・ジュニアは「プホルスをセントルイスにとどめておくことができず失望している」と声明を出した。ただ、カージナルスがこれほどの契約を結んでいたら球団予算が逼迫するのは必至であり、チームは名を捨てて実をとったともいえる。プホルスの穴を埋めるため、チームは新右翼手としてカルロス・ベルトランを獲得し、既にシーズン中に契約延長を済ませていたランス・バークマンを右翼からプホルスが抜けた一塁へ再コンバートした。また、FAとなった他の選手のうち、遊撃手のファーカルとは再契約した。他方で投手陣は、アダム・ウェインライトの復帰で先発ローテーションが5人揃うことからE・ジャクソンとの再契約は見送られ、救援もオクタビオ・ドーテルがFA移籍するなど一部が入れ替わる。新監督の下での連覇を目指すチームは、このように戦力を整えていった。ところがスプリングトレーニングでは、1年前のウェインライトに続き、今度はクリス・カーペンターが右肩の神経に炎症を起こして故障者リスト入り。こうしてカージナルスは2年連続でローテーションの柱を欠いたまま2012年のシーズンに突入することとなった。

### テキサス・レンジャーズのオフの動き

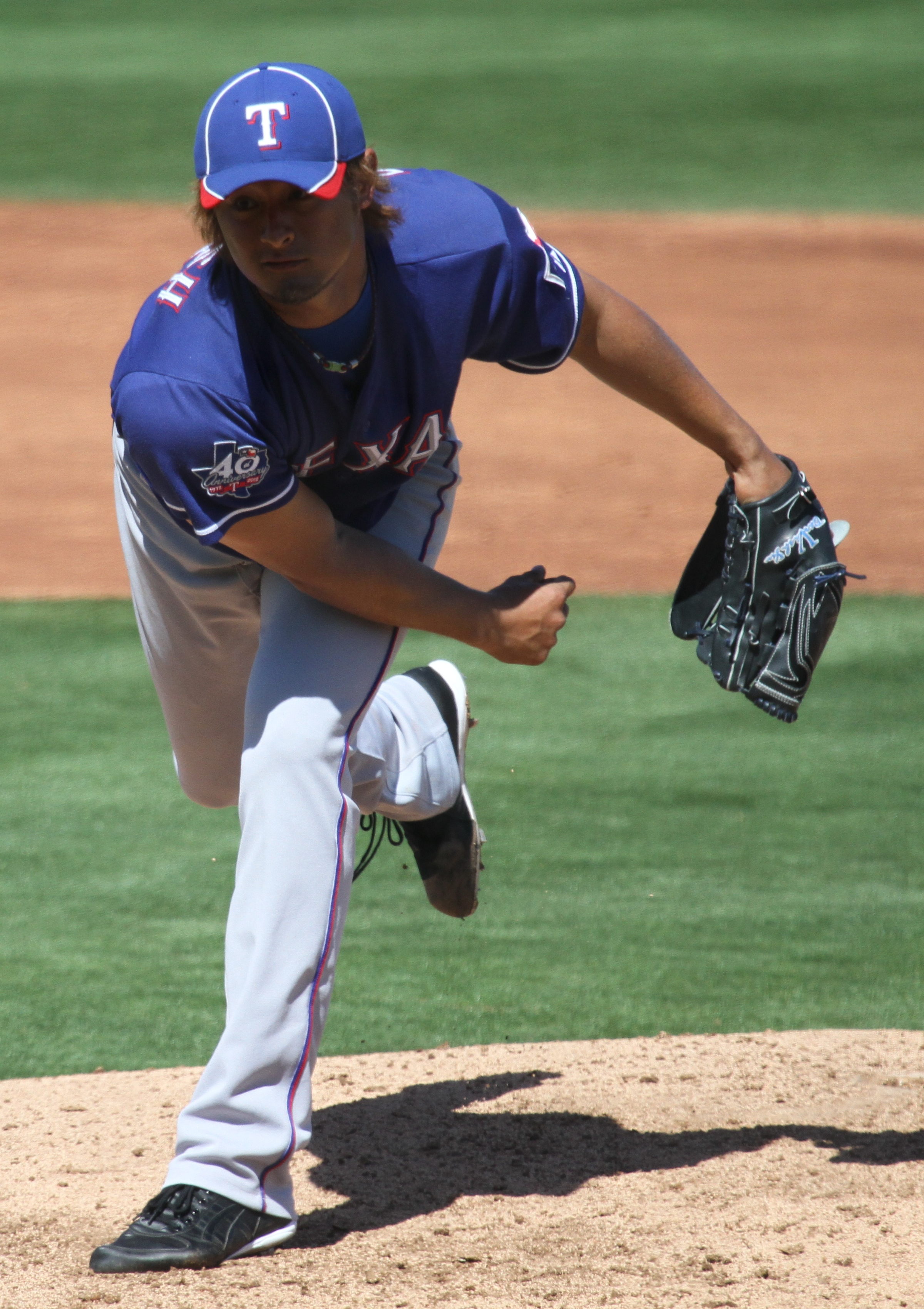
ダルビッシュ有はのシーズン開幕時点でまだ25歳と、31歳のC.J.ウィルソンより6年も若い。このこともチームにとっては魅力的だった（写真は2012年3月13日撮影）

レンジャーズでは、野手陣でFAとなったのはエンディ・チャベスやマット・トレーナーなど控え選手に限られ、主力は全員残留。1試合平均得点がリーグ3位の5.28を記録した強力打線は次のシーズンも変わらぬ顔ぶれとなった。投手陣では先発のC.J.ウィルソンをはじめ、救援のダレン・オリバーやマイク・ゴンザレスなど左腕が揃ってFAに。特にC・ウィルソンは、このオフにFAとなった投手のなかでもトップクラスと見做されていた。しかしチームは、1年前にクリフ・リーがFAになったときとは異なり、このときはC・ウィルソンを積極的に引き止めようとはしなかった。C・ウィルソンは、レンジャーズからは春先に3年契約を提示されたもののそれっきりで、オフになっても正式なオファーはなかったと主張している。その代わりにチームが採った補強策は、ジョー・ネイサンを獲得して新たな抑え投手とし、これに伴ってネフタリ・フェリスを抑えから先発に転向させるというものだった。C・ウィルソンは結局、レンジャーズと同地区のロサンゼルス・エンゼルスへ5年契約で移籍する。エンゼルスについては、C・ウィルソンと同じ日にアルバート・プホルスとも契約合意が報じられており、投打の大物FAを一挙に獲得したエンゼルスの動きは球界に大きな衝撃を与えた。
同地区のライバル球団が大型補強を行ったのに対し、レンジャーズの投手陣強化もフェリスの先発転向だけにとどまらない。続いて、日本プロ野球（NPB）からダルビッシュ有の獲得に乗り出す。ダルビッシュは、NPBがセ・パの2リーグ制になってからは史上初となる5年連続防御率1点台を達成し、所属する北海道日本ハムファイターズからポスティングにかけられていた。元々レンジャーズは早い段階から獲得に向けての準備を進めており、GMのジョン・ダニエルズ自らシーズン中の6月に日本を訪れてダルビッシュの投球を視察したり、NPB経験者のコルビー・ルイスや建山義紀を通じて日本球界への理解に努めたりしていた。こうした調査の末にチームはダルビッシュを高く評価し、実際にポスティングが公示されるとトロント・ブルージェイズら他球団を抑え、30日間の独占交渉権を落札した。そして交渉の末、期限切れ目前の2012年1月18日に彼と6年契約を締結することで合意に至った。チームが彼の獲得に費やした資金は、交渉権落札費用と年俸総額で合わせて1億ドル以上と、MLBでまだ1球も投げていない投手への投資としては異例の大金だった。入団会見でダルビッシュは、レンジャーズがサヨナラ負けを喫したワールドシリーズ第6戦について「去年の僕だったら、あそこにいてホームランを打たれて負けていたと思う。でも今年はしっかりやれると思う」と語り、自信を覗かせている。
補強の結果、先発ローテーションはルイスを筆頭にデレク・ホランドとマット・ハリソンの両左腕、そしてダルビッシュとフェリスの5人で構成されることになった。これに伴い、前年のレギュラーシーズンでは先発を務めていたアレクシー・オガンドは中継ぎに戻された。その中継ぎでは、オリバーがブルージェイズへ移籍し、M・ゴンザレスも条件面で折り合いがつかず退団した。両投手がいなくなったことによって、オガンドやマイク・アダムスら右腕が豊富な一方で左腕は手薄という偏った陣容となった。スプリングトレーニングを経て25人ロースターに入ったのは新人のロビー・ロスひとりだけと、救援左腕の少なさには不安を抱えてレンジャーズは2012年のシーズン開幕を迎えた。

### その他のオフの出来事
シリーズ終了直後から、MLB公式サイト "MLB.com" ではカージナルス優勝記念グッズの販売が始まった。しかし商品リストのなかに、敗れたレンジャーズの優勝記念グッズが数点紛れ込むというミスがあった。このようなお蔵入りとなるグッズは、キリスト教福音主義系の人道支援団体 "ワールド・ビジョン" に寄付され、アフリカなどの開発途上国へ渡ることになっている。カージナルス優勝記念グッズのうち、シリーズの模様を収めた公式記録DVDは、地元ミズーリ州セントルイス出身で俳優のジョン・ハムがナレーターを務めたハイライト版と、全試合のノーカット映像を収録した8枚組のコレクターズ・エディションの2種類が発売されることになった。発売当日の11月22日にはセントルイス市内のピーボディ・オペラハウスで試写会が行われ、シリーズMVPのデビッド・フリースやセントルイス市長のフランシス・スレイらが出席した。また翌年4月にはこれとは別に、第6戦のみを収録したDVDとBlu-ray Discも "Baseball's Greatest Games" シリーズのひとつとして発売された。
MLB機構と選手会の合意により、2012年からポストシーズンの方式が変更されることが決まった。1995年から17年間続いた従来の方式では、リーグごとに3地区それぞれの優勝球団とそれ以外で全地区を通して最も勝率が高いワイルドカード1球団の、計4チームずつが地区シリーズに進出していた。2012年から新たに導入される方式ではワイルドカードの枠がひとつ増えて2になり、その2球団が1試合の直接対決 "ワイルドカードゲーム" を戦って、勝った球団のみが地区シリーズへ進出する。新方式ではワイルドカード球団はたった1試合で敗退する可能性があるうえに、その1試合にエース投手をつぎ込んで勝ったとしても、地区シリーズではエースがシリーズ後半まで投げられない状況で地区優勝球団と対戦しなければならないなど、事実上の大きなハンデが課される。2011年のポストシーズンはワイルドカード球団のカージナルスが優勝して幕を閉じたが、2012年以降はこのようなことが起こりにくくなると期待される。またカージナルスは、ポストシーズン8チーム制の下では最後の優勝チームとなった。

## セレモニー

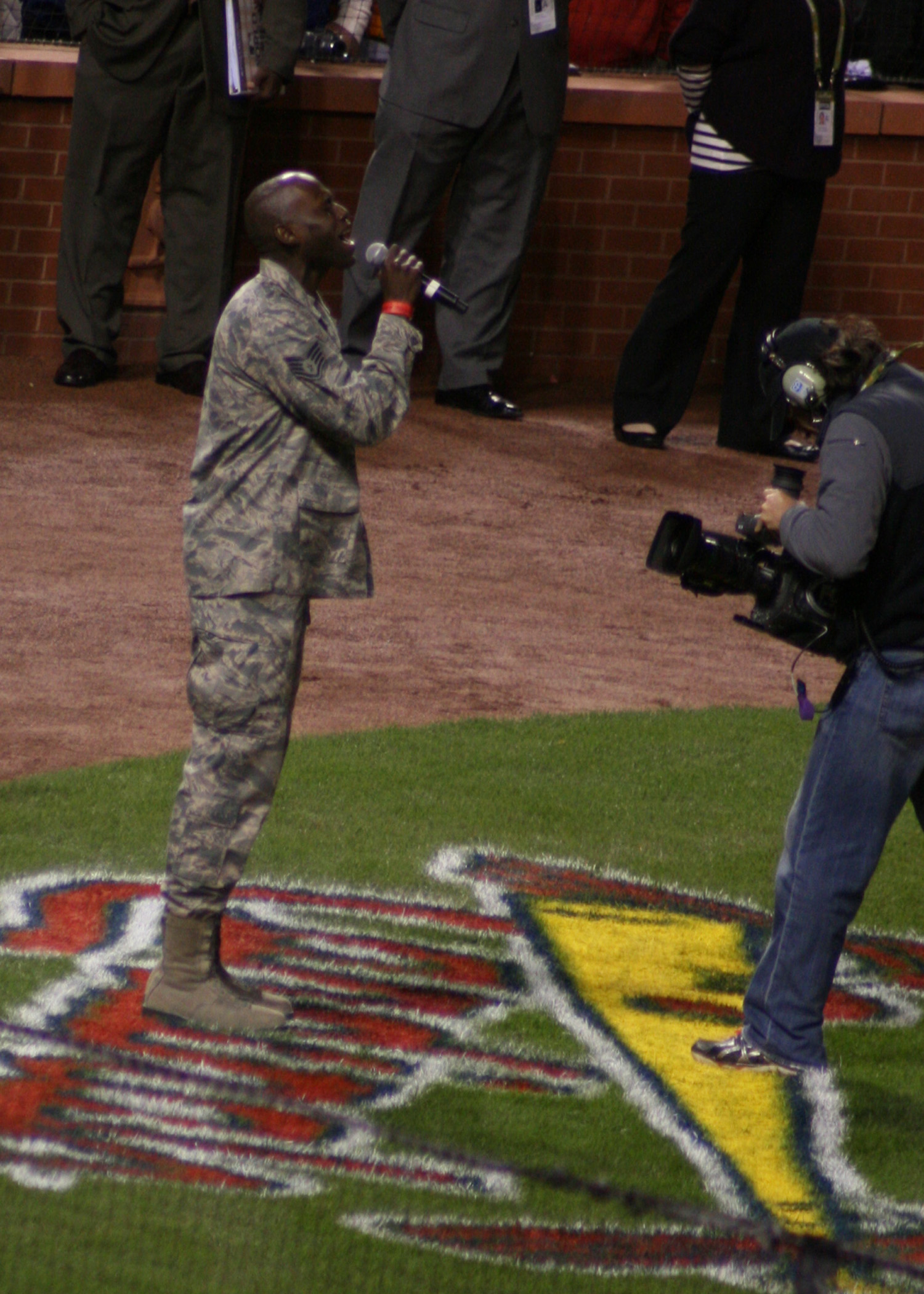
第1戦のセブンス・イニング・ストレッチで『ゴッド・ブレス・アメリカ』を歌うアメリカ空軍二等軍曹ブライアン・オーウェンス

試合前のアメリカ合衆国国歌『星条旗』独唱と始球式、およびセブンス・イニング・ストレッチにおける『ゴッド・ブレス・アメリカ』独唱を行った人物は、それぞれ以下の通り。
| 試合  | 国歌独唱                          | 始球式                                                      | 『ゴッド・ブレス・アメリカ』独唱                    |
| ----- | --------------------------------- | ----------------------------------------------------------- | --------------------------------------------------- |
| 第1戦 | スコッティ・マクリーリー          | ボブ・ギブソン、ブルース・スーター、 アダム・ウェインライト | ブライアン・オーウェンス （アメリカ空軍二等軍曹）   |
| 第2戦 | トレース・アドキンス              | ルー・ブロック、 レッド・ショーエンディーンスト             | ジェネラルド・ウィルソン （元アメリカ海軍一等兵曹） |
| 第3戦 | ロニー・ダン                      | ダーク・ノヴィツキー （ダラス・マーベリックス）             | ダービー・レッドベター （テキサス陸軍州兵）         |
| 第4戦 | ズーイー・デシャネル              | ジョージ・W・ブッシュ                                       | エリカ・スティーブンス （テキサス空軍州兵）         |
| 第5戦 | デミ・ロヴァート                  | ロジャー・ストーバック                                      | モリー・コーベット （アメリカ空軍一等軍曹夫人）     |
| 第6戦 | ジョー                            | デビッド・エクスタイン                                      | ジェネラルド・ウィルソン （元アメリカ海軍一等兵曹） |
| 第7戦 | クリス・ドートリー （ドートリー） | ボブ・フォーシュ                                            | デビッド・ネイル                                    |

ワールドシリーズ優勝回数が30球団中2番目に多いカージナルスは、本拠地ブッシュ・スタジアムでの4試合全てで、過去のシリーズ制覇に貢献したOB・選手を始球式の投手役に起用した。第1戦の3人はチームがシリーズ優勝を決めた瞬間にマウンドに立っていた投手で、ボブ・ギブソンは1964年と1967年の2度とも最終戦で完投勝利を挙げ、ブルース・スーターは1982年のシリーズで、アダム・ウェインライトは2006年のシリーズで、それぞれ優勝決定試合でセーブを記録した。第2戦に登場したルー・ブロックとレッド・ショーエンディーンストは、1964年と1967年のシリーズでブロックが選手として、ショーエンディーンストがコーチ・監督として、チームを優勝に導いた。第6戦のデビッド・エクスタインは2006年のシリーズMVPを受賞し、第7戦のボブ・フォーシュは1982年のシリーズで2試合に先発登板している。この始球式の時点でフォーシュは胸部に動脈瘤を患っており、それから6日後の11月3日にフロリダ州タンパ近郊の自宅で死去した。
これに対してシリーズでの優勝経験がないレンジャーズは、本拠地レンジャーズ・ボールパーク・イン・アーリントンでの3試合の始球式で、投手役に球団の選手だった人物を起用しなかった。第3戦のダーク・ノヴィツキーはバスケットボールのNBAでダラス・マーベリックスをこの年5〜6月のファイナル優勝に、第5戦のロジャー・ストーバックはアメリカンフットボールのNFLでダラス・カウボーイズを1972年1月のスーパーボウル優勝に、それぞれ導いてその優勝決定戦でMVPを受賞した人物であり、この両チームは本拠地をレンジャーズと同じテキサス州ダラス・フォートワース複合都市圏に置いている。レンジャーズと直接関係があるのは第4戦に登場したジョージ・W・ブッシュで、彼は第43代アメリカ合衆国大統領に就任する前に球団の共同オーナーを務めていた。ただこれらの始球式で捕手役を務めたのは、第3戦がマイケル・ヤング、第4戦がノーラン・ライアン、第5戦がケニー・ロジャース、といずれもレンジャーズの選手・OBだった。
試合前の国歌独唱を務めた7人のうち複数名が、今シリーズをテレビ中継したFOXの番組出演者である。第1戦のスコッティ・マクリーリーと第7戦のクリス・ドートリーは、ともにオーディション番組『アメリカン・アイドル』の出身で、マクリーリーはシーズン10（2011年放送）で優勝、ドートリーはシーズン5（2006年放送）で4位だった。また、第4戦のズーイー・デシャネルは、FOXでこの年の9月から始まったシチュエーション・コメディ『New Girl / ダサかわ女子と三銃士』に主演している。このうちマクリーリーの独唱は、歌い始めからしばらくマイクのスイッチが入っていなかったため途中でやり直しとなり、さらに歌詞の "O say does that star-spangled…" という部分を "No Jose does that…" と間違えたようにも聴こえるなどのトラブルがあった。

## テレビ中継

### アメリカ合衆国

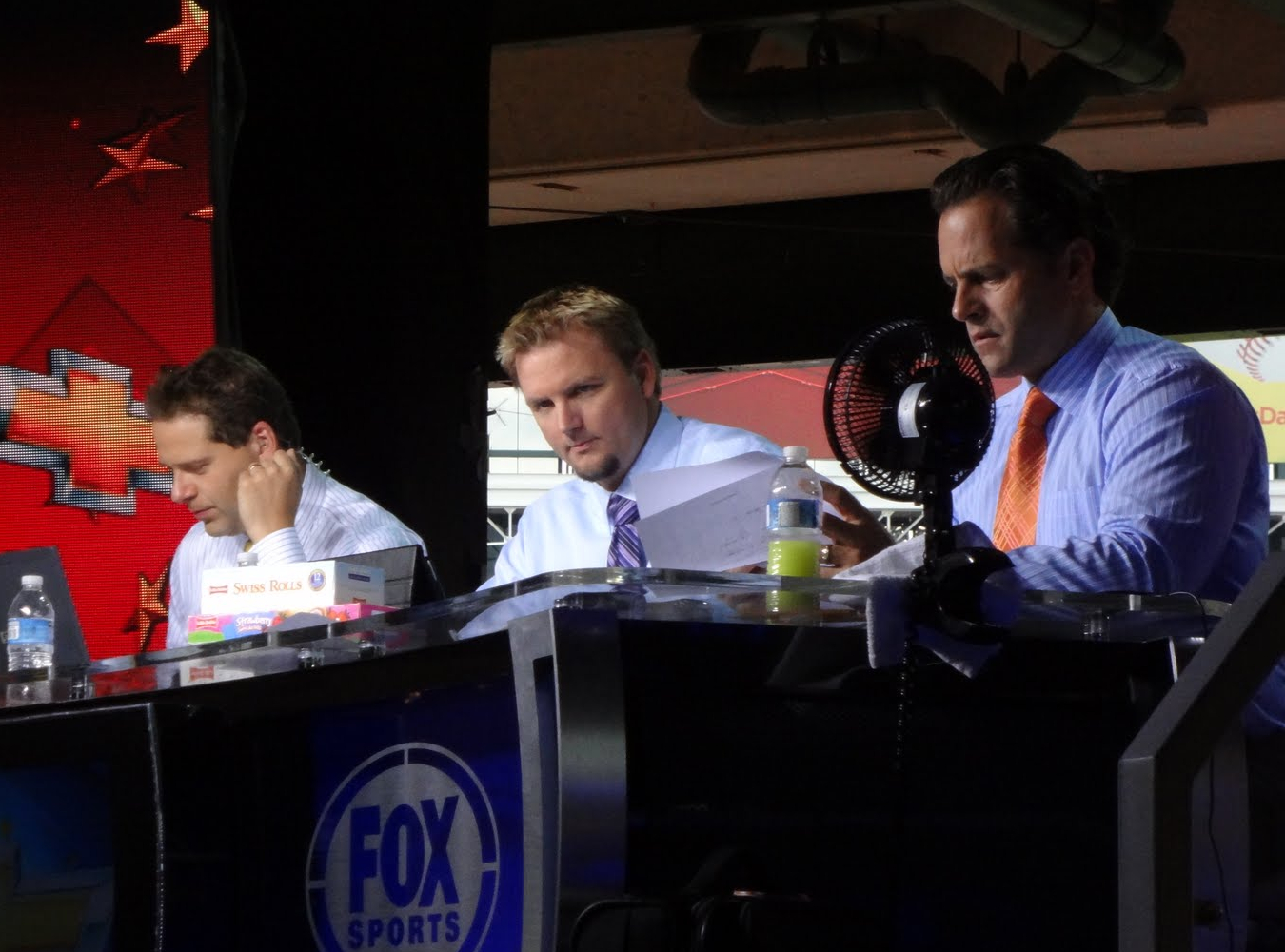
第3戦試合開始前の（左から）クリス・ローズ、A.J.ピアジンスキー、エリック・キャロス

アメリカ合衆国におけるテレビ中継はFOXが放送した。FOXによる中継は2000年以来12年連続、通算では14回目となった。今回の中継は2006年7月にFOXがMLB機構との間に締結した、2007年から2013年までの7年間の放映契約に基づくものである。FOXがスポンサー企業に販売したCM放送枠の価格は30秒あたり50万ドルと推定され、シリーズが最終第7戦までもつれたこともあって、FOXが得た広告収入は総額2億6880万ドルにのぼったとみられる。これは5試合で終わった前年のシリーズと比べて7760万ドルの増収であり、またこの年2月に開催されたアメリカンフットボールのNFL・第45回スーパーボウルでFOXが得た広告収入をも4000万ドルほど上回っている。
実況はジョー・バックが、解説はティム・マッカーバーが、フィールドリポートはケン・ローゼンタールが、それぞれ務めた。バックによる実況は14回目、マッカーバーによる解説は22回目であり、いずれもシリーズ史上最多である。マッカーバーはシリーズに先立ち心臓に血管形成術を受けたため長距離移動を控えざるを得ず、同じくFOXが中継したアメリカンリーグ優勝決定戦では最初の2試合のみ出演を取りやめていたが、健康上の大きな問題はないとして復帰し、今シリーズは全試合で解説を務め上げた。また試合前にはクリス・ローズ進行のコーナーがあり、ゲスト出演したシカゴ・ホワイトソックス捕手のA.J.ピアジンスキーと解説のエリック・キャロスが試合の見所などを語った。
シリーズを通しての、全米および出場両チームの本拠地都市圏における視聴率等は以下の通り。
| 試合  | 日付           | 全米   | 全米         | 全米            | 全米   | 全米     | ミズーリ州 / イリノイ州 セントルイス | ミズーリ州 / イリノイ州 セントルイス | テキサス州ダラス | テキサス州ダラス |
| 試合  | 日付           | 視聴率 |              |                 | 占拠率 | 視聴者数 | ミズーリ州 / イリノイ州 セントルイス | ミズーリ州 / イリノイ州 セントルイス | テキサス州ダラス | テキサス州ダラス |
| 試合  | 日付           | 視聴率 | 前年との比較 | 前年との比較    | 占拠率 | 視聴者数 | ミズーリ州 / イリノイ州 セントルイス | ミズーリ州 / イリノイ州 セントルイス | テキサス州ダラス | テキサス州ダラス |
| 試合  | 日付           | 視聴率 | 前年視聴率   | 変動            | 占拠率 | 視聴者数 | 視聴率                               | 占拠率                               | 視聴率           | 占拠率           |
| ----- | -------------- | ------ | ------------ | --------------- | ------ | -------- | ------------------------------------ | ------------------------------------ | ---------------- | ---------------- |
| 第1戦 | 10月19日（水） | 8.7%   | 8.9%         | 0.2ポイント下降 | 14%    | 1420万人 | 47.3%                                | 66%                                  | 34.2%            | 51%              |
| 第2戦 | 10月20日（木） | 8.9%   | 8.5%         | 0.4ポイント上昇 | 14%    | 1430万人 | 49.4%                                | 66%                                  | 34.4%            | 53%              |
| 第3戦 | 10月22日（土） | 6.6%   | 6.7%         | 0.1ポイント下降 | 12%    | 1120万人 | 39.3%                                | 63%                                  | 29.4%            | 52%              |
| 第4戦 | 10月23日（日） | 9.2%   | 9.0%         | 0.2ポイント上昇 | 14%    | 1520万人 | 45.4%                                | 61%                                  | 39.1%            | 56%              |
| 第5戦 | 10月24日（月） | 8.8%   | 8.8%         | 横ばい          | 14%    | 1430万人 | 46.9%                                | 64%                                  | 40.0%            | 58%              |
| 第6戦 | 10月27日（木） | 12.7%  | （なし）     | （なし）        | 21%    | 2110万人 | 49.4%                                | 70%                                  | 47.1%            | 67%              |
| 第7戦 | 10月28日（金） | 14.7%  | （なし）     | （なし）        | 25%    | 2540万人 | 52.7%                                | 80%                                  | 40.3%            | 61%              |
| 平均  | 平均           | 10.0%  | 8.4%         | 1.6ポイント上昇 | 16%    | 1660万人 | 47.2%                                | 67%                                  | 38.0%            | 57%              |

2年連続でシリーズに出場したレンジャーズの対戦相手の本拠地都市圏をテレビ受信世帯数で比較した場合、セントルイス（カージナルス）は前年のカリフォルニア州サンフランシスコ・ベイエリア（サンフランシスコ・ジャイアンツ）の半分の規模しかなく、このことが全米視聴率にとってマイナス要因となる可能性があった。実際には、セントルイスやダラスだけでなくその近隣の都市圏でも視聴率が堅調だったこともあって、前年の試合数と同じ5試合を終えた時点での平均全米視聴率は8.3%とほぼ横ばいだった。第6戦と第7戦はともに12%を超える高視聴率で、シリーズ全試合の平均視聴率は10.0%と、2009年（11.7%）以来2年ぶりに二桁となった。また第7戦の平均視聴者数は2540万人で、ワールドシリーズ中継としては2004年の第4戦（2880万人）以来となる多くの視聴者を獲得したことになる。ただ、第7戦が行われた金曜日は他の曜日に比べて視聴率が取りにくいとされるため、もし雨天順延がなく第7戦が当初の予定通り木曜日に行われていれば、視聴率はもっと伸びていたとみられる。FOXの関係者は、第7戦が金曜日開催になったことで視聴率が1割ほど落ちたと述べている。
第4戦および第5戦の中継は、他局によるNFL中継と放送時間が重なっていた。第4戦の裏番組として、NBCは『サンデーナイトフットボール』（SNF）を放送した。SNFは2006年の放送開始以来、4年間はワールドシリーズがある週の中継を見合わせていた。しかし2010年に初めて同じ時間帯での放送を行い、視聴率でFOXのシリーズ中継を上回る数字を残した。シリーズ中継の視聴者数が裏番組のNFLレギュラーシーズン中継より少なかったのは、これが史上初のことであった。それから1年後の今回は、FOXのシリーズ第4戦が9.2%だったのに対してNBCのSNFは8.2%にとどまり、前年とは逆の結果となった。翌日も、FOXのシリーズ第5戦がESPN『マンデーナイトフットボール』よりも高い視聴率を記録している。
第6戦が当初予定の10月26日から順延された際、FOXは雨傘番組としてドラマ『glee/グリー』シーズン2の第5話と第12話を再放送した。そして翌27日の第6戦にカージナルスが勝利したことで最終第7戦が28日に組まれると、FOXは同日に放送予定だったリアリティ番組 Kitchen Nightmares およびドラマ『FRINGE/フリンジ』シーズン4・第5話を翌週に延期した。シリーズの順延はさらに、FOXだけでなくCBSの編成にも影響を及ぼした。同局はシリーズとの視聴率競争を避けるため、28日に放送予定だったドラマ A Gifted Man 第6話→『CSI:ニューヨーク』シーズン8・第6話→『ブルーブラッド 〜NYPD家族の絆〜』シーズン2・第6話の3作を翌週に延期し『A Gifted Man』パイロット版→『CSI:マイアミ』シーズン9・第2話→『CSI:ニューヨーク』シーズン7・第14話の再放送に切り替えた。
この放送は2012年4月30日に発表された第33回スポーツ・エミー賞において、最優秀中継特別番組賞を受賞した。MLB中継が同賞を受賞するのは、FOXによる2006年のポストシーズン中継が第28回で選ばれて以来、5年ぶりのことである。
| 2010年 FIFAワールドカップ決勝戦 （ABC） | スポーツ・エミー賞 最優秀中継特別番組賞 2011年 | 2012年 第46回スーパーボウル （NBC） |

### カナダ

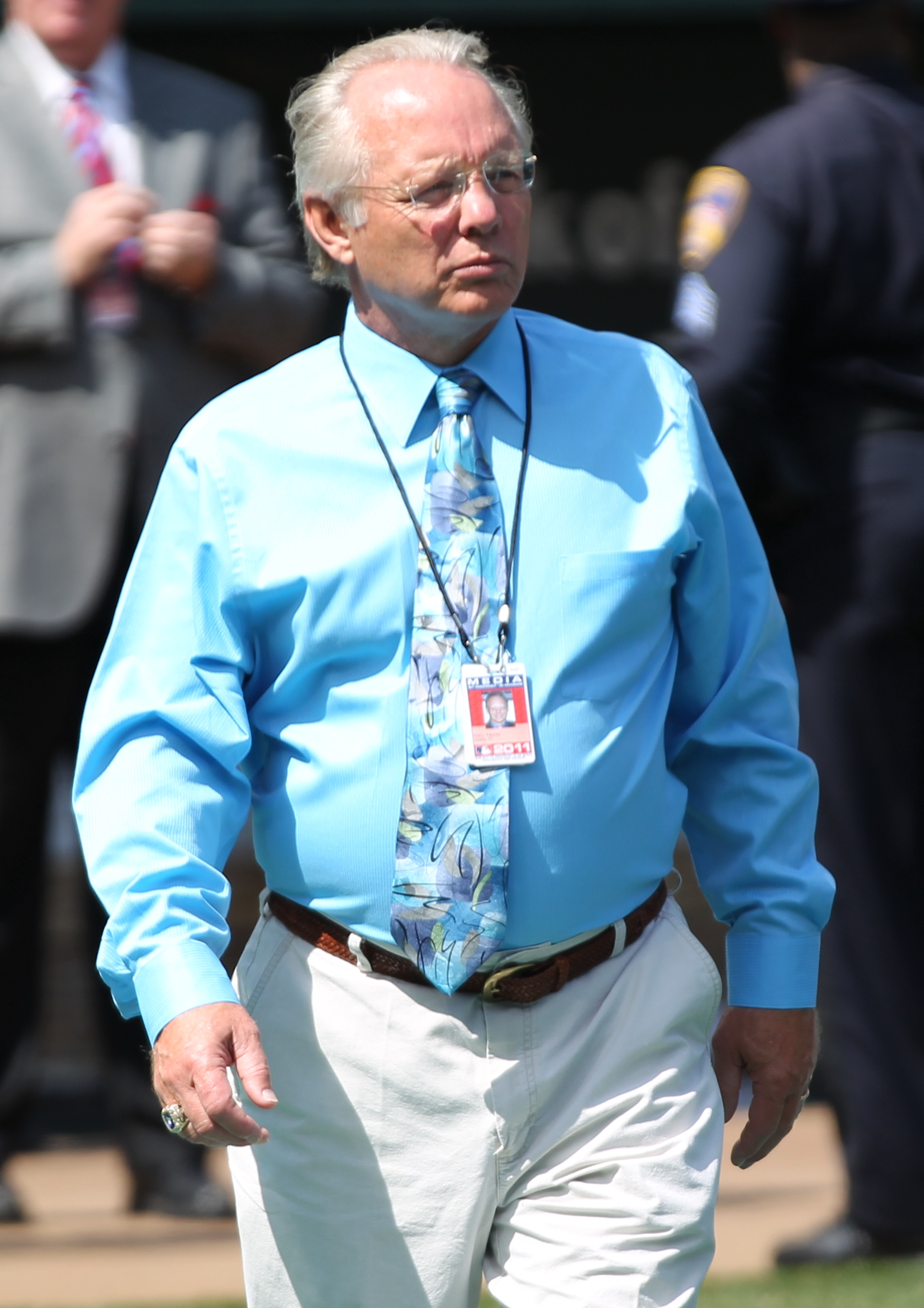
アメリカ合衆国外向けの英語放送で実況を務めたゲイリー・ソーン。レギュラーシーズン中はMASNでボルチモア・オリオールズ戦の実況を担当している（写真は2011年4月4日撮影）

カナダでは、ロジャーズ・コミュニケーションズ傘下のスポーツネットがテレビ中継を行った。同局はレギュラーシーズン中は、同じ企業グループに属するトロント・ブルージェイズの試合を放送していた。実況と解説はアメリカ合衆国外での英語放送用に製作された、ゲイリー・ソーンとリック・サトクリフによる音声を使用した。
今回のシリーズは、同局がこれまで中継してきたシリーズのなかでも多くの視聴者を獲得した。全試合の平均視聴者数は68万8000人で、2009年（74万9000人）と2004年（74万2000人）に次ぐ歴代3位となり、また第7戦の平均視聴者数はこれまで最多だった2004年の第4戦（91万3000人）をも上回る110万人を記録した。

### 日本
日本での生中継の放送は、日本放送協会（NHK）の衛星放送チャンネル "BS1" で行われた。現地での試合開始時間である中部夏時間午後7時頃は、日本時間の翌日午前9時頃となる。実況の冨坂和男と解説の小早川毅彦が日本から現地へ渡り、全試合で球場に設けられたNHKの放送ブースから様子を伝えた。また第1戦・第2戦の2試合には、ナショナルリーグ優勝決定戦でカージナルスと対戦したミルウォーキー・ブルワーズの斎藤隆もゲスト解説として出演した。斎藤は、シリーズに選手として出場するのではなく解説を務めることについて「こうやって見ると残念だし、悔しさが込み上げてくる」と述べた。
当初の日程では、第7戦は日本時間10月28日に開催される予定だった。しかし第6戦が悪天候により順延となったため以降の日程が1日ずれ、第7戦開催日は日本時間29日に変更となった。元々この日のBS1では、サッカーのイタリア一部リーグ "セリエA" におけるアタランタBCとインテルナツィオナーレ・ミラノとの対戦を録画放送する予定だったが、ワールドシリーズが第6戦を終えても決着がつかず第7戦に突入することになり、編成を変更する必要が生じた。その結果、ワールドシリーズ第7戦はハイビジョン画質のデジタル101チャンネルで生中継し、セリエAは同じ時間帯に臨時放送用・標準画質のデジタル102チャンネルで放送するマルチ編成が実施された。

## 評価
複数のメディアが今回の対戦について、ワールドシリーズの歴史のなかでも上位に入る名勝負だと論じた。MLB.comのテレンス・ムーアは「1975年と1991年の2シリーズよりは下」としつつ「3番目には入るかもしれない」との見方を示した。『ニューヨーク・タイムズ』のタイラー・ケプナーは「おそらく直近25年で五指に入るだろう」と述べ、『ワシントン・ポスト』のトーマス・ボズウェルは「ここ50年でも屈指のシリーズ」と評した。『サンフランシスコ・クロニクル』のブルース・ジェンキンスは「過去にはもっといい第7戦もあったし、スーパースターが光り輝いたシリーズなんて数えきれないほどあるが、こんなシリーズは初めてだ。感情がむき出しになって激しく揺さぶられた、という点において今回のシリーズは最高峰に近い」と綴った。2012年10月には『スポーティング・ニュース』による歴代最高のシリーズ・トップ10が発表され、そのなかで今シリーズは2001年・1991年・1975年に次ぐ4位とされている。
特に第6戦については賞賛の意見が寄せられた。『スポーツ・イラストレイテッド』のトム・バードゥッチは「1975年や1986年の第6戦にも匹敵するシリーズ史上最高のスペクタクル」とし、ロイター通信のラリー・ファインは「セントルイスの大逆転劇は1991年や1975年の第6戦をも上回った」と位置づけた。ティム・マッカーバーは、解説者として観てきたシリーズのなかで最も印象深い試合として、1991年の第7戦とともに今回の第6戦を挙げた。ニューヨーク・メッツのR.A.ディッキーは「もし過去に戻れるなら観たい試合は」との質問に対して、ジャッキー・ロビンソンのデビュー戦（1947年4月15日）やケリー・ウッドの1試合20奪三振（1998年5月6日）とともにこの第6戦を挙げ、感想として「あっという間にファンを喜ばせたり落ち込ませたりした、最もファンタスティックな試合のひとつ」と述べた。『デンバー・ポスト』のトロイ・E・レンクは「第6戦の映像は永遠にリプレイされ続けるだろう。この信じられないような試合だけでも、今シリーズは史上最高のシリーズ候補のひとつとなる」とし、『シカゴ・トリビューン』のフィル・ロジャースは「永遠に記憶に残る歴史的な試合」と記した。『トロント・スター』のリチャード・グリフィンはこの試合を「両チームは地面を深く掘り進めていき、このシリーズを歴史的なものに変貌させる未知の何かを発見した」と表現している。この試合については、両チーム合わせて5失策を記録した守乱ぶりなどから批判的な評価もあったが、それに対して『ウォール・ストリート・ジャーナル』のジェイソン・ゲイは「完璧さというのはフィギュアスケーターやチェリストのための概念だ。野球は乱雑さやひどさの上に成り立ってきたのであり、だからこそ1991年の第7戦という素晴らしい試合も、1986年の第6戦を忘れさせるには至らないのだ」と反論した。
対照的に最終戦については「盛り上がりに欠ける」との声が相次いだ。ムーアが今シリーズを「1975年と1991年よりは下」とした理由が、まさにこの点にある。ボズウェルも最終戦には「1960年・1975年・1991年・2001年と素晴らしい第7戦で締めくくられたシリーズがあっただけに、レンジャーズが四死球で自滅した今回のような結末では、史上最高のシリーズとまでは言えない」と厳しい。『ヒューストン・クロニクル』のリチャード・ジャスティスは今シリーズを「カージナルスは2度の敗退の危機を乗り切ってシリーズ史上最高の試合のひとつに勝利した24時間後、本拠地の47,399人のファンの前で拍子抜けの第7戦を制して目的を完遂した」と総括した。ESPNのジム・ケイプルは、今シリーズやポストシーズン全体については高く評価しながらも「1991年や2001年の第7戦と比べると、今回の第7戦にはがっかりだ。カージナルスのファンは同意しないだろうが」と書いている。その一方で『USAトゥデイ』のポール・ホワイトは、最終戦があまり盛り上がらない展開だったことは認めつつ「カージナルスの奇跡的な第6戦勝利が真に意味を成すには、彼らが最終戦も勝ってシリーズを終わらせなければならなかった」と、内容よりも結果を重視する姿勢をとった。同様に『タイム』のショーン・グレゴリーも「これからは2011年のワールドシリーズといえば第6戦、ということになっていくのだが、カージナルスが勝利でシリーズを締めくくったことも認めてやらなければ」としている。また、ベースボール・プロスペクタスのジェイ・ジャフは「第7戦が前日ほど白熱した試合にならないことは、試合前からほとんどわかっていた。1975年や1986年のシリーズだって第7戦は第7戦でいい試合だったのかもしれないが、それでも第7戦について語るときの声の調子は第6戦のときほど恭しくはならない」と綴った。
| 順位  | シリーズ          | ポイント |
| ----- | ----------------- | -------- |
| 1位   | 1991年（第088回） | 137.5    |
| 2位   | 1975年（第072回） | 135.7    |
| 3位   | 2001年（第097回） | 134.7    |
| 4位   | 1924年（第021回） | 112.8    |
| 5位   | 2011年（第107回） | 107.7    |
| 6位   | 1912年（第09回）  | 99.7     |
| ：    | ：                | ：       |
| 107位 | 1989年（第086回） | 5.8      |

『ハードボール・タイムズ』のクリス・ジャフは、主観的ではなく定量的な評価を行った。彼は歴代のポストシーズン各シリーズについて「1点差試合は3ポイント、1－0の試合ならさらに1ポイント」「サヨナラゲームは10ポイント、サヨナラが本塁打によるものならさらに5ポイント」「7試合制のシリーズが最終戦までもつれれば15ポイント」などというように、試合経過やシリーズの展開が一定の条件を満たすのに応じてポイントを付与することで、面白さの数値化を試みた。その結果、この年の両リーグ優勝決定戦まで全262シリーズの平均が45ポイントのところ、今シリーズは107.7ポイントを獲得した。これはワールドシリーズでは史上5位、地区シリーズやリーグ優勝決定戦を含めた全263シリーズ中でも13位の高得点となった。ただ彼自身、1975年の第6戦と今回の第6戦のどちらがよりいい試合だったかを論じた際には、自作の評価法では今回のほうが高いポイントを獲得したにもかかわらず、数字には表れない好プレイや拙いミスの存在を理由に、1975年のほうに軍配を上げている。

ESPNのウェブサイトは閲覧者を対象に、このシリーズの評価を「今までで一番」「有数の好勝負」「それほどでもない」の3つから選ばせるアンケートを実施した。20万を超える投票のうち「有数」（約60%）と「一番」（約25%）が合わせて80%以上を占め、地域別にみるとカージナルスの地元ミズーリ州では「一番」が、レンジャーズの地元テキサス州を含むその他の州やアメリカ合衆国外では「有数」が、それぞれ過半数となった。

## ギャラリー

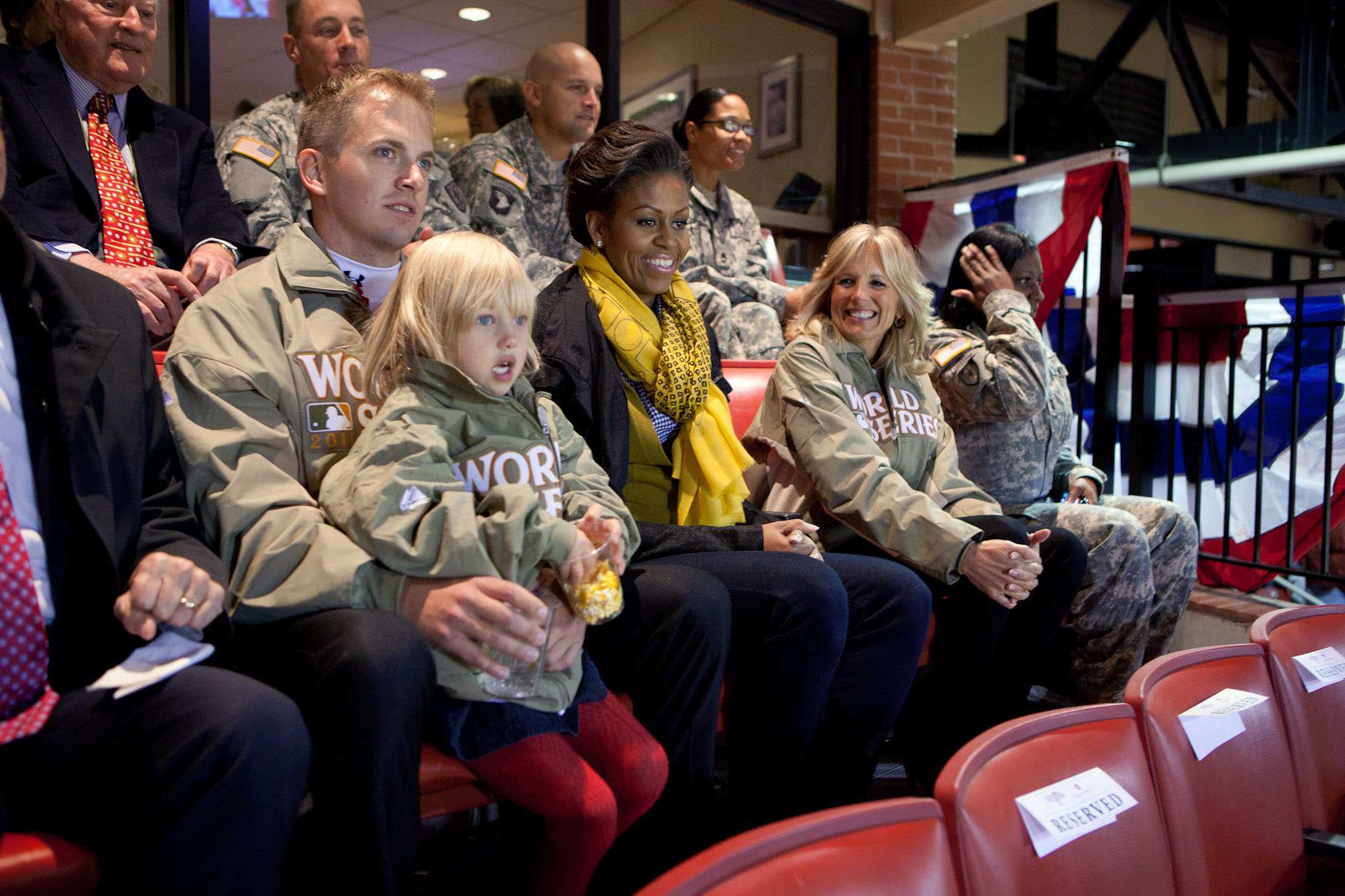
第1戦をブッシュ・スタジアムの客席で観戦する、アメリカ合衆国大統領夫人ミシェル・オバマや同副大統領夫人ジル・バイデンら
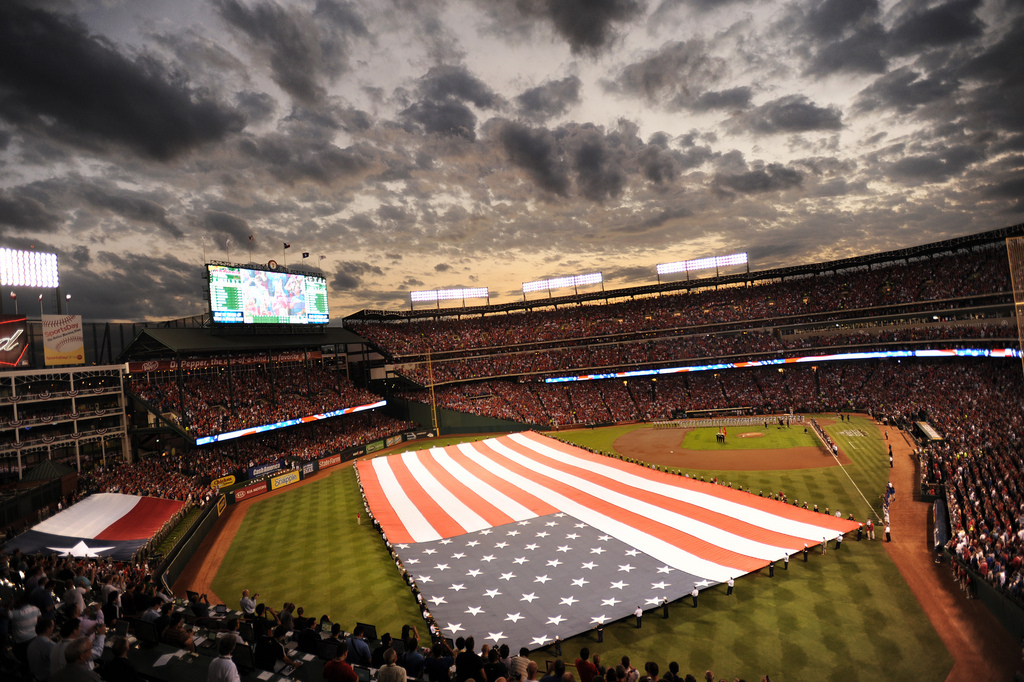
第3戦開始前、レンジャーズ・ボールパーク・イン・アーリントンのフィールドに広げられたアメリカ合衆国の国旗
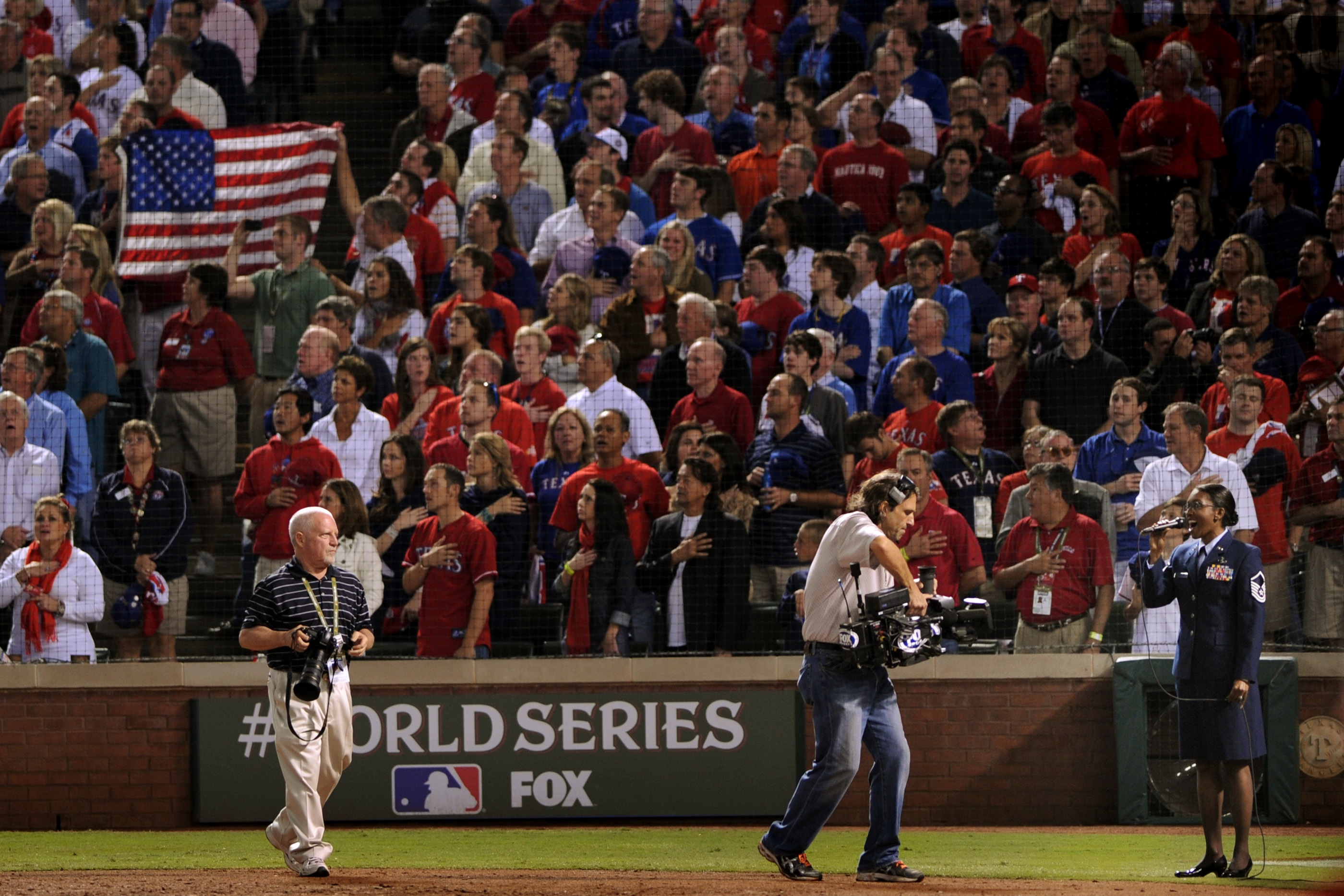
第4戦のセブンス・イニング・ストレッチで『ゴッド・ブレス・アメリカ』を歌うテキサス空軍州兵（英語版）エリカ・スティーブンス
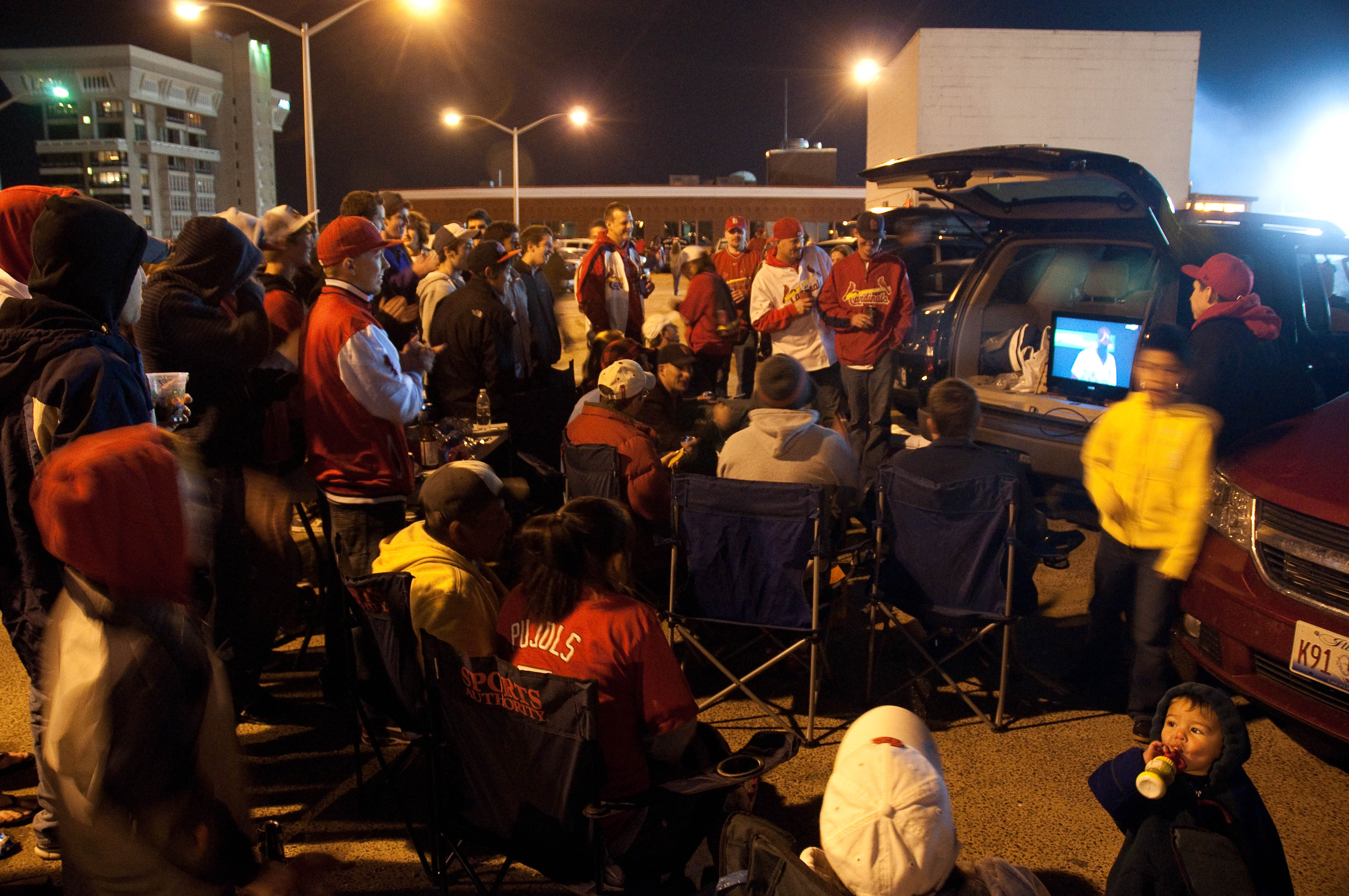
最終第7戦でブッシュ・スタジアムに入場できなかったファンのなかには、隣の建物の駐車場に陣取り球場の空気を肌で感じつつ、車のバッテリーを使ってテレビ中継を観る者もいた
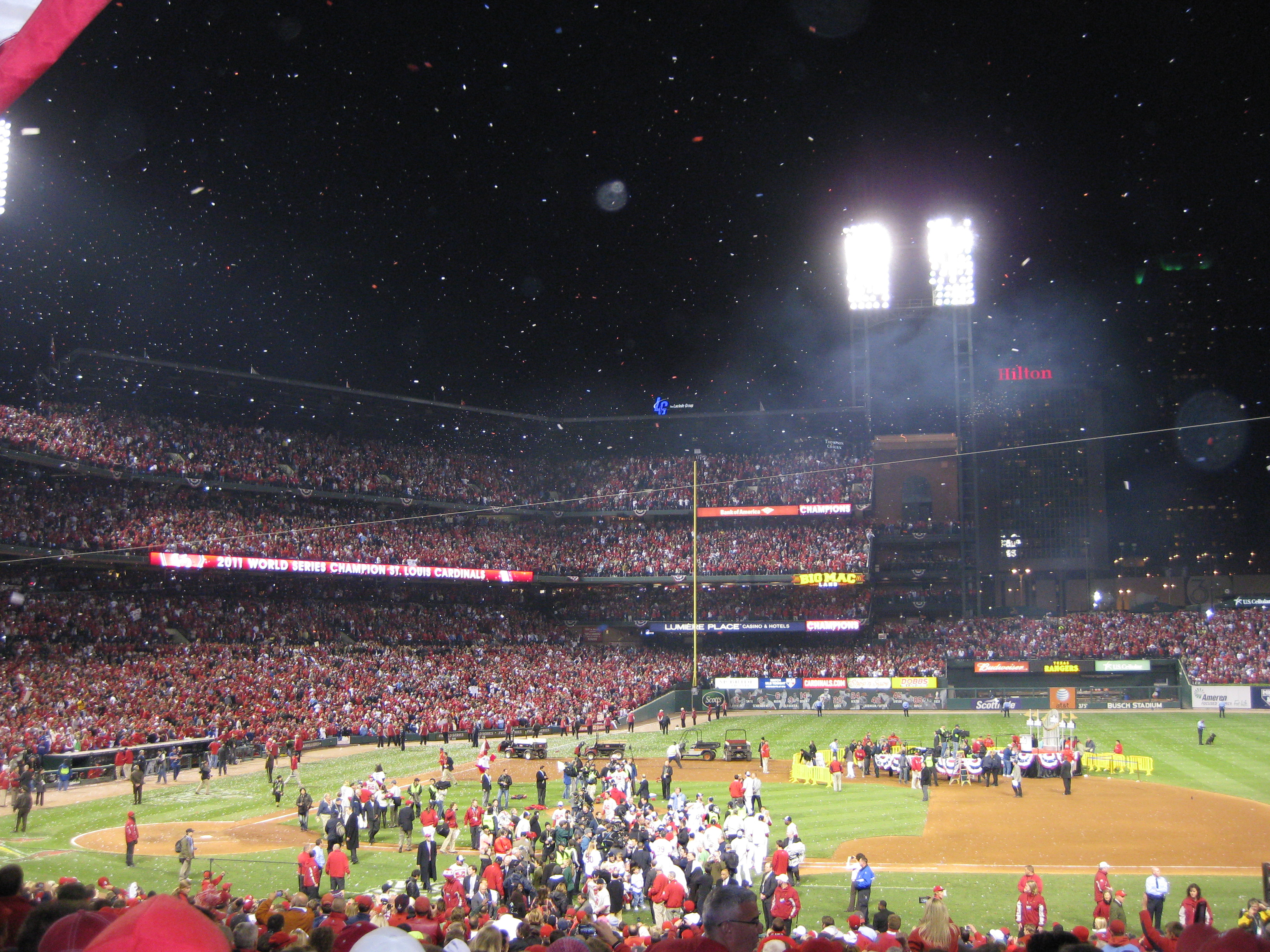
第7戦で地元カージナルスが優勝を決め、ブッシュ・スタジアムに紙吹雪が舞うなかで表彰式の準備が進められる
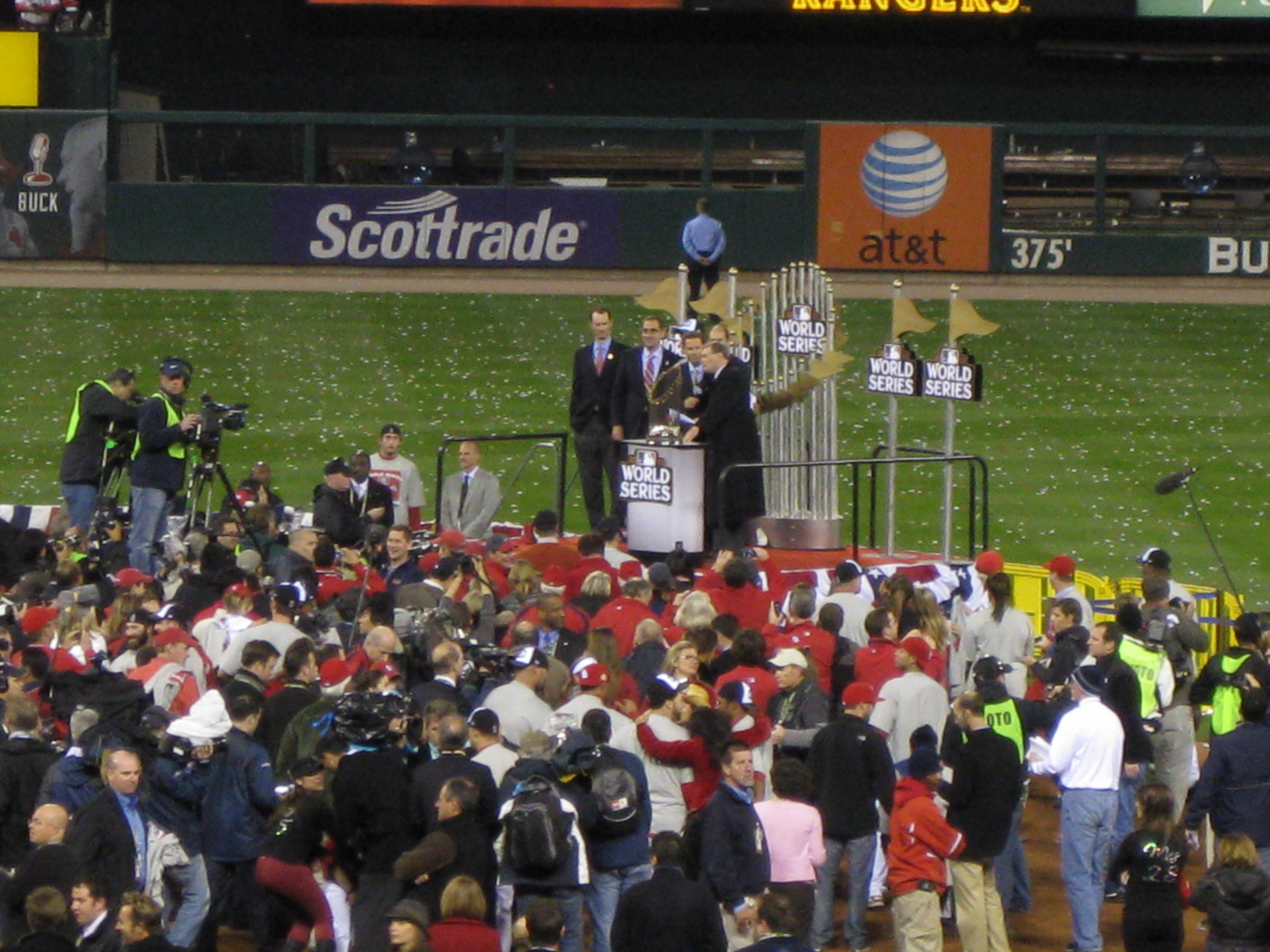
表彰式の様子。MLB機構コミッショナーのバド・セリグや球団GMのジョン・モゼリアクらが登壇し、台の上にはコミッショナーズ・トロフィーが置かれている
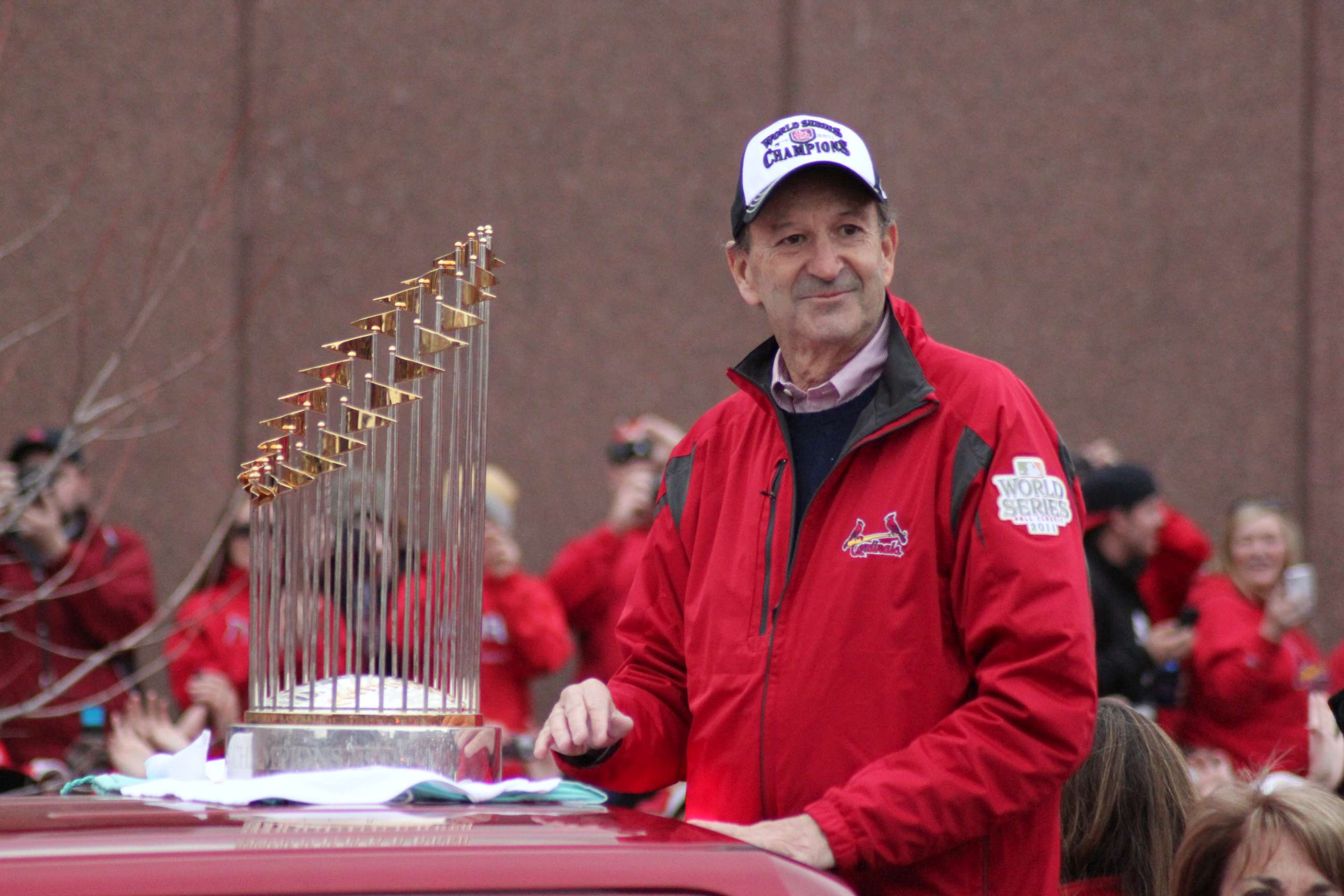
優勝記念パレードでは、球団筆頭オーナーのウィリアム・デウィット・ジュニア（英語版）がコミッショナーズ・トロフィーを携えていた
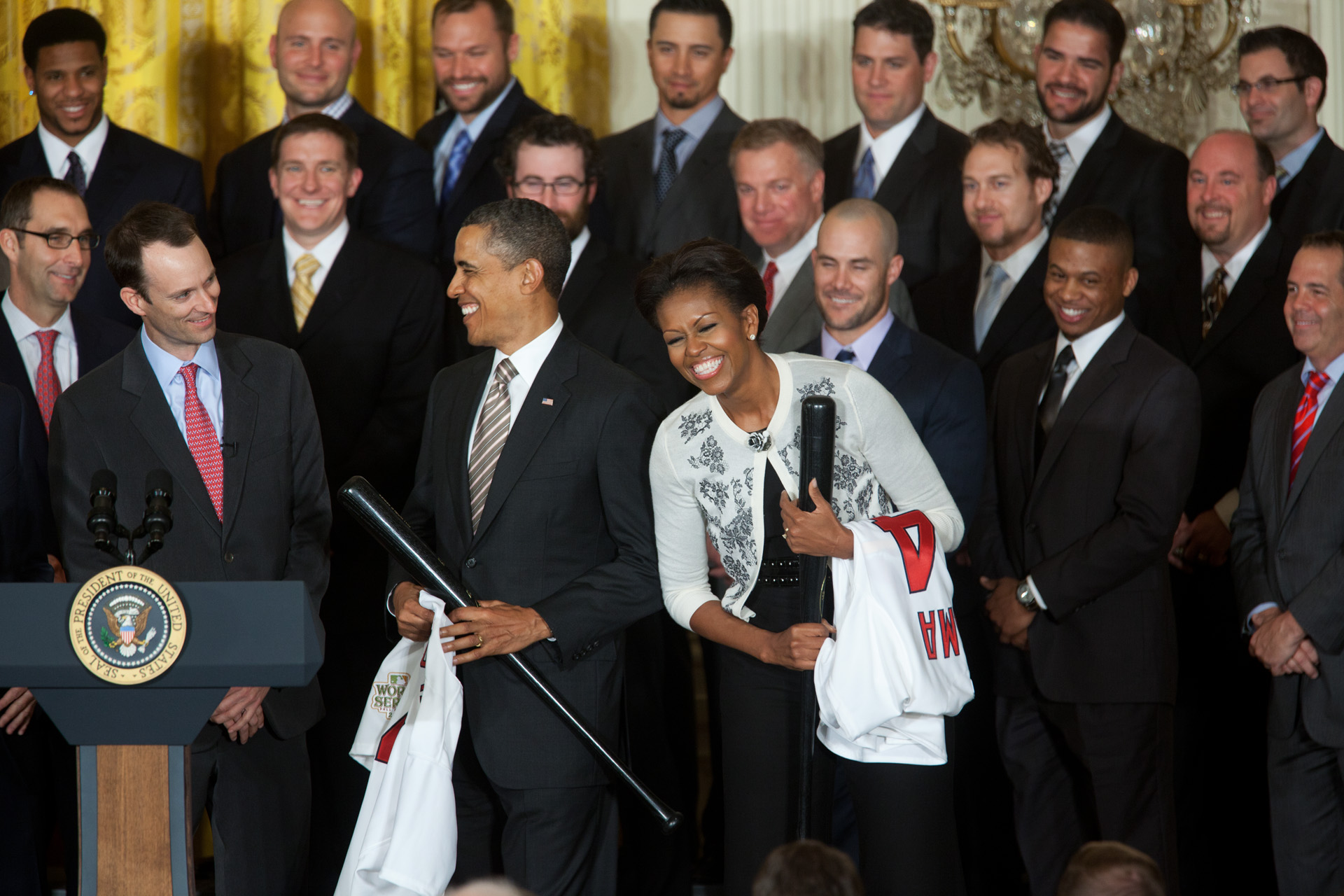
2012年1月17日、カージナルスはアメリカ合衆国大統領バラク・オバマの招待を受け、ホワイトハウスを表敬訪問した